# Seconda guerra di mafia
La seconda guerra di mafia fu un conflitto interno a Cosa nostra svoltosi in Sicilia, Italia, tra il 1981 e il 1984, che vide l'affermarsi del Clan dei Corleonesi come fazione egemone.
Il conflitto scaturì da una forte instabilità interna all'organizzazione mafiosa, scossa dai nuovi grossissimi interessi del traffico internazionale di eroina e delle nuove ambizioni della fazione di Corleone capeggiata da Totò Riina, Bernardo Provenzano e Leoluca Bagarella. 
In quegli anni si registra l'ascesa dei "Clan dei Corleonesi", i quali impongono il proprio potere criminale con vari omicidi, spesso riportati in primo piano dalla stampa locale come nel caso del quotidiano palermitano L'Ora, che arriverà a titolare le sue prime pagine enumerando le vittime dei conflitti tra fazioni mafiose rivali. Tra le vittime di Cosa nostra vi furono anche personaggi come Pio La Torre, principale artefice della legge Rognoni-La Torre, e il generale dell'Arma dei Carabinieri Carlo Alberto dalla Chiesa.
Le vicende della seconda guerra di mafia furono trattate all'interno del Maxiprocesso di Palermo, istruito dai giudici Giovanni Falcone e Paolo Borsellino.

## Antefatti

### Il contesto storico
Dopo la prima guerra di mafia degli anni 1960, gli arresti e il successivo processo di Catanzaro, i boss sopravvissuti si legarono in una Commissione interprovinciale, allo scopo di evitare nuovi conflitti trovando un equilibrio tra le varie famiglie mafiose siciliane. Secondo il collaboratore di giustizia Antonino Calderone, la guerra ebbe origine nei primi anni settanta dalle ruggini tra i boss di Palermo e il clan dei corleonesi, considerati in ascesa: Gaetano Badalamenti (boss di Cinisi) aveva organizzato un traffico di stupefacenti senza autorizzazione della Commissione, circostanza che provocò il risentimento di Salvatore Riina (boss rivale, di Corleone). I due legarono con altri boss siciliani mettendoli contro la fazione palermitana di Badalamenti e dei suoi associati Stefano Bontate, Giuseppe Di Cristina e Giuseppe Calderone, ingraziandoseli con denaro riciclato ottenuto dalle loro attività illecite.
Tra gli avvenimenti premonitori più importanti si registrarono:
- 10 dicembre 1969: strage di viale Lazio, la prima eclatante azione di sangue da parte di Cosa Nostra dai tempi della strage di Ciaculli che mise una brusca fine alla prima guerra di mafia. Obiettivo della strage è il boss Michele Cavataio, responsabile della guerra e della catastrofe che aveva portato allo scioglimento della commissione e i mandamenti a seguito degli arresti di massa che si susseguirono alla strage di Ciaculli. Nonostante per un po' di tempo Cavataio era riuscito ad ingannare le famiglie mafiose sulla sua responsabilità negli attentati dinamitardi, incolpando di questo il clan dei La Barbera che venne perciò sterminato nonostante la loro estraneità ai fatti, non appena la verità venne fuori, Salvatore Greco "Cicchiteddu" e Tommaso Buscetta, entrambi latitanti all'estero da diversi anni, diedero l'ordine di eliminarlo[6]. A ricevere ed eseguire la sentenza di morte non vi erano solo le famiglie della mafia tradizionale, guidate da Stefano Bontate, Giuseppe Calderone e Giuseppe Di Cristina, ma anche la nascente fazione Corleonese guidata da Luciano Leggio e Salvatore Riina. Il team di killers infatti era composto da Gaetano Grado ed Emanuele D'Agostino, della famiglia di Stefano Bontate, Damiano Caruso, della famiglia di Di Cristina, e Calogero Bagarella e Bernardo Provenzano, della famiglia di Leggio. Ad organizzare materialmente l'azione fu lo stesso Salvatore Riina, che però rimase fuori dall'edificio, in macchina. Nell'attentato morirono Michele Cavataio, boss dell'Acquasanta, Francesco Tumminello, boss della cosca del Giardino Inglese, il contabile Salvatore Bevilacqua e Giovanni Domè, la guardia dell'ufficio. Durante la colluttazione venne anche ucciso Calogero Bagarella, cosa della quale venne incolpato Damiano Caruso, che porterà a forti rancori da parte dei Corleonesi nei confronti di Di Cristina e i suoi alleati negli anni successivi. Secondo il pentito Gaetano Grado, tuttavia, fu Provenzano ad aprire il fuoco troppo in fretta e far sì che il gruppo venisse messo a sua volta sotto tiro. La strage di viale Lazio mise fine alla cosiddetta "pax mafiosa" che vi era stata in Sicilia dal 1963, e benché non la prima azione di ritorsione contro i seguaci di Michele Cavataio e di Pietro Torretta, già in atto dal 1968, fu sicuramente la più eclatante e sanguinosa, e venne ben presto seguita da altri attentati nei confronti di alleati di Cavataio, mentre l'attrito tra mafia tradizionale e i Corleonesi, che fino a quel punto avevano agito compatti, divenne sempre più marcato.
- 31 maggio 1970: in via Sciuti a Palermo, il deputato missino Angelo Nicosia, membro della Commissione parlamentare antimafia, viene aggredito mentre sta rincasando da uno sconosciuto a volto scoperto, che lo pugnala e poi si dà alla fuga. Nicosia rimane soltanto ferito. Inizialmente l'aggressione viene attribuita al terrorista cipriota Giorgio Tsikouris, studente universitario e militante del PCI, rimasto ucciso nell'attentato dinamitardo organizzato da lui stesso all'ambasciata americana ad Atene il 2 settembre successivo[7]. Anni dopo, grazie alle rivelazioni di Antonino Calderone, si scoprirà che il vero esecutore materiale fu Damiano Caruso su ordine di Giuseppe Di Cristina[3].
- 17 agosto 1970: nel tentativo di accrescere il proprio potere nell'agrigentino, Giuseppe Di Cristina fa uccidere il boss di Ravanusa (AG) Vito Gattuso. Pochi giorni prima fu ucciso anche un altro membro di spicco della cosca ravanusana Stefano Vangelista mentre a Palermo venne freddato l'albergatore Candido Ciuni, altro mafioso ravanusano. Questi omicidi furono ordinati da Di Cristina senza consultare i boss locali (Angelo Ciraulo di Ravanusa e Antonio Ferro di Canicattì), facendo crescere il risentimento di questi ultimi nei confronti del boss riesino[8]. I corleonesi, già allora ostili a Di Cristina a causa dell'uccisione di Calogero Bagarella durante la Strage di Viale Lazio del 10 dicembre 1969, ne approfittano per associarsi con Ciraulo e Ferro, che andranno a costituire i primissimi alleati agrigentini di Totò Riina, seguiti da Giuseppe Di Caro di Canicattì e da Carmelo Colletti di Ribera[9].
- 28 novembre 1970: Tentato omicidio di Giuseppe Sirchia a Castelfranco Veneto. Una pattuglia dei carabinieri fermò un'auto con a bordo Gaetano Fidanzati, Salvatore Lo Presti, Giuseppe Galeazzo e Salvatore Rizzuto, saliti fino in Veneto con l'obiettivo di scovare e uccidere Sirchia, che era il vice di Cavataio e così come il suo capo anche per lui pendeva una sentenza di morte. Con i quattro vi era anche Giuseppe Bono, che riuscì a scappare per le campagne. L'arresto salvò Sirchia, che verrà tuttavia ucciso nel maggio 1978 insieme alla moglie.
- 16 settembre 1970: scomparsa del giornalista dell'Ora Mauro De Mauro ad opera di Antonino Grado, Girolamo Teresi ed Emanuele D’Agostino, fedelissimi di Stefano Bontate. Sulla scomparsa di De Mauro furono fatte diverse ipotesi: probabilmente aveva scoperto i retroscena della morte del presidente dell'ENI Enrico Mattei oppure il coinvolgimento di Cosa nostra nel golpe Borghese[10].
- 28 ottobre 1970: omicidio dell'albergatore Candido Ciuni, che era stato ricoverato all'ospedale civico di Palermo a seguito di un tentato omicidio avvenuto sette giorni prima. I killer travestiti da infermieri lo massacrano a colpi di pistola mentre è sul letto d'ospedale. Tra gli esecutori materiali di questo omicidio vi sono Damiano Caruso di Riesi, Pasquale e Raffaele Bove di Campobello di Licata, quest'ultimo morto a Borgo Vercelli durante il soggiorno obbligato nel 1976, Vito Gambino di Ravanusa (ucciso il 27 giugno 1984) e Vito D'Angelo. L'omicidio viene ordinato da Giuseppe Di Cristina con il permesso di Stefano Bontate, nella cui giurisdizione cade l'ospedale e permette ai Corleonesi di associarsi con Angelo Ciraulo di Ravanusa e Antonio Ferro di Canicattì, indispettiti con di Cristina in quanto il delitto fu ordinato senza che né Ciraulo né Ferro fossero avvisati.
- 1º gennaio 1971: Bombe di Capodanno, una serie di attentati dinamitardi, perlopiù non riusciti, verso edifici istituzionali a Palermo e in altre località della Sicilia. A Palermo quattro bombe vengono piazzate davanti al palazzo comunale, agli assessorati regionali all'Agricoltura e al Lavoro, all'Assessorato Regionale Agricoltura e Foreste e agli uffici dell'Ente Minerario Siciliano. Una delle bombe fu casualmente avvistata da una guardia forestale, mentre un'altra trovata e disinnescata tramite telefonata anonima. Le altre due invece si incepparono e non riuscirono ad esplodere. Durante le indagini, le forze dell'ordine irruppero in un terreno nella periferia palermitana, nel fondo San Gabriele di Pallavicino, dove trovarono 186 candelotti di dinamite, 21 detonatori, micce, sveglie e tutto l'occorrente per creare bombe ad orologieria. Il fondo era nella disponibilità di Francesco Madonia, uomo d'onore della famiglia di Resuttana, che venne arrestato insieme al figlio Antonino (all'epoca appena diciottenne) e allo zio di Antonino, Leopoldo Di Trapani. Nella tenuta dei Madonia vennero anche rinvenuti ritagli di giornale in cui si parlava non solo dei falliti attentati di Palermo e uno di Catania, ma anche di due attentati riusciti, contro la caserma dei carabinieri di Ribera e lo scalo ferroviario di Messina. Negli anni sono state diverse le ipotesi sulle motivazioni della campagna di attentati dinamitardi, da collegare secondo alcuni pentiti al tentato golpe Borghese, mentre secondo altri volevano essere un avvertimento al mondo istituzionale siciliano del ritorno in piena forza di Cosa Nostra, ma ciononostante Madonia e i suoi complici vennero prosciolti in sede processuale e tornarono ben presto in libertà.
- 25 marzo 1971: omicidio di Francesco Di Martino, altro associato di Michele Cavataio e Pietro Torretta. Il delitto avvenne in via Piazza Armerina di Borgo Nuovo, a Palermo.
- 3 aprile 1971: omicidio a Milano di Vincenzo Conti, associato di Antonino Matranga, alleato di Cavataio.
- 30 aprile 1971: omicidio a Milano di Antonino Matranga, capo della Famiglia di Resuttana e stretto alleato di Michele Cavataio. Matranga partecipò con quest'ultimo nella prima guerra di Mafia contro le altre famiglie palermitane. Antonino Matranga e il suo alleato Mariano Troia di San Lorenzo si erano rifugiati a Milano a seguito della conclusione della prima guerra di Mafia, sia per sfuggire alla polizia sia per evitare la condanna di morte emessa contro di loro a seguito delle rivelazioni sui veri responsabili della guerra. Mariano Troia morì di cause naturali nel febbraio del 1967, poco dopo essersi costituito. Matranga invece rimase a Milano e continuò ad evitare ogni appuntamento, finché i mafiosi catanesi Salvatore Ferrera e Calogero Conti, su mandato della mafia palermitana, partirono per Milano sfruttando la grande amicizia che legava il Ferrera al cognato del Matranga, persuadendolo a convincere il Matranga ad abbassare la guardia. Così facendo, pochi giorni dopo il Matranga fu infine ucciso in via Boncompagni. Il posto di Matranga a capo della Famiglia di Resuttana viene preso da Francesco Madonia, fedelissimo di Totò Riina.
- 5 maggio 1971: omicidio del procuratore Pietro Scaglione e del suo autista Antonino Lorusso, avvenuto in via dei Cipressi a Palermo. È considerato il primo degli "omicidi eccellenti" compiuti da Cosa nostra nel dopoguerra ed in particolare il primo di quelli attuati dai Corleonesi, in questo caso organizzato da Luciano Leggio. In un primo momento sulla figura di Scaglione pesarono sospetti di essere un colluso ed un insabbiatore, ma in realtà si trattava di un magistrato integerrimo dalle cui mani passarono tutte le più importanti inchieste su crimini di mafia dagli anni '40 in poi.[11]
- 8 giugno 1971: sequestro di Giuseppe Vassallo, figlio del noto costruttore edile palermitano Francesco Vassallo, che aveva fatto fortuna grazie ai politici Salvo Lima e Vito Ciancimino. Secondo Antonino Calderone, il rapimento è organizzato da Salvatore Riina in accordo con gli altri capimandamento per far fronte alle esigenze finanziarie dell'organizzazione, appena uscita dai processi di Catanzaro e Bari[3].
- 10 luglio 1971: scomparsa di Vincenzo Guercio, titolare di un bar in piazza Verdi di fronte al Teatro Massimo. Guercio era confidente dell'allora capitano dei carabinieri Giuseppe Russo e venne fatto scomparire nel nulla perché era venuto a conoscenza di alcuni particolari sul rapimento di Mauro De Mauro[10].
- 14 e 23 luglio 1971 - Blitz dei 114 o Notte delle manette, eseguito in due tranche dagli uomini della Squadra mobile di Palermo guidati dal commissario Boris Giuliano e dal Comando provinciale dei Carabinieri agli ordini dell'allora colonnello Carlo Alberto dalla Chiesa con 47 arresti e un totale di 114 denunciati tra Milano, Napoli, Sassari e Palermo per il reato di associazione a delinquere: finiscono in manette boss del calibro di Paolino Bontate e il figlio Stefano, Gerlando Alberti, Gaetano Badalamenti, Rosario Mancino, Giuseppe Calderone e tanti altri[12]. Con l'arresto di Bontate e Badalamenti nel blitz dei 114, Totò Riina, che sostituisce Luciano Leggio durante i suoi lunghi soggiorni fuori dalla Sicilia, rimane da solo ai vertici di Cosa nostra ed inizia ad organizzare sequestri di persona.
- 14 settembre 1971: omicidio di Francesco Ferrante, boss della borgata di Tommaso Natale, protagonista della guerra di Mafia della borgata nel 1958-1963. Viene ritrovato carbonizzato dentro una Fiat 500.
- 17 ottobre 1971: tentato sequestro ed omicidio di Vincenzo Traina, figlio di un facoltoso costruttore palermitano, il quale mentre viene rapito riesce a divincolarsi dalle mani dei sequestratori e a scappare ma viene inseguito ed ucciso per strada a revolverate. Secondo Leonardo Vitale, uno dei rapitori è Francesco Scrima della famiglia di Pippo Calò e fedele alleato dei Corleonesi[13].
- 16 agosto 1972: sequestro di Luciano Cassina, figlio del conte Arturo Cassina, imprenditore che aveva in appalto la gestione dell'illuminazione, della rete fognaria e la manutenzione della rete stradale di Palermo. Lo scopo principale del sequestro, organizzato da Salvatore Riina all'insaputa di tutti, è minare il prestigio di Badalamenti e Bontate, entrambi detenuti per il processo dei 114, dai quali il conte riceveva protezione. Cassina viene rilasciato il 7 febbraio successivo (dopo quasi sei mesi di prigionia) in seguito al pagamento di 1 miliardo e 300 milioni di riscatto[14]. Tramite tra la famiglia e i rapitori per il pagamento del riscatto è don Agostino Coppola, sacerdote di Carini (PA) e nipote del boss Frank Coppola (detto Tre Dita) che celebrerà il matrimonio tra Totò Riina e Ninetta Bagarella nella primavera del 1974[15]. Francesco Scrima, uomo d'onore di Porta Nuova legato a Pippo Calò, fu uno degli esecutori del sequestro ed in quella occasione si servì della Lancia Fulvia chiesta in prestito a Leonardo Vitale, uomo d'onore di Altarello di Baida che si presentò alla Squadra mobile di Palermo e raccontò tutto ciò che sapeva, diventando uno dei primi pentiti nella storia di Cosa nostra[14].
- 10 ottobre 1972: Tentato omicidio a Pallavicino di Giuseppe Messina, legato ai boss Nicoletti e Cavataio. Messina sopravvive, ma verrà ucciso in un secondo attentato il 27 marzo 1975.
- 18 dicembre 1972: a Vigevano gli uomini di Luciano Leggio rapiscono l'imprenditore Pietro Torielli. Si tratta del primo sequestro di persona a scopo di estorsione compiuto in Lombardia, che si concluderà il 7 febbraio 1973 dopo il pagamento di un riscatto di un miliardo e mezzo di lire[15][16].
- 8 gennaio 1973: Duplice omicidio di Paolo Terrano e Vincenzo Vitale. Vengono uccisi a colpi di pistola nella Favorita di Palermo. Terrano aveva commesso alcuni crimini per conto del boss dell'Uditore Ignazio Scelta, considerato il successore di Pietro Torretta, ma aveva fatto alcune rivelazioni al giudice istruttore, portando Scelta a ricevere 3 anni di prigione. Per questo, si pensa, Terrano venne punito. Il fratello di Vincenzo Vitale, Rosario, verrà ucciso qualche anno dopo mentre in compagnia dello stesso Ignazio Scelta. Poche ore prima di questo duplice omicidio veniva ucciso un altro giovane, Rosario Di Chiara, ucciso nello stesso punto in cui venne ucciso Francesco Di Martino due anni prima.
- 5 aprile 1973: Tentato omicidio a Roma di Angelo Mangano e del suo autista Domenico Casella. Mangano, questore di polizia, si rese responsabile dell'arresto del boss dei corleonesi Luciano Leggio, e lo stesso Leggio in persona cercò di ucciderlo per vendetta, affiancato dai suoi associati appartenenti alla Camorra Michele Zaza, Ciro Mazzarella e Lorenzo Nuvoletta. Nonostante Mangano venne ferito alla testa, sia lui sia il suo autista riuscirono a salvarsi. Il fallito attentato minò il prestigio di Leggio, la cui figura comincia a diminuire d'importanza rispetto ai suoi due principali luogotenenti, Salvatore Riina e Bernardo Provenzano[3].
- Giugno 1973: viene fatto scomparire a Milano Damiano Caruso, killer di fiducia di Giuseppe Di Cristina e ritenuto dai Corleonesi responsabile della morte di Calogero Bagarella, ucciso da Michele Cavataio durante la strage di viale Lazio il 10 dicembre 1969, nonché responsabile della morte di Antonino Blandina, detto "Nino Corigranni", uomo d'onore di Vallelunga estremamente legato a Luciano Leggio e fatto scomparire a Palermo da Caruso agli inizi degli anni 70, per ordine di Di Cristina, che aveva una forte rivalità con il Blandina. Per giustificare l'omicidio, i Corleonesi sparsero la voce che Caruso era un confidente dei carabinieri. L'omicidio di Caruso costituisce il primo attrito tra di Cristina e i Corleonesi. Con questa esecuzione, oltre a vendicare Calogero Bagarella ed Antonino Blandina, mandano un chiaro messaggio al boss di Riesi, legatissimo allo schieramento perdente. Successivamente spariranno anche l'amante e la figlia di Caruso, attratte in un tranello da Luciano Leggio, che secondo alcune voci avrebbe anche abusato sessualmente di loro prima di ucciderle. Dopo qualche tempo a Milano salì il cugino Agostino Caruso, preoccupato visto che le telefonate verso Palermo si erano interrotte. Da lì a poco anche Agostino Caruso sparì nel nulla.
- 10 luglio 1973: a Roma, sequestro di persona ai danni del sedicenne John Paul Getty III, erede dell'impero petrolifero Getty, rapito dalle 'ndrine calabresi Piromalli e Mammoliti. Viene rilasciato dopo cinque mesi di trattative e il pagamento di un riscatto di un miliardo e 700 milioni di lire, avvenuto dopo che i rapitori gli mozzarono l'orecchio e lo recapitarono alla redazione de Il Messaggero[17]. Secondo Giuseppe Di Cristina, Liggio incassò una parte del riscatto del sequestro Getty per via del legame di comparatico che legava Totò Riina a Mico Tripodo, boss della 'ndrangheta[18].
- 4 agosto 1973: vengono strangolati e sepolti in un terreno Tommaso Santoro, Francesco Paolo Morana e Giuseppe D’Amore, tutti e tre ventenni. Il triplice omicidio è commissionato, come lui stesso confesserà anni dopo, da Gaetano Grado, fedelissimo di Stefano Bontate, perché i tre giovani avevano fatto troppo chiasso all’interno di un ristorante in cui si trovava lo stesso Grado a pranzo con un avvocato, ed avevano risposto male al boss che aveva chiesto inutilmente loro di abbassare la voce, arrivando a minacciarlo con una pistola[19]. Il triplice omicidio viene eseguito con l'aiuto di Salvatore Riina.
- 14 novembre 1973: a Torino, gli uomini di Leggio rapiscono il conte Luigi Rossi di Montelera. Sarà ritrovato dagli agenti della Guardia di Finanza il 14 marzo 1974 in una botola sotterranea a Treviglio (BG). Tramite tra la famiglia e i sequestratori è nuovamente don Agostino Coppola, uomo di fiducia dei Corleonesi[15].
- 10 gennaio 1974: omicidio del maresciallo di pubblica sicurezza Angelo Sorino, ucciso nel quartiere di San Lorenzo[20]. Dell'omicidio verrà accusato il boss di San Lorenzo, Filippo Giacalone, che è tuttavia estraneo al delitto, che è stato invece commesso dai Corleonesi, con l'obiettivo di indebolire la posizione dello stesso Giacalone in vista del completo controllo del mandamento San Lorenzo-Resuttana. Giacalone sarà imprigionato per questo delitto, e una volta rilasciato i corleonesi lo elimineranno tramite lupara bianca, e faranno eleggere Francesco Madonia come nuovo rappresentante.
- 26 febbraio 1974: costituita la società di commercializzazione di pesce congelato “Stella d’Oriente s.r.l.” da Giuseppe Di Stefano (cugino di Mariano Agate, fedelissimo di Riina) e Giuseppe Mandalari (commercialista di fiducia di Totò Riina). Tra gli altri soci spiccano i nomi di mafiosi di rango come Mariano Agate e suo fratello Giovanbattista, Maria Orlando (madre dei fratelli Nuvoletta), Vito Maggio (parente di Totò Riina), Bruno Calcedonio (membro del gruppo di fuoco della famiglia di Mazara del Vallo, capeggiata da Mariano Agate) e Iolanda Cristoforetti, figlia del contrabbandiere di sigarette genovese Giuseppe. Tutti questi personaggi sono stretti alleati dei corleonesi.
- 16 maggio 1974: gli uomini della Guardia di Finanza al comando del colonnello Giovanni Vissicchio arrestano Luciano Leggio a Milano in un appartamento di via Ripamonti, dove viveva insieme alla compagna Lucia Parenzan e al figlio nato dalla loro relazione[15].
- 8 settembre 1974: viene rapito il giovane enologo monrealese Francesco Madonia (solo omonimo del boss di Resuttana), nipote di don Peppino Garda. Per la sua liberazione, avvenuta il 15 aprile 1975, lo zio paga un miliardo di lire di riscatto. Secondo le indagini del colonnello Giuseppe Russo, nel sequestro sono implicati i Brusca di San Giuseppe Jato, fedelissimi dei Corleonesi[21].
- 16 settembre 1974: Subito dopo il suo ritorno dal soggiorno obbligato, il boss di Pallavicino Vincenzo Nicoletti subisce un attentato[22]. Viene colpito da due killer a volto scoperto mentre si trova in una stalla insieme ad un suo associato, Giuseppe Messina. Nicoletti era un altro stretto alleato di Cavataio, Torretta e Matranga. Nicoletti sopravvisse all'attentato ma rimase parzialmente paralizzato. Ricoverato all'ospedale, fuggì temendo che i killer lo raggiungessero là. Secondo il pentito Gaspare Mutolo, gli venne dato un ultimatum di presentarsi al bar del paese per aver in cambio salva la vita dei suoi figli. Nicoletti, ancora gravemente ferito, si presenterà al bar, ma i killer decisero di risparmiarlo. Gli venne mandata una lettera in cui gli si intimò di non avere mai più rapporti con Cosa Nostra. A lui subentrerà Rosario Riccobono come capo mandamento, che verrà spostato da San Lorenzo-Pallavicino a Partanna-Mondello.
- 6 dicembre 1974: fallito sequestro ai danni del principe Luigi D’Angerio di Sant'Agata all’uscita della villa dell'allora imprenditore Silvio Berlusconi ad Arcore (MB) al termine di una cena (presenti tra gli altri, oltre a Berlusconi, lo “stalliere” Vittorio Mangano, considerato il basista del sequestro, e Fedele Confalonieri). La nebbia e l’eccessiva velocità dell'automobile con la quale veniva trasportato il sequestrato provocano un incidente che gli consente di darsi alla fuga. Tra i rapitori Antonino Grado e Pietro Vernengo, entrambi della famiglia di Stefano Bontate[23].
- 7 dicembre 1974: omicidio di Antonino Taormina, cognato e socio di Michele Cavataio. Taormina fu arrestato insieme allo stesso Cavataio il 3 ottobre del '63, mentre si nascondevano in un appartamento in affitto, dotati di armi e ricetrasmittenti. Taormina venne ucciso in mezzo al traffico in via Antonello da Messina. Esecutore materiale dell'omicidio è Salvatore Contorno su mandato di Stefano Bontate.
- 1º luglio 1975: a Sciacca il professore universitario Nicola Campisi viene sequestrato dai Corleonesi che incolperanno la banda Vannutelli, di cui fa parte Ernesto Cordio, nipote di Salvatore Zizzo, boss di Salemi legato ai cugini Salvo. Campisi fu liberato dopo 40 giorni a seguito del pagamento di un riscatto di 700 milioni di lire. Il sequestro mina inoltre l'affidabilità di Bontate[24]. Il colonnello Giuseppe Russo sospettò l'alcamese Filippo Melodia (già in carcere per il celebre rapimento di Franca Viola) come mandante del sequestro ma non riuscì a trovare le prove.[25]
- 2 luglio 1975: omicidio dell'agente di pubblica sicurezza Gaetano Cappiello, ucciso in uno scontro a fuoco durante un'operazione finalizzata a catturare gli estorsori che taglieggiavano l'imprenditore Angelo Randazzo, rimasto invece ferito nella sparatoria. Nel delitto risultarono coinvolti Michele e Salvatore Micalizzi, Antonino Buffa, Gaspare Mutolo e Salvatore Davì, tutti uomini appartenenti alla "famiglia" di Rosario Riccobono.[26]
- 17 luglio 1975: sequestro e omicidio di Luigi Corleo. Corleo è suocero di Nino Salvo, referente politico dello schieramento perdente capeggiato da Stefano Bontate, e fondatore della "S.A.TRI.S. S.p.A.", che ha in appalto l'esazione delle tasse nella città di Palermo e in altri 75 comuni della Sicilia con un aggio del 7%, il più alto d'Italia[27]. Corleo, 72 anni d'età, morì nelle mani dei banditi probabilmente per un infarto (era sofferente da tempo), sconvolgendo così il piano per la trattativa con i familiari, e il suo corpo mai più ritrovato. Inizialmente venne chiesto un riscatto-record di 20 miliardi di lire, una cifra che si dimezzò dopo un tentativo di mediazione dei boss Bontate e Badalamenti intervenuti su richiesta di Nino Salvo[28]. I Corleonesi, come per il sequestro Campisi, faranno ricadere la colpa sulla banda Vannutelli ma esso fu attuato dai Corleonesi stessi al fine di minare la credibilità e l'affidabilità di Bontate presso i suoi referenti politici. Per il sequestro Corleo venne condannata una sola persona, Salvatore Ingoglia, commerciante di Campobello di Mazara (TP)[28]. Il vicequestore di Trapani Giuseppe Peri avanzò un'altra ipotesi secondo la quale dietro i sequestri Corleo e Campisi e il misterioso incidente aereo di Montagna Longa vi fosse un preciso disegno politico-eversivo che legava Cosa nostra al terrorismo di estrema destra ma il dirigente venne allontanato e le sue indagini vennero ridicolizzate[29].
- 31 luglio 1975: duplice omicidio di Angelo e Giuseppe Catena e tentato omicidio di Orazio Catena. Il delitto avviene in via Scala Vecchia a Paternò (CT) nell'ambito delle corse clandestine di cavalli. È il primo atto della faida di Paternò che inaugura il cosiddetto triangolo della morte Adrano-Biancavilla-Paternò nel catanese. Esecutore materiale è Salvatore Rapisarda. Da questo momento l'eredità dei fratelli Catena viene raccolta da Giuseppe Alleruzzo che appoggiato da Nitto Santapaola (quindi dai Corleonesi, di cui Santapaola è referente almeno fino al 1990-1991) muoverà guerra contro i Laudani, legati ad Alfio Ferlito (referente degli scappati a Catania) e alle loro ramificazioni (Morabito-Rapisarda a Paternò, Scalisi di Adrano).
- 28 ottobre 1975: Viene ucciso nel carcere di Perugia Angelo La Barbera, che era stato il boss di Palermo Centro al tempo della prima guerra di mafia, di cui La Barbera fu uno dei protagonisti. Esecutori materiali del delitto furono Giuseppe Ferrera, Giuseppe Previtera e Giuseppe Rizzo, che bloccarono e accoltellarono La Barbera nella sua cella[30]. Il fratello di Angelo, Salvatore, era già stato ucciso verso l'inizio della prima guerra di mafia. La morte di La Barbera avvenne nello stesso mese di quella di Pietro Torretta, altro protagonista della guerra e rivale di La Barbera, morto di insufficienza renale nel carcere dell'Asinara il 3 ottobre.[22]
- 5 aprile 1976: omicidio di Salvatore Buscemi e tentato omicidio di Giuseppe Buscemi. Buscemi era entrato nel contrabbando di sigarette senza aver richiesto l'autorizzazione dei boss nella zona Sant'Erasmo-Corso dei Mille, e per questo venne decretata la sua eliminazione, mentre suo fratello Giuseppe che si trovava con lui venne ferito all'anca. Un altro fratello, Rodolfo Buscemi, sarà successivamente ucciso dagli uomini di Corso dei Mille nel 1982. La sorella Michela fu una delle poche donne a costituirsi parte civile nel Maxiprocesso per la morte dei due fratelli. Questo Salvatore Buscemi è da non confondere con un omonimo, il boss Salvatore Buscemi, uno dei traditori della fazione di Salvatore Inzerillo che, essendo forte alleato di Totò Riina, diventerà capomandamento di Boccadifalco a seguito della riorganizzazione dei mandamenti dopo l'uccisione di Rosario Riccobono e Salvatore Scaglione.
- 5 aprile 1976: omicidio di Silvestro Messina a Mazara del Vallo (TP) e tentato omicidio di Ernesto Cordio, ferimento di Giuseppe Ferro. I tre facevano parte della banda Vannutelli sospettata di aver organizzato i sequestri di Luigi Corleo e Nicola Campisi (in realtà orditi dai Corleonesi per colpire i Salvo e Bontate). Come detto un'altra chiave di lettura relativamente alla banda Vannutelli è che sia stata debellata dai Corleonesi per colpire Salvatore Zizzo, zio di Ernesto Cordio e fedelissimo dei cugini Salvo. A supporto di questa tesi vi è il fatto che all'interno della banda Vannutelli vi erano tra gli altri Stefano Accardo di Partanna (TP), lo stesso Giuseppe Ferro di Alcamo e Vito Gondola di Campobello di Mazara, tutti fedelissimi dei Corleonesi nel trapanese. Esecutori materiali dell'agguato contro Cordio sono Giuseppe Giacomo Gambino, Armando Bonanno e Giovanni Leone della famiglia di Mazara del Vallo, tutti fedelissimi dei Corleonesi che vengono arrestati con le armi ancora in pugno subito dopo aver compiuto l'agguato.
- 9 aprile 1976: omicidio a Mazara del Vallo di Antonino Luppino, uomo della banda Vannutelli inviso ai Corleonesi[31].
- 12 aprile 1976: omicidio a San Cipirello (PA) di Salvatore Caravà, uomo della banda Vannutelli e quindi inviso ai Corleonesi. Esecutore materiale dell'omicidio è Leoluca Bagarella su mandato di Totò Riina[32].
- 24 giugno 1976: scoppia la faida di Raffadali (AG) tra i Fragapane di Santa Elisabetta e i Tuttolomondo-Lauria di Raffadali. Si protrarrà fino al 1981 quando entrambi si assoceranno a Carmelo Colletti e quindi ai Corleonesi, mossa strategica da parte dei Lauria-Tuttolomondo per guadagnare la forza necessaria. In seguito infatti Lauria si accorderà con Badalamenti e il suo gruppo verrà sterminato. Il primo atto della faida è l'omicidio di Salvatore Tuttolomondo avvenuto il 24 giugno 1976.
- 20 luglio 1976: cinque banditi armati di mitra e di pistola irrompono nel villino del costruttore monrealese Giuseppe Quartuccio (già socio di don Peppino Garda) e rapiscono la moglie Graziella Mandalà, prima donna sequestrata in Sicilia a scopo di estorsione. I banditi chiedono un miliardo e mezzo di lire per la liberazione della donna. Le indagini sono condotte dal questore Domenico Migliorini, dal capo della squadra mobile Bruno Contrada e dal colonnello dei carabinieri Giuseppe Russo[33].
- 29 luglio 1976: Graziella Mandalà viene liberata senza il pagamento del riscatto a seguito dell'intervento di Gaetano Badalamenti e Rosario Riccobono, i quali non possono accettare un sequestro del genere commesso senza autorizzazione ed impongono subito la punizione dei colpevoli di tale sgarro[34]. Nel giro di poche ore dalla liberazione viene infatti ucciso il gioielliere Elio Ganci davanti al suo negozio in via Repubblica a Monreale perché considerato il basista del sequestro[33].
- 30 luglio 1976: in via Collegio Romano, traversa della circonvallazione di Palermo, viene ritrovato in un sacco della spazzatura il cadavere incaprettato di Francesco Renda, pregiudicato noto alle forze dell'ordine. Il medico legale fa risalire la morte a circa 20 ore prima del ritrovamento e quindi a pochissime ore prima del rilascio di Graziella Mandalà, collegando quest'omicidio alla ritorsione contro i responsabili del sequestro[33].
- 10 agosto 1976: duplice omicidio di Nicolò Malfattore, 23 anni, e Vincenzo Schifando, 22 anni, entrambi sorvegliati speciali, avvenuto in un bar di Piazza Scaffa ad opera di due killer armati di calibro 38 e lupara. Malfattore muore subito mentre Schifano viene inutilmente trasportato all'ospedale dove arriva senza vita. Il duplice omicidio si inquadra sempre nell'eliminazione dei responsabili del sequestro di Graziella Mandalà[33].
- 25 agosto 1976: omicidio di Giuseppe Tuttolomondo, fratello di Salvatore, eliminato il 24 giugno precedente, sempre nel quadro della faida di Raffadali.
- 26 agosto 1976: omicidio nel carcere di Poggioreale di Domenico Tripodo, potente boss della 'ndrangheta nonché compare d'anello e testimone di nozze di Totò Riina nel matrimonio con Ninetta Bagarella nella primavera del 1974. L'omicidio è eseguito da uomini di Raffaele Cutolo su richiesta dei De Stefano, rivali di Don Mico. Da qui nasce l'astio dei Corleonesi verso la NCO, portata avanti dagli alleati partenopei (Nuvoletta, Gionta, Lubrano-Ligato) di Totò Riina.
- 29 agosto 1976: riesplode la faida di Partinico-Roccamena tra i Corleonesi (nello specifico Nené Geraci, Bernardo Brusca e Bartolomeo Cascio, tutti fedelissimi alleati di Totò Riina), e gli Alduino-Valenza. Il conflitto ha radici antiche a partire dal 1955, quando i Brusca di San Giuseppe Jato uccidono due degli Alduino. Tre anni dopo Giuseppe Alduino uccide Antonino Brusca. A partire da questo momento gli Alduino si associano ai fratelli Valenza di Borgetto (legati a Badalamenti), di cui in particolare Michele Alduino diviene il soldato più fedele ed abile. Diciotto anni dopo l'omicidio di Antonino Brusca, Giuseppe Alduino rientra a Roccamena e viene ucciso pochi giorni dopo, il 29 agosto 1976. Con questo omicidio si riaccende la faida che si concluderà definitivamente il 10 aprile 1999 quando vengono uccisi a Partinico Francesco Paolo Alduino e il genero Roberto Rossello, con i Corleonesi che in questo modo completeranno lo sterminio dei Valenza-Alduino cominciato nel 1955.
- 2 settembre 1976: alle ore 5,15 un gruppo di killer uccide Salvatore e Filippo Ganci, fratelli del gioielliere Elio, assassinato 33 giorni prima a Monreale. L'agguato viene teso proprio davanti allo stand dei Ganci al mercato ortofrutticolo di Palermo mentre i due fratelli, insieme ad alcuni dipendenti, scaricano meloni da un camion. Anche questo duplice omicidio viene inquadrato nell'ambito delle vendette seguite al sequestro e al rilascio di Graziella Mandalà[33].
- Settembre 1976: sparisce tramite lupara bianca Salvatore Spatuzza, pregiudicato e fratello maggiore di Gaspare Spatuzza, poiché ritenuto anche lui tra i responsabili del sequestro di Graziella Mandalà. Esecutore materiale è Salvatore Contorno. Da questo momento Gaspare Spatuzza cercherà vendetta contro Contorno, schierandosi con i Graviano, referenti dei Corleonesi a Brancaccio.
- 4 settembre 1976: omicidio di Michele Alduino, parente omonimo del soldato dei fratelli Valenza di Borgetto nonché nipote di Giuseppe Alduino, ucciso sei giorni prima, il 29 agosto.
- 22 settembre 1976: nelle campagne di Torretta (PA) viene ritrovato casualmente il cadavere incaprettato e chiuso in un sacco di Stefano Giaconia, ex braccio destro di Angelo La Barbera che, a conclusione della prima guerra di mafia, era stato risparmiato ed aggregato alla famiglia di Stefano Bontate[33]. Tuttavia, alla fine, non solo si ritenette che il Giaconia avesse ripreso gli stessi comportamenti del La Barbera, ma si era anche molto avvicinato a Totò Riina e ai Corleonesi. Venne quindi strangolato dallo stesso Stefano Bontate e i suoi uomini subito prima di un incontro con Giuseppe ed Antonino Calderone. L'omicidio di Giaconia indispettì molto Totò Riina e Nitto Santapaola e sarà ulteriore motivo di odio dei Corleonesi verso il Bontate e i suoi alleati.
- 26 ottobre 1976: sparisce tramite lupara bianca Francesco Fragapane, fratello del più famoso Salvatore che verrà nominato rappresentante provinciale di Agrigento da Totò Riina dopo l'omicidio di Carmelo Colletti da parte di Lillo Lauria del 30 luglio 1983 e verrà incaricato personalmente da Riina di debellare completamente il gruppo Lauria.
- 11 dicembre 1976: a Partanna viene ucciso tramite strangolamento Baldassarre Ingrassia, cognato di Ernesto Cordio.
- 11 gennaio 1977: a Milano, sequestro di Niccolò De Nora, industriale e produttore cinematografico. Viene rilasciato nei pressi di Gela (CL) il 19 giugno 1978, dopo 524 giorni di prigionia e il pagamento di sette miliardi di lire di riscatto. Il sequestro è organizzato da Francesco Madonia (solo omonimo del boss mafioso di Resuttana), capo della famiglia di Vallelunga Pratameno (CL) e fedelissimo di Luciano Leggio, all'insaputa di Giuseppe Di Cristina e ciò fu un'ulteriore causa di rancore tra i due[35][36].
- 3 febbraio 1977: omicidio di Vito Mangione, sospettato di aver partecipato al sequestro Mandalà nonché guardaspalle di Stefano Giaconia (fedelissimo di Totò Riina ucciso il 22 settembre 1976 da Rosario Riccobono) insieme a Salvatore Spatuzza, vittima di lupara bianca per mano di Salvatore Contorno nel settembre 1976.
- 18 giugno 1977: omicidio a Palermo di Angelo Graziano, importante mafioso di San Lorenzo legatissimo a Giuseppe Giacomo Gambino e quindi anche a Riina. Esecutore dell'omicidio è il suo capomandamento Rosario Riccobono, pezzo da novanta dello schieramento perdente. La vendetta dei Corleonesi arriverà 5 anni dopo, per mezzo del massacro della villa in contrada Dammusi nel 30 novembre 1982.
- 27 giugno 1977: duplice omicidio di Alfredo Taborre e Giuseppe Barbera, contrabbandieri di sigarette. L'omicidio avviene a Giugliano in Campania (NA) ed è eseguito dai Corleonesi su richiesta di Giovanni Bontate, probabilmente nell'ambito del contrabbando di sigarette. La matrice corleonese del duplice omicidio è certificata dalla partecipazione di Giovan Battista Pullarà, Filippo Messina di Brancaccio (fedelissimi di Totò Riina) e Lorenzo Nuvoletta, referente dei Corleonesi in Campania. I Corleonesi eseguono il duplice delitto per sancire l'alleanza con Giovanni Bontate che da questo momento entra a far parte dello schieramento vincente, la cui adesione culminerà con l'omicidio del fratello Stefano Bontate (23 aprile 1981) alla cui organizzazione prese parte anche lo stesso Giovanni Bontate.
- 30 luglio 1977: a Roccamena omicidio di Giuseppe Artale, figlio di Francesco Artale e legato ai fratelli Valenza di Borgetto, sempre nel quadro della faida di Partinico-Roccamena tra i Corleonesi e gli Alduino-Valenza, schierati con Badalamenti.
- 20 agosto 1977: duplice omicidio di Giuseppe Russo (Cosenza, 6 gennaio 1928 – Ficuzza, 20 agosto 1977), tenente colonnello dei Carabinieri, insignito di medaglia d'oro al valor civile alla memoria, e Filippo Costa, insegnante. L'omicidio avvenne a Ficuzza, frazione di Corleone, dove il colonnello stava trascorrendo le vacanze, e stava passeggiando con l'insegnante Filippo Costa, pure lui ucciso insieme a Russo per non lasciare testimoni dell'omicidio.
- 21 agosto 1977: a Riesi duplice omicidio dei fratelli Vincenzo e Giuseppe Gangitano e tentato omicidio di Salvatore Gangitano. I tre erano dediti alle estorsioni nel territorio di Riesi, probabilmente per conto dei Corleonesi. L'esecutore materiale del delitto è infatti Salvatore Pillera, fedelissimo del boss catanese Giuseppe Calderone, socio di Giuseppe Di Cristina nonché come il boss riesino acerrimo rivale dei Corleonesi. Il ruolo di Pillera nell'esecuzione dell'agguato supporta la tesi secondo cui si tratti di un delitto commesso su ordine di Calderone e Di Cristina come vendetta per l'omicidio del colonnello Russo (avvenuto il giorno precedente per mano dei Corleonesi) di cui il secondo era confidente. Pillera verrà mandato nuovamente nel nisseno otto mesi dopo (8 aprile 1978) per eseguire l'omicidio di Francesco Madonia, capo della famiglia di Vallelunga Pratameno (CL) nonché strettissimo alleato di Totò Riina nel nisseno, a conferma del fatto che Calderone "prestasse" all'occorrenza il Pillera a Giuseppe Di Cristina. Il duplice omicidio costituirebbe dunque il preludio all'omicidio di Madonia da parte di Di Cristina e Calderone oltre che una vendetta per l'omicidio del colonnello Russo. La reazione dei Corleonesi sarà devastante.[37]
- 27 settembre 1977: a Trapani, sequestro-lampo nei confronti dell'imprenditore Michele Rodittis, misteriosamente rilasciato dopo soli tre giorni senza il pagamento del riscatto, probabilmente a causa dell'intervento del boss trapanese Salvatore Minore, che non aveva dato l'assenso al rapimento[38].
- 15 ottobre 1977: in contrada Purgatorio a Custonaci (TP), omicidio di Angelo Scuderi, pastore di 28 anni, e ferimento di Girolamo Marino, cugino omonimo di "Mommu u' nanu", capo della "famiglia" di Paceco (TP) e stretto alleato di Salvatore Minore. Inizia così la vendetta del clan Minore nei confronti dei "cani sciolti" che hanno rapito Michele Rodittis senza autorizzazione[38][39].
- 22 ottobre 1977: a Castelvetrano (TP), alla foce del fiume Belice, vengono ritrovati i cadaveri di Anna Rita Ruggieri, 16 anni, di Tivoli, Benedetto Gambicca, 29 anni, e Francesco Criscenti, 23 anni, di Trapani. Prima di esser gettati in acqua, erano stati torturati con un cappio di fil di ferro. Due metri di filo spinato li tenevano come crocifissi a quattro spranghe incrociate. Secondo le indagini del magistrato Giangiacomo Ciaccio Montalto, che registrò su un nastro magnetico le confessioni di uno dei sequestratori sfuggito all'agguato, Girolamo Marino, si tratta della punizione esemplare inflitta dal clan Minore ai rapitori di Michele Rodittis[38][40].

Il duplice omicidio degli uomini di Giuseppe Di Cristina (21 novembre 1977).

- 21 novembre 1977: tentato omicidio di Giuseppe Di Cristina (Riesi, 22 aprile 1923 – Palermo, 30 maggio 1978, boss mafioso della famiglia di Riesi (CL), Di Cristina era anche il rappresentante mafioso della provincia di Caltanissetta. Di Cristina riuscì a salvarsi da un attentato nei suoi confronti, dove ebbero la peggio i suoi due uomini: quel giorno, intorno alle ore 7:45, in contrada Palladio, nel tratto Riesi - Sommatino della S.S. 190 delle zolfare, un'autovettura Fiat 127, simulando un incidente, speronava frontalmente un'altra auto, una BMW a bordo della quale viaggiavano Giuseppe Di Fede, alla guida del mezzo, e Carlo Napolitano, seduto a fianco del conducente. Subito dopo l'urto violento, due killer scesi dalla 127 esplodevano numerosi colpi di fucile da caccia e di rivoltella contro i predetti Di Fede e Napolitano, assassinandoli barbaramente.

### Schieramenti
A seguito dell'omicidio di Giuseppe Russo e del tentato omicidio di Giuseppe Di Cristina, si evince sempre di più la separazione, dentro Cosa Nostra, in due fazioni opposte: quella della "mafia tradizionale" o "ala moderata" capeggiata da Stefano Bontate, Gaetano Badalamenti e Salvatore Inzerillo, e quella dei corleonesi capeggiata da Salvatore Riina:
|                            | Badalamenti-Bontate-Inzerillo | Corleonesi |
| -------------------------- | --- | --- |
| Palermo e provincia        | Stefano Bontate, Mimmo Teresi e Nino Sorci (Santa Maria di Gesù-Villagrazia), Gaetano Badalamenti (Cinisi), Salvatore Inzerillo (Passo di Rigano), Rosario Riccobono (Partanna-Mondello), Salvatore Scaglione e Salvatore Di Maio (Noce), Salvatore "Cicchiteddu" Greco, Salvatore Greco "L'Ingegnere", Nicola Greco "Nicolazzo", Giuseppe “Pinè” Greco e Giovannello Greco (Ciaculli), Filippo Giacalone (San Lorenzo) Antonino Salamone (San Giuseppe Jato), Calogero Pizzuto (Castronovo di Sicilia), Giuseppe Di Maggio (Brancaccio), Giovanni Di Peri e Antonino Pitarresi (Villabate), Francesco Di Noto e Pietro Marchese (Corso dei Mille), Giuseppe Panno (Casteldaccia), Antonino Mineo (Bagheria), Ignazio Gnoffo (Palermo Centro), Girolamo e Calogero D'Anna (Terrasini), Salvatore ed Erasmo Valenza (Borgetto), Mariano Marsala (Vicari) | Luciano Liggio, Salvatore Riina, Leoluca Bagarella e Bernardo Provenzano (Corleone), Michele Greco, Salvatore Greco "Il Senatore", Giuseppe Greco "Scarpuzzedda", Vincenzo Puccio, Giuseppe Lucchese e Mario Prestifilippo (Ciaculli-Croceverde Giardini), Bernardo Brusca e il figlio Giovanni (San Giuseppe Jato), Giuseppe Calò e Salvatore Cancemi (Porta Nuova), Francesco Madonia e i figli Antonino, Giuseppe e Salvatore (Resuttana), Antonino Geraci (Partinico), Raffaele Ganci e i figli Calogero, Stefano e Domenico “Mimmo” (Noce), Giovanbattista e Ignazio Pullarà, Pietro Lo Iacono, Giovanni Teresi e Antonino Bontà (Santa Maria di Gesù), Pietro Aglieri e Carlo Greco (Guadagna), Giuseppe Savoca (Brancaccio), Salvatore Montalto (Villabate), Filippo Marchese (Corso dei Mille), Giuseppe Giacomo Gambino (San Lorenzo), Francesco Di Carlo (Altofonte), Giuseppe Abbate (Roccella), Antonino Rotolo (Pagliarelli), Leonardo Greco e Giovanni Scaduto (Bagheria), Giuseppe Farinella (San Mauro Castelverde), Procopio Di Maggio (Cinisi) Giovanni Corallo (Palermo Centro) |
| Provincia di Trapani       | Salvatore Minore (Trapani), Natale e Leonardo Rimi (Alcamo), Ignazio e Nino Salvo (Salemi), Antonino e Nicola Buccellato (Castellammare del Golfo), Natale L'Ala (Campobello di Mazara), Giuseppe Palmeri (Santa Ninfa), Giuliano e Paolo Zummo (Gibellina), Leonardo Crimi, Ignazio Triolo (Vita) | Mariano Agate (Mazara del Vallo), Francesco Messina Denaro (Castelvetrano), Vincenzo Virga (Trapani), Vincenzo Milazzo (Alcamo), Stefano Accardo (Partanna), Nunzio Spezia e Vito Gondola (Campobello di Mazara), Calogero Musso (Vita), Antonino Patti (Marsala) Gaspare Sugamiele (Paceco), Gioacchino Calabrò (Castellammare del Golfo), Gaspare Casciolo (Salemi), Vito Mazzara (Valderice) |
| Provincia di Agrigento     | Giuseppe Settecasi (Alessandria della Rocca), Leonardo Caruana e Pasquale Cuntrera (Siculiana), Carmelo Salemi (Agrigento), Calogero Sambito (Palma di Montechiaro), Liborio Terrasi (Cattolica Eraclea), Calogero Lauria (Raffadali), Nicola di Giovanni (Sambuca di Sicilia) | Carmelo Colletti e Simone Capizzi (Ribera), Antonio Ferro, Antonio Guarneri e Giuseppe Di Caro (Canicattì), Gioacchino Ribisi e i fratelli Ignazio, Pietro, Rosario e Carmelo (Palma di Montechiaro), Salvatore Di Ganci (Sciacca) Salvatore Fragapane (Santa Elisabetta), Vincenzo Di Piazza (Casteltermini), Gerlandino Messina (Porto Empedocle), Carmelo Milioti (Favara), Angelo Ciraulo (Ravanusa), Vincenzo Licata (Grotte) |
| Provincia di Caltanissetta | Giuseppe Di Cristina (Riesi), Francesco Cinardo (Mazzarino), Luigi Calì (San Cataldo), Francesco Iannì (Sommatino) | Giuseppe Madonia (Vallelunga Pratameno), Salvatore Mazzarese (Villalba), Giuseppe Cammarata (Riesi), Francesco La Quatra (Sommatino), Salvatore Polara, Antonio Rinzivillo (Gela), Antonino La Mattina e Domenico Vaccaro (Campofranco), Cataldo Terminio (San Cataldo), Giancarlo Giugno (Niscemi) |
| Provincia di Catania       | Giuseppe Calderone, Alfio Ferlito, Salvatore Pillera e Salvatore Cappello (Catania), Mario Nicotra (Misterbianco) | Benedetto Santapaola, Aldo Ercolano, Giuseppe Ferrera e Santo Mazzei (Catania), Calogero Conti (Ramacca), Francesco La Rocca (Caltagirone), Giuseppe Pulvirenti (Belpasso), Pietro Pernagallo (Grammichele), Orazio Pino (Misterbianco) |
| Provincia di Enna          | Francesco e Mariano Seggio (Valguarnera Caropepe) | Gaetano Leonardo (Enna), Liborio Miccichè e Giovanni Monachino (Pietraperzia), Raffaele Bevilacqua (Barrafranca), Giacomo Sollami (Villarosa) |

### Eventi preliminari
Le prime frizioni tra gli schieramenti si manifestarono verso la fine degli anni 1970; i Corleonesi nel 1978 espulsero dalla Commissione Gaetano Badalamenti, accusandolo di essere responsabile, insieme a Giuseppe Di Cristina e Stefano Bontate, dell'omicidio di Francesco Madonia di Vallelunga Pratameno. Al posto di Badalamenti, nella Commissione di Cosa Nostra, viene posto come segretario Michele Greco, boss di Croceverde-Giardini, detto il Papa a causa delle sue abilità nel mediare controversie tra diverse famiglie mafiose. Come riferito dal pentito Antonino Calderone, questa nomina fu vista con molto sospetto da Giuseppe Calderone ed altri della sua corrente, data la personalità scialba e debole del Michele Greco, ma vennero rassicurati da Nicola "Nicolazzo" Greco e da Antonino Mineo, che garantivano di essere in grado di influenzare Michele Greco da dietro le quinte per mantenere la pace. Questo però si rivelò un grave errore di valutazione, poiché Michele Greco era segretamente alleato con Salvatore Riina e condivideva i suoi propositi di sterminio verso la fazione opposta. Stefano Bontate e Giuseppe Calderone negarono qualsiasi coinvolgimento nell'omicidio di Madonia, e Bontate rifiutò la richiesta di dimettersi da capo famiglia. La situazione divenne molto tesa al punto tale che sia Bontate sia Calderone giravano con macchina blindata e guardie del corpo, temendo un attentato. Alla fine, tuttavia, vi fu una riappacificazione, e Bontate e Calderone rimasero in carica fino al loro omicidio. Calderone tuttavia venne ucciso quindici giorni dopo la ricomposizione della famiglia di Catania. Con la morte di Calderone, la città etnea passava nelle mani di Nitto Santapaola, altro alleato dei Corleonesi. Nel 1978 scompare nel nulla il capofamiglia di San Lorenzo, Filippo Giacalone, grande amico di Bontate. Era stato accusato dell'omicidio del maresciallo Angelo Sorino nel 1974, omicidio che tuttavia si rivelò essere stato compiuto da Leoluca Bagarella per conto dei Corleonesi, con l'obiettivo di indebolire la posizione del Giacalone. Non appena uscito di galera il Giacalone riferì al Bontate ciò, e per questo venne ucciso dai corleonesi al fine di isolare ancora di più Bontate, e permettere la promozione a capomandamento di Francesco Madonia di Resuttana, un fedelissimo di Riina. Nel 1979 veniva cooptato come capo mandamento anche il famigerato Pino Greco "Scarpuzzedda" che aveva già ampiamente dimostrato la sua lealtà ai corleonesi uccidendo personalmente il Colonnello Russo. Tommaso Buscetta nel 1980 uscì dal carcere e trascorse alcuni mesi a Palermo. Fu, forse, l’unico a comprendere ciò che stava per accadere. Avvertì Inzerillo e Bontate dell’imminente faida ma questi, fortemente concentrati al business della droga, minimizzavano il pericolo nei loro confronti e, anzi, gli chiesero di rimanere a Palermo. Il boss non volle ascoltarli e preferì tornare all’estero, nello specifico in Brasile. Già il 13 agosto 1980 Eric Chalier, un trafficante di stupefacenti, essendosi incontrato a Palermo (per la consegna di danaro proveniente da detto traffico) con Francesco Mafara, aveva ricevuto da quest'ultimo (essendo egli implicato anche nel commercio delle armi) una richiesta per la fornitura di armi, cannocchiali per fucili di precisione, dispositivi per la visione notturna, giubbotti antiproiettile ed altro. Il Mafara aveva motivato la richiesta asserendo di prevedere come imminente uno scontro armato fra opposte fazioni mafiose.
- Febbraio 1978: a seguito del fallito agguato a Di Cristina nel novembre 1977, avvengono due riunioni, una a Misterbianco negli uffici dell'impresa dei fratelli Costanzo e un'altra nei pressi di Agrigento nella proprietà di Gioacchino Petruzzella, capo della "famiglia" di Favara. Partecipano tutti i "pezzi da novanta" dello schieramento perdente: Gaetano Badalamenti, Stefano Bontate, lo stesso Petruzzella, Giuseppe Settecasi, Leonardo Caruana e Giuseppe Calderone insieme a Salvatore "Cicchiteddu" Greco, arrivato appositamente dal Venezuela, dove si trovava latitante dal 1963. Secondo la versione fornita da Tommaso Buscetta e Antonino Calderone, "Cicchiteddu" Greco è arrivato per convincere Di Cristina a deporre le armi e ritirarsi con lui a Caracas mentre Francesco Di Carlo sostiene che gli incontri avvennero per discutere sull'eliminazione di Francesco Madonia, capo della "famiglia" di Vallelunga Pratameno (CL), il quale era sospettato di aver ordinato il fallito attentato ai danni di Di Cristina su istigazione di Totò Riina, a cui era strettamente legato; Greco però consigliò di rimandare ogni decisione a data successiva ma, ripartito per Caracas, vi morì prematuramente per cause naturali, il 7 marzo 1978.[3][4][43]
- 1978 (mese e giorno incerti): sparisce tramite lupara bianca Filippo Giacalone, capo della famiglia di San Lorenzo e fedelissimo di Bontate, precedentemente arrestato per l'omicidio di Angelo Sorino, eseguito dai Corleonesi il 10 gennaio 1974 nel territorio di Giacalone al fine di fare ricadere su di lui la responsabilità del delitto rendendone necessaria la sostituzione in Commissione con Francesco Madonia, capo della famiglia di Resuttana e fedelissimo di Totò Riina. Una volta scarcerato Giacalone sarà inghiottito dalla lupara bianca nel 1978.
- 7 o 9 febbraio 1978: duplice omicidio di Pasquale Fretto e Giovanni Giglio. L'obbiettivo dell'agguato è Fretto, trafficante internazionale di stupefacenti legato a Giuseppe Di Cristina e Gaetano Badalamenti. L'omicidio è ordinato da Carmelo Colletti, fedelissimo di Totò Riina nell'agrigentino. Sopravvivono Salvatore Lattuca e Giovanni Gentile.
- 15 febbraio 1978: strage a piazza Uditore a Palermo: vengono uccisi il boss dell'Uditore Ignazio Scelta e due suoi uomini, Rosario Vitale e Girolamo Siino. I tre si trovavano in macchina nei pressi della parrocchia dell'Uditore, quando vennero affiancati da un'altra macchina, da cui partirono colpi di pistola e lupara che uccisero i tre.
- 20 febbraio 1978: omicidio di Baldassare Garda, figlio di Peppino Garda di Monreale su cui il giornalista Mario Francese scrisse diversi articoli. Venne eliminato per ordine del capo emergente della mafia di San Giuseppe Jato, Bernardo Brusca. La colpa di Garda fu di aver maltrattato il padre di Brusca durante un comune periodo di detenzione. Il delitto avvenne a Santa Maria Codifiume subito fuori Ferrara.
- 7 marzo 1978: a Palermo omicidio di Vito Vannutelli, capo dell'omonima banda del trapanese che da lui prese il nome. Il delitto avviene di fronte al Teatro Massimo. S'inquadra nell'ambito dello sterminio della banda Vannutelli da parte dei Corleonesi[44].
- 16 marzo o l'8 aprile 1978: omicidio di Francesco Madonia, 70 anni, boss di Vallelunga Pratameno, era l'erede di Giuseppe Genco Russo oltre che l'amico più fedele che Luciano Liggio avesse mai avuto. Della sua eliminazione se ne era discusso nei due incontri avvenuti nel febbraio 1978 con Salvatore "Cicchiteddu" Greco. In seguito alla morte di Greco, Madonia venne ucciso il 16 marzo da Di Cristina e da Salvatore Pillera, inviato da Giuseppe Calderone. Riina allora accusò Badalamenti di essere l'istigatore dell'omicidio di Madonia avvenuto senza autorizzazione e lo mise in minoranza, facendolo espellere dalla "Commissione". Il posto di Francesco Madonia in seno alla famiglia di Vallelunga venne invece preso dal figlio Giuseppe "Piddu" Madonia, altro forte alleato dei corleonesi.
- 23 marzo 1978: un'autobomba imbottita di tritolo uccide Giuseppe Di Bella, originario di Canicattì (AG) ma residente a San Michele di Ganzaria (CT) fin dal 1968. L'attentato avviene davanti al Banco di Sicilia a San Michele di Ganzaria. Di Bella era consigliere comunale ed esponente di spicco della malavita del Calatino. L'omicidio di Di Bella genera una faida nel calatino che si protrarrà fino al 1983 e vedrà la definitiva ascesa a capo della famiglia di Caltagirone (CT) di Francesco "Ciccio" La Rocca, sanguinario e fedelissimo di Totò Riina, nonché responsabile dell'omicidio dello stesso Di Bella. Francesco La Rocca infatti disponeva di diverso esplosivo a causa della sua amicizia con un personaggio che aveva fatto militanza nell'eversione nera, Pietro Rampulla. Di Bella era compare di Antonino Calderone e il suo omicidio precede di qualche mese quello di Giuseppe Calderone, referente degli scappati a Catania e legatissimo a Di Cristina e Bontate.
- 13 aprile 1978: a Modena, davanti a un bar, viene ucciso con due colpi di lupara Filippo Melodia, di 38 anni. Melodia si trovava nella città emiliana in soggiorno obbligato dopo essere uscito dal carcere, dove si trovava per il suo crimine più famoso, il rapimento e lo stupro della giovane Franca Viola, che rifiutò il matrimonio riparatore. Secondo il colonnello Giuseppe Russo, il suo omicidio è una punizione per lo sgarro provocato dai sequestri Campisi e Corleo, organizzati dallo stesso Melodia, e per il fatto che fosse troppo legato alla vecchia mafia dei Rimi di Alcamo e dei Zizzo di Salemi[25].
- 9 maggio 1978: a Cinisi, viene ritrovato lungo i binari della ferrovia Palermo-Trapani il corpo dilaniato da un'esplosione di Peppino Impastato, attivista politico di sinistra, speaker radiofonico e candidato alle imminenti elezioni comunali per Democrazia Proletaria. In un primo momento si pensa ad un attentato terroristico finito male e per circa vent'anni il delitto rimarrà senza responsabili, nonostante le accuse avanzate dalla madre e dai compagni di militanza nei confronti del boss mafioso Gaetano Badalamenti. Nel 2002, al termine di due distinti processi, furono riconosciuti responsabili Badalamenti come mandante e un suo uomo di fiducia, Vito Palazzolo, come esecutore materiale, e il movente venne individuato nella vasta campagna di denuncia sulle collusioni tra il clan Badalamenti e l'amministrazione comunale di Cinisi intrapresa pubblicamente da Impastato anche attraverso i microfoni della sua Radio Aut. Nel 2018 furono archiviate definitivamente le accuse di depistaggio delle prime indagini sull'omicidio a carico di quattro ex ufficiali dei carabinieri perché i reati furono dichiarati prescritti[45].
- 22 maggio 1978: duplice omicidio di Giuseppe Sirchia e della moglie Giacoma Gambino, massacrati davanti al carcere dell'Ucciardone. Sirchia, che stava uscendo dal carcere dopo alcuni anni di detenzione, era il vice di Michele Cavataio. Viene ucciso da uomini di Pippo Calò su mandato di Totò Riina. Va infatti ricordato l’astio dei Corleonesi verso Cavataio, a causa del contrasto tra quest’ultimo e i Di Girolamo, legatissimi allo schieramento vincente.
- 29 maggio 1978: a Santa Elisabetta (AG) omicidio da parte dei Lauria di Stefano Fragapane, padre di Salvatore e Francesco, vittima di lupara bianca il 26 ottobre 1976.
- 30 maggio 1978: omicidio di Giuseppe Di Cristina soprannominato Beppe (Riesi, 22 aprile 1923 – Palermo, 30 maggio 1978) boss mafioso della famiglia di Riesi, Di Cristina era anche il rappresentante mafioso della provincia di Caltanissetta. Fu ucciso alla fermata dell'autobus da Leoluca Bagarella, della famiglia di Corleone, ed Antonino Marchese, della famiglia di Corso dei Mille, uno dei killers più fidati di Riina. Prima di morire, Di Cristina riuscì a rispondere al fuoco dei killers con la sua rivoltella e ferì gravemente il Marchese, che dovette essere operato in una clinica clandestina per rimuovere il proiettile. L'omicidio avvenne nel territorio di Salvatore Inzerillo, amico del Di Cristina ed estraneo all'omicidio, al fine di far ricadere le indagini di polizia su di lui e metterlo in difficoltà, come era già successo per precedenti omicidi. Pochi mesi prima di essere ucciso, Di Cristina, resosi conto della sua posizione precaria, aveva iniziato dei colloqui con i Carabinieri dove aveva rivelato diversi segreti di Cosa Nostra. Questa collaborazione fu scoperta e fu successivamente usata come giustificazione per la sua uccisione, nonostante i corleonesi lo volessero già eliminare da tempo, e per questo, non vi fu nessuna risposta alla sua uccisione. Le rivelazioni di Di Cristina furono poi utilizzate nel Maxiprocesso insieme a quelle di Tommaso Buscetta e Salvatore Contorno.
- Luglio 1978: tentato omicidio di Giuseppe Calderone, acerrimo nemico dei Corleonesi a Catania che verrà ucciso il successivo 8 settembre. Viene infatti rinvenuta una carica esplosiva nella macchina di Calderone, che verrà poi disinnescata. Ironicamente, a disinnescare l'ordigno sarà proprio quel Pietro Rampulla che lavorava per il boss Francesco Ciccio La Rocca, ed Antonino Calderone nelle sue deposizioni rivelerà che si era reso conto che i responsabili dell'attentato a suo fratello furono proprio loro due, probabilmente sotto ordine di Totò Riina. Come riferito dal pentito Ciro Vara, l'autobomba fu preparata da Luigi Ilardo, uomo d'onore della famiglia di Vallelunga Pratameno e cugino di Giuseppe "Piddu" Madonia.
- 21 luglio 1978: omicidio di Salvatore Lattuca, che era sopravvissuto all'agguato del 7 febbraio precedente ai danni di Pasquale Fretto. Tre killer travestiti da poliziotti bussano alla sua porta e lo crivellano di colpi.
- 5 agosto 1978: ucciso a Sambuca di Sicilia (AG) il capomafia Nicola Di Giovanni, inviso ai Corleonesi, alla cui ascesa si opponeva insieme a Giuseppe di Cristina e legato a Gaetano Badalamenti e a Leonardo Infranco, esponente del gruppo Lauria scomparso a Montevago tramite lupara bianca il 1º dicembre 1983.
- 6 agosto 1978: omicidio di Salvatore La Barbera (solo omonimo del boss di Palermo Centro), che era stato capofamiglia di Altofonte. Il delitto avvenne intorno alle otto mentre La Barbera si recava al lavoro nel cantiere Bruccoleri. Il delitto venne ordinato da Bernardo Brusca e Salvatore Riina, con cui La Barbera aveva pessimi rapporti, e venne eseguito senza informarne il successore di La Barbera, nonché suo amico, Francesco Di Carlo. A causa di questo omicidio, Di Carlo darà le dimissioni da capofamiglia e comincerà a tenersi più in disparte nelle questioni di sangue di Cosa Nostra, rimanendo legatissimo sia ai Corleonesi sia alla fazione perdente Bontate-Badalamenti-Settecasi, di cui La Barbera faceva parte.
- 8 settembre 1978: omicidio di Giuseppe Calderone, soprannominato Pippo (Catania, 1º novembre 1925 – Catania, 8 settembre 1978) storico boss etneo e rappresentante della famiglia di Catania, tra i più potenti e stretti alleati di Stefano Bontate e Salvatore Inzerillo. Nonostante ufficialmente non vi fossero prove del coinvolgimento di Calderone nell'omicidio di Madonia, Riina aveva comunque deciso la sua eliminazione, sia come risposta all'omicidio Madonia sia per isolare ancora di più i suoi rivali palermitani. A tradire Calderone furono due uomini a lui molto vicini, Nitto Santapaola, vicerappresentante, e Salvatore Ferrera, rappresentante della provincia. Questi due fissarono un incontro per Calderone (rifugiatosi nel residence La Perla Jonica di Acireale, di proprietà dei fratelli Costanzo) ad Aci Castello per incontrarsi con Giuseppe "Piddu" Madonia, poiché due suoi uomini (Luigi Ilardo e Gianni Ghisena) erano stati visti nei pressi dell'abitazione di Calderone, e quest'ultimo ne esigeva spiegazioni. Rassicurati dal fatto che l'appuntamento fosse stato fissato da Santapaola e Ferrera, di cui si fidavano, Calderone e il suo autista Salvatore Lanzafame si avviarono per l'incontro disarmati, ma durante il tragitto vi fu un'imboscata nei pressi di Aci Castello in cui sia Calderone che Lanzafame vennero gravemente feriti. Calderone morì in ospedale tre giorni dopo, mentre Lanzafame nonostante una ferita alla testa si riprese. Fu proprio il Lanzafame a ricostruire le dinamiche dell'agguato al fratello di Calderone, Antonino, successivamente diventato collaboratore di giustizia[3]. In seguito si scoprì che tra i responsabili dell'agguato a Calderone vi erano Luigi Ilardo, uomo d'onore della famiglia di Vallelunga Pratameno e killer al servizio dei Madonia, ed Ignazio Ingrassia detto "Boia Cani", uomo d'onore della famiglia di Corso dei Mille molto legato a Michele Greco. Da questa componente si evince la collaborazione di più famiglie di diverse province, tutte legate ai corleonesi, nell'eliminazione di Calderone. Come riferito dal pentito Ciro Vara, Nitto Santapaola si incontrò con Ilardo al rientro dall'omicidio, confermando la sua complicità nell'agguato[46]. Tuttavia, non essendoci ai tempi prove del coinvolgimento di Santapaola, l'omicidio rimase per un po' di tempo avvolto nel mistero e non venne vendicato, e solo dopo la collaborazione di Antonino Calderone e di Ciro Vara furono rivelate le dinamiche dietro il delitto. L'immediata conseguenza dell'omicidio fu una scissione all'interno della famiglia di Catania, con i Santapaola e i Ferrera da un lato, appoggiati dai corleonesi, e il gruppo facente capo ad Alfio Ferlito dall'altro, molto legato alla mafia palermitana di Bontate e Inzerillo[3].
- 7 novembre 1978: a Riesi (CL) omicidio di Salvatore Fadale, sedicenne figlioccio di Giuseppe Di Cristina.
- 11 gennaio 1979: omicidio di Filadelfio Aparo (Lentini, 15 settembre 1935 – Palermo, 11 gennaio 1979) poliziotto italiano. Lasciò la moglie Maria e tre bambini, Vincenzo di 10 anni, Francesca di 5 anni e Maurizio di un anno. In suo ricordo è stato piantato un albero nel Giardino della Memoria che ricorda le vittime della mafia a Palermo. Il giardino è stato realizzato in un appezzamento di terreno confiscato alla mafia.
- 26 gennaio 1979: omicidio di Mario Francese (Siracusa, 6 febbraio 1925 – Palermo, 26 gennaio 1979) giornalista italiano, ucciso da Leoluca Bagarella perché aveva scritto numerosi articoli giornalistici in cui parlava per primo dell'ascesa dei Corleonesi di Riina.
- 2 febbraio 1979: a Guastalla, sequestro ai danni di Armando Montanari, imprenditore nel settore del legno, rapito mentre rincasava nella propria villa di campagna. Vengono pagati 600 milioni di lire per il suo rilascio[47]. Come responsabili del sequestro vengono condannati Salvatore Contorno e Tommaso Scaduto, quest'ultimo fedelissimo di Antonino Mineo, "pezzo da novanta" di Bagheria appartenente allo schieramento perdente.[48][49][50][51]
- 19 febbraio 1979: omicidio di Giuseppe Spallino. Vittima di uno scambio di persona, e di un'incredibile coincidenza, è infatti omonimo di Giuseppe Spallino, portaborse di Badalamenti che verrà ucciso il 4 marzo 1980, oltre a condividere la sua stessa professione di commerciante di auto e l'officina a pochi metri di distanza.
- 9 marzo 1979: omicidio di Michele Reina (1932 - 9 marzo 1979). Michele Reina era il segretario provinciale di Palermo della Democrazia Cristiana. Venne ucciso la sera del 9 marzo 1979 da killer mafiosi. Fu il primo politico ucciso da Cosa Nostra, probabilmente per contrasti con l'ex sindaco Vito Ciancimino, legato ai Corleonesi[52].
- 26 aprile 1979: ucciso il metronotte Alfonso Sgroi durante una sanguinosa rapina alla Cassa di Risparmio di via Mariano Stabile, a Palermo. Dell’indagine se ne occupa la squadra mobile guidata da Bruno Contrada e Boris Giuliano, i quali scoprirono che la rapina è opera di banditi provenienti dalle famiglie mafiose di Corso dei Mille e di Ciaculli guidati dall’allora ventisettenne Pino Greco “Scarpuzzedda” e da Pietro Marchese, all'epoca non ancora nemici. Contrada e Giuliano, grazie ad una "soffiata" del confidente Vittorio Ferdico, riuscirono a scoprire il covo della banda mafiosa, un’autofficina in Corso dei Mille n. 196, dove arrestarono Giovannello Greco, Rosario Spitalieri e Giovanni Mondello e furono rinvenute armi, munizioni e denaro in contanti del valore di circa 17 milioni di lire[53]. Furono però tutti scarcerati per insufficienza di prove e messi in libertà provvisoria[54].
- 16 maggio 1979: lupara bianca di Giovanni Lallicata, appartenente alla famiglia di Porta Nuova e amico di Buscetta. L'omicidio è attuato da Pippo Calò su mandato di Totò Riina. Sarà uno dei motivi della diffidenza di Buscetta verso Pippo Calò, fedelissimo dei Corleonesi.
- 19 giugno 1979: nella sala arrivi dell'aeroporto di Punta Raisi vengono sequestrate due valigie provenienti dagli Stati Uniti e contenenti 500000 dollari. Questo sequestro segue di qualche giorno il ritrovamento di alcune valigie piene di eroina all'aeroporto J.F. Kennedy di New York. Le indagini sono seguite dal commissario Boris Giuliano e si concludono con la denuncia di diversi mafiosi del gruppo Bontate-Badalamenti: è la prova del pieno coinvolgimento di Cosa Nostra nel traffico di eroina[54]. Secondo Antonino Calderone, i dollari sequestrati sono di pertinenza di Stefano Bontate e Salvatore Inzerillo, che investono nel traffico per conto delle altre "famiglie"[3].
- 7 luglio 1979: gli uomini di Boris Giuliano fermano due mafiosi, Antonino Marchese e Antonino Gioè, nelle cui tasche trovarono una bolletta con l'indirizzo di via Pecori Giraldi: nell'appartamento i poliziotti scovano armi, 4 chili di eroina e una patente falsa sulla quale è incollata la fotografia di Leoluca Bagarella, cognato di Riina; inoltre in un armadio viene trovata anche un'altra fotografia che ritrae insieme numerosi mafiosi vicini ai Corleonesi, tra cui Lorenzo Nuvoletta, camorrista napoletano affiliato a Cosa Nostra. Secondo le sentenze, la scoperta del covo di via Pecori Giraldi è considerata la causa principale che determina l'omicidio di Giuliano[55].
- 11 luglio 1979: omicidio di Giorgio Ambrosoli, curatore fallimentare della banca di Sindona. Il killer è William Joseph Aricò, incaricato dal mafioso italo-americano Robert Venetucci su richiesta dello stesso Sindona.
- 21 luglio 1979: omicidio di Giorgio Boris Giuliano (Piazza Armerina, 22 ottobre 1930 – Palermo, 21 luglio 1979) poliziotto, funzionario e investigatore della Polizia, capo della Squadra Mobile di Palermo, assassinato da Cosa Nostra per le sue indagini sul traffico di droga.
- Agosto - settembre 1979: Michele Barraco, Nicola Curatolo e diversi altri membri della famiglia di Marsala (TP) vengono posati da Mariano Agate, capomandamento di Mazara del Vallo e fedelissimo di Riina, in quanto legati ai Rimi di Alcamo, alleati di Badalamenti ed acerrimi nemici dei Corleonesi. I fuoriusciti fonderanno negli anni successivi la stidda marsalese (Curatolo-Zicchitella-Barraco). La famiglia di Marsala viene sciolta e ricostituita con membri schierati con i Corleonesi.
- 2 agosto 1979: il banchiere Michele Sindona lascia clandestinamente gli Stati Uniti con un passaporto falso e raggiunge Vienna accompagnato da due mafiosi dei Gambino di Brooklyn. Poi, passando prima per Atene e successivamente per Brindisi arriva in macchina a Caltanissetta dove viene raggiunto dal medico Joseph Miceli Crimi, affiliato come lui alla loggia massonica P2, che proverà a contattare Licio Gelli. Arriva a Palermo il 17 agosto, dove viene ospitato nella villa del costruttore Rosario Spatola sotto la protezione di Stefano Bontate e Salvatore Inzerillo per simulare il suo sequestro da parte di un sedicente gruppo terroristico di sinistra. Lo scopo del finto rapimento è ricattare il mondo politico al fine di salvare le banche di Sindona dal fallimento[56].
- 11 agosto 1979: omicidio di Vittorio Ferdico, confidente del commissario Boris Giuliano che aveva portato gli inquirenti nel covo di Corso dei Mille dove furono arrestati Pino Greco "Scarpuzzedda", Pietro Marchese, Giovannello Greco e Rosario Spitaleri, responsabili della rapina alla Cassa di Risparmio e dell'omicidio del metronotte Sgroi.
- 28 agosto 1979: scomparsa di Calogero Di Bona, maresciallo del corpo degli agenti di custodia in servizio presso il carcere dell'Ucciardone. Solo nel 2010, su pressione della famiglia, verranno riaperte le indagini che porteranno all’individuazione dei responsabili: il mandante è Rosario Riccobono e gli esecutori materiali Salvatore Lo Piccolo e Salvatore Liga detto “Tatuneddu”, proprietario di un forno in cui, all’occorrenza, bruciava i cadaveri. Il maresciallo Di Bona venne ucciso e fatto scomparire perché svolgeva il suo lavoro con onestà e rigore, non concedendo nessun privilegio ai detenuti appartenenti a Cosa nostra[57].
- 13 settembre 1979: omicidio di Salvatore Anello. Il delitto avvenne a Riesi (CL). Anello era un fedelissimo di Di Cristina ed aveva preso parte ad una riunione nel febbraio 1978 in cui era stato organizzato un primo agguato contro Francesco Madonia di Vallelunga Pratameno che non era stato eseguito per l'opposizione di Giuseppe Cammarata, Niccolò e Cataldo Terminio, fedelissimi dei Corleonesi. Quasi tutti gli altri partecipanti furono uccisi successivamente, tra cui Salvatore Anello. I pochi sopravvissuti andranno a fondare la Stidda, organizzazione “dissidente” di Cosa Nostra che partendo da Riesi si diffonderà nell’agrigentino, nel nisseno, nel catanese e nel trapanese, intraprendendo una nuova guerra a partire dal 1983 fino alla fine degli anni novanta.

L'omicidio di Cesare Terranova (25 settembre 1979).

- 25 settembre 1979: omicidio di Cesare Terranova (Petralia Sottana, 15 agosto 1921 – Palermo, 25 settembre 1979) magistrato e politico. La sua fedele guardia del corpo, Lenin Mancuso, morì dopo alcune ore di agonia in ospedale. Francesco Di Carlo, di Altofonte, esponente di spicco del mandamento di San Giuseppe Jato, uomo di fiducia di Bernardo Brusca, indica in Luciano Leggio come colui che ha deciso l'assassinio del giudice e come esecutori materiali: Giuseppe Giacomo Gambino, Vincenzo Puccio, Giuseppe Madonia e Leoluca Bagarella. È stato riaperto il procedimento contro altre sette persone, esponenti della cupola palermitana, che diedero il permesso di eliminare il giudice, perché stava per diventare giudice istruttore: Michele Greco, Bernardo Brusca, Pippo Calò, Antonino Geraci, Francesco Madonia, Totò Riina e Bernardo Provenzano.
- 9 ottobre 1979: a Roma, arresto di Vincenzo Spatola, fratello di Rosario, mentre cercava di consegnare all'avvocato Rodolfo Guzzi, legale di Sindona, una falsa lettera in cui il banchiere si dichiarava "prigioniero" dei terroristi: da quest'arresto, si poté accertare che tutta l’operazione del sequestro Sindona era una messinscena gestita da Cosa nostra e da altri personaggi[58][59][60].
- 16 ottobre 1979: Sindona ricompare a New York con una ferita da arma da fuoco alla gamba, procuratagli con anestesia dal dottor Miceli Crimi nella villa palermitana di Spatola. Racconta di essere stato sequestrato da una fantomatica sigla terroristica e di essere poi riuscito a scappare. La polizia americana non gli crede e lo arresta. Sarà condannato all'ergastolo come mandante dell'omicidio Ambrosoli e finirà avvelenato in carcere nel 1986[61].

Sergio Mattarella, futuro Presidente della Repubblica, mentre sorregge il cadavere del fratello Piersanti, appena assassinato (6 gennaio 1980).

- 6 gennaio 1980: omicidio di Piersanti Mattarella (Castellammare del Golfo, 24 maggio 1935 – Palermo, 6 gennaio 1980), Presidente della Regione Siciliana, ucciso perché voleva portare avanti un'opera di modernizzazione dell'amministrazione regionale, recidendo ogni contatto mafioso[62].
- 14 febbraio 1980: sequestro ai danni del costruttore romano Renato Armellini, rapito nei suoi uffici nel quartiere Europa di Roma, probabilmente da Giovannello Greco, Pietro Marchese e Antonio Spica (poiché le banconotte frutto del riscatto furono ritrovate in loro possesso al momento dell'arresto a Zurigo)[2], legati a Stefano Bontate e Salvatore Inzerillo, e fu richiesto, secondo la stampa, un riscatto di almeno 10 miliardi di lire. La famiglia denunciò il rapimento ad un mese di distanza e nel frattempo Armellini fu traslato in Calabria e poi rilasciato il successivo 5 novembre nei pressi di Palmi. Le indagini riguardanti il sequestro erano progredite ad agosto dello stesso anno dopo l'arresto di Antonio Buscetta (figlio di Tommaso poi fatto scomparire dai Corleonesi nel 1982) mentre stava incassando parte del riscatto del rapimento di Armellini.[63]
- 4 marzo 1980: omicidio di Giuseppe Spallino, portaborse di Badalamenti che tra la fine del 1978 e l'inizio del 1979 era stato arrestato insieme a Salvatore Badalamenti (nipote di Gaetano Badalamenti) per aver portato una pistola all'interno dell'aula del tribunale di Palermo dove si stava svolgendo il processo nei confronti di Giuseppe Mandalari, commercialista di fiducia di Totò Riina, probabilmente allo scopo di ucciderlo. Per questo Spallino sarà ucciso dai Corleonesi il 4 marzo 1980. Con lui viene ucciso anche Giovanni Seminara, commerciante di auto.
- 7 marzo 1980: gravemente ferito in un attentato Angelo Di Cristina, fratello di Giuseppe Di Cristina, intenzionato a prenderne il posto dopo l’omicidio di quest’ultimo il 30 maggio 1978.
- 7 marzo 1980: a Biancavilla (CT) omicidio di Giuseppe Mazzaglia, luogotenente di Giuseppe Alleruzzo a Biancavilla insieme a Placido Gurgone.
- 10 aprile 1980: muore d'infarto Tommaso Scaduto, 48 anni, fedelissimo di Antonino Mineo e Piddu Panno, entrambi esponenti di punta dello schieramento Bontate-Badalamenti nella zona tra Bagheria e Casteldaccia[50]. La morte di Scaduto causò scalpore perché morì a casa sua nonostante fosse ricercato da alcuni mesi per il sequestro Montanari e perché al suo funerale partecipò tutta la popolazione e tutta la Democrazia Cristiana di Bagheria, compresi il sindaco e diversi consiglieri comunali[48].
- 4 maggio 1980: omicidio del capitano Emanuele Basile (Taranto, 2 luglio 1949 – Monreale, 3 maggio 1980), ufficiale dei Carabinieri ucciso da Cosa Nostra perché indagava sui Corleonesi, insignito di Medaglia d'oro al valor civile alla memoria.
- 21 maggio 1980: omicidio di Andrea Spica, padre di Antonio Spica. Viene ritrovato incaprettato all’interno di una Renault 5. È il primissimo avvertimento ai traditori Giovannello Greco e Pietro Marchese, di cui Spica era fedelissimo alleato, passati tra le file dello schieramento perdente. La rappresaglia contro i due sarà spietata.
- 6 giugno 1980: omicidio di Carmelo Salemi, boss di Agrigento legato allo schieramento perdente. Viene ucciso da Carmelo Colletti, referente riberese dei Corleonesi. Viene ucciso e sotterrato con la sua auto[64].
- 29 luglio 1980: a Paternò, omicidio di Antonino Federico Morabito, capo dell'omonimo clan costola dei Laudani e quindi degli scappati.
- 6 agosto 1980: omicidio di Gaetano Costa (Caltanissetta, 1º marzo 1916 – Palermo, 6 agosto 1980), magistrato ucciso perché aveva firmato personalmente dei mandati di cattura nei confronti degli uomini dei clan Spatola-Inzerillo-Gambino che altri suoi colleghi si erano rifiutati di firmare.
- 13 agosto 1980: omicidio di Vito Lipari (Castelvetrano, 1938 – Castelvetrano, 13 agosto 1980), politico italiano, sindaco di Castelvetrano (TP), ucciso dai Corleonesi perché politicamente legato ai cugini Salvo, all'epoca loro nemici[65]. Per l’omicidio saranno condannati in primo grado Mariano Agate, Antonino Riserbato, Francesco Mangion, Rosario Romeo e Nitto Santapaola, fermati in zona poco dopo il delitto, ma saranno poi assolti definitivamente in Cassazione nel 1993[66].
- 25 agosto 1980: nelle campagne tra Carini (PA) e Trabia (PA) viene scoperta la prima raffineria di eroina in Sicilia all'interno di un casolare e vengono arrestati Gerlando Alberti, Vincenzo Citarda e i chimici marsigliesi Andrè Bousquet (detto «Le docteur»), Jean Claude Ramen e Daniel Borzì. I tre erano arrivati in Sicilia per insegnare ai palermitani la tecnica di raffinazione della droga[67].
- 28 agosto 1980: omicidio di Carmelo Iannì, proprietario dell'albergo Riva Smeralda a Carini (PA), dove avevano soggiornato prima dell'arresto i chimici marsigliesi Andrè Bousquet, Jean Claude Ramen e Daniel Borzì. Iannì viene ucciso perché ha collaborato con la polizia per sorvegliarli[67].
- 6 settembre 1980: omicidio di fra Giacinto, un frate francescano legato alla mafia, devotissimo a Stefano Bontate.
- 20 settembre 1980: a Cerda (PA) omicidio di Giuseppe Cirrito, boss del paese. L'omicidio è eseguito dai Corleonesi nell'ottica della conquista del mandamento di Castronovo di Sicilia, poi divenuto Caccamo in seguito alla strage di San Giovanni Gemini del 29 settembre 1981 contro Gigino Pizzuto, vicinissimo a Bontate. La matrice Corleonese dell'agguato è certificata dalla partecipazione al delitto di Ciro Vara, Salvatore Facella e Rosolino Rizzo, tutti appartenenti ai Corleonesi. Rizzo in particolare è un fedelissimo di Provenzano e assumerà il comando della famiglia di Cerda.
- 5 ottobre 1980: prosegue inarrestabile la scalata di Carmelo Colletti ai vertici di Cosa nostra agrigentina per conto dei Corleonesi, di cui Colletti è un fedelissimo: a Montallegro (AG) viene assassinato Stefano Marrella, capo della locale famiglia inviso a Colletti e quindi ai Corleonesi. Viene ucciso in casa propria con due colpi di lupara[68].
- 9 ottobre 1980: eliminato a Milano Nello Pernice, della famiglia di Vallelunga, fedelissimo di Luciano Leggio. L'autore dell'omicidio, Vincenzo De Benedetto, sarà ucciso anni dopo per ritorsione[69].
- 16 ottobre 1980: sparisce a Paternò tramite lupara bianca Alfio Rapisarda, fratello di Salvatore Rapisarda, legato ai Rapisarda - Morabito e ai Laudani.
- 30 ottobre 1980: a Paternò, duplice omicidio di Nunzio e Giuseppe Morabito, parenti di Antonino Federico Morabito, ucciso il 29 luglio precedente.

All'inizio del 1981 Stefano Bontate diede l'ordine di eliminare Salvatore Riina. I boss Stefano Bontate, Salvatore Inzerillo, Rosario Spatola, Nicolazzo Greco, Piddu Panno e tutta la "vecchia guardia" mafiosa si incontrarono ripetutamente per organizzare un piano per uccidere Totò Riina. Secondo Francesco Di Carlo, il piano originale consisteva nell'uccisione da parte di Stefano Bontate e Nicola Greco non solo dello stesso Riina ma anche di Michele Greco e di Pino Greco detto "Scarpuzzedda". Ma il capo dei Corleonesi, venuto a conoscenza del piano su soffiata di Michele Greco, l'11 marzo fece sparire il boss di Casteldaccia Giuseppe "Piddu" Panno. Giuseppe Panno era un vecchio capo famiglia di Casteldaccia, strettamente legato a Bontate, e "uomo d'onore" di stampo antico che, disgustato dalla piega che avevano preso gli avvenimenti e dell'imbarbarimento di Cosa nostra, aveva rifiutato di riprendere in seno alla Commissione il posto che aveva ai tempi di "cicchitteddu"; è evidente che la sua autorevole presenza avrebbe costituito serio ostacolo al disegno dei Corleonesi e dei loro alleati di eliminare gli avversari. In particolare, nel mese di marzo vi fu l'omicidio di Giovanni Ambrogio e quello del rappresentante della provincia di Agrigento Giuseppe Settecasi, avvenuto nel capoluogo di provincia il 23 marzo 1981.

## Lo svolgimento

### 1981

Il cadavere di Stefano Bontate, assassinato il 23 aprile del 1981 a bordo della sua Alfa Romeo Giulietta

L’inizio dello scontro si fa risalire alla sera del 23 aprile del 1981 con l'assassinio, ordinato da Riina, di Stefano Bontate; questi mentre stava rincasando dopo aver festeggiato il suo compleanno viene assalito da due killer che viaggiavano su una motocicletta Honda mentre era alla guida della sua Alfa Romeo Giulietta 2000, fu ucciso ad un semaforo in via Aloi a Palermo con un fucile d'assalto AK-47. L'11 maggio appena venne assassinato sotto casa della amante, Salvatore Inzerillo, detto Totuccio, capo della “famiglia” di Passo di Rigano e con tanti “cugini” dall'altra parte dell'Atlantico, a Cherry Hill: i Gambino. Gli altri due boss della fazione palermitana, Buscetta e Badalamenti, riescono probabilmente a evitare la morte solo perché in quei giorni si trovano all’estero. La reazione della mafia di Palermo tarda ad arrivare. Le cosche del capoluogo sono molto più ricche dei Corleonesi, ma non sono pronte ad affrontare la guerra. Riina, invece, organizza un vero e proprio esercito pronto a uccidere e eventualmente anche a morire per lui. Nei mesi che seguono, vengono uccise un centinaio di persone ritenute vicine alle famiglie Bontate e Inzerillo.
Nel periodo successivo all'omicidio Inzerillo, Girolamo Teresi (vicecapo della Famiglia di Bontate) il 26 maggio 1981 venne attirato in un'imboscata insieme a quattro suoi uomini: vennero tutti strangolati e fatti sparire. Nello stesso periodo Salvatore Contorno, un ex uomo di Bontate, sopravvisse a un agguato a colpi di Kalashnikov nelle strade di Brancaccio, tesogli da un commando di killer guidati da Giuseppe Greco detto “Scarpuzzedda”. Rosario Riccobono, un tempo legato alla fazione di Bontate, passò dalla parte dei Corleonesi e, per loro conto, attirò Emanuele D'Agostino (un ex uomo di Bontate) in un'imboscata, nella quale venne ucciso e fatto sparire nel nulla. Con la soppressione, quindi, del D'Agostino viene meno un grosso personaggio, pari almeno a Salvatore Contorno, che aveva le qualità per organizzare la vendetta contro i corleonesi e i loro alleati. Ancor più decisiva è stata l'eliminazione di Girolamo Teresi, potente vice-capo della famiglia di S. Maria di Gesù, i cui rapporti con Stefano Bontade erano già venuti alla luce nel cosiddetto processo dei 114. Giuseppe Inzerillo, figlio diciassettenne del defunto Salvatore che aveva promesso di vendicare uccidendo con le sue mani lo stesso Riina, venne rapito; secondo alcune fonti Giuseppe Greco “Scarpuzzedda” prima gli tagliò il braccio con un colpo di accetta e poi lo uccise con un colpo alla nuca. Pochi giorni dopo Santo Inzerillo (fratello di Salvatore), venne attirato in un'imboscata dai Corleonesi insieme a suo zio Calogero Di Maggio: i due vennero strangolati e i loro cadaveri fatti sparire.
In seguito a questi omicidi, Paul Castellano, capo della Famiglia Gambino di Brooklyn, inviò i mafiosi Rosario Naimo e John Gambino (imparentato con gli Inzerillo) a Palermo per avere delle direttive dalla "Commissione" poiché numerosi parenti superstiti di Inzerillo erano fuggiti negli Stati Uniti; la "Commissione" stabilì che i parenti superstiti di Inzerillo avrebbero avuta salva la vita a condizione che non tornassero più in Sicilia ma, in cambio della loro fuga, Naimo e Gambino dovevano trovare e uccidere Antonino e Pietro Inzerillo, rispettivamente zio e fratello del defunto Salvatore, fuggiti anch'essi negli Stati Uniti: Antonino Inzerillo rimase vittima della «lupara bianca» a Brooklyn mentre il cadavere di Pietro venne ritrovato nel bagagliaio di un'auto a Mount Laurel, nel New Jersey, con una mazzetta di dollari in bocca e tra i genitali (14 gennaio 1982). Alla fine della guerra di Inzerillo ne cadranno ventuno. Undici i Badalamenti uccisi. Undici anche i parenti di Tommaso Buscetta che verranno ammazzati.
- 27 gennaio 1981: ultimo atto della faida di Raffadali. Duplice omicidio di Giuseppe Randisi e Giovanni Panarisi, nipote quest'ultimo di Lillo Lauria.
- 5 febbraio 1981: Giorgina Susini, moglie dell'imprenditore Salvatore Ligresti (originario di Paternò ma residente da anni a Milano), viene rapita dai mafiosi Pietro Marchese, Antonio Spica e Giovannello Greco, fedelissimi di Stefano Bontate. La Susini fu rilasciata dopo quaranta giorni nelle campagne di Origgio (VA) dopo il pagamento di un riscatto di 660 milioni di lire, parte delle quali saranno trovate in possesso di Greco e Marchese al momento del loro arresto all'aeroporto Kloten di Zurigo mentre erano in procinto di scappare in Brasile[77].
- 9 febbraio 1981: strage del Fiume Platani per colpire Liborio Terrasi, capo della famiglia di Cattolica Eraclea (AG), entrato in contrasto con Carmelo Colletti, fedelissimo riberese dei Corleonesi. Rimangono uccisi anche Vincenzo Mulè, Domenico Francavilla e Mariano Virone, rispettivamente di 15, 32 e 47 anni, tutti incensurati ed estranei alla mafia. Per questa strage furono condannati Salvatore Madonia e Giovanni Brusca come esecutori materiali e Salvatore Riina come mandante[78].
- 12 febbraio 1981: a Camporeale (PA) duplice omicidio di Ignazio Mulè e Stefano Loria. I Loria sono fedeli ai Sacco, costola degli scappati a Camporeale. Otto anni dopo, l'11 luglio 1989 Filippo Loria sopravviverà ad un agguato in cui saranno uccisi il cugino Calogero Loria e Paolo Vinci, estranei a Cosa Nostra. Filippo Loria è parente di Stefano Loria ucciso appunto il 12 febbraio 1981 insieme ad Ignazio Mulè. La matrice corleonese dei due duplici omicidi del 1981 e del 1989 è supportata dalle dichiarazioni di Baldassarre Di Maggio che nel 1996 scagionerà Paolo Di Bernardo ingiustamente accusato dell'agguato dell'11 luglio 1989. Quanto al delitto del 12 febbraio 1981, Stefano Loria e Ignazio Mulè vengono ritrovati incaprettati e bruciati all'interno di una A112. È l'inizio della faida di Camporeale che vedrà lo sterminio dei Sacco, dei Misuraca e dei loro alleati (fedelissimi di Badalamenti) e l'ascesa a capo della famiglia di Camporeale di Biagio Montalbano, referente dei Corleonesi sul territorio.
- 11 marzo 1981: Scomparsa di Don Piddu Panno, storico patriarca di Casteldaccia fortemente legato a Bontate. L'omicidio fu organizzato con l'aiuto di Leonardo Greco di Bagheria, legatissimo a Bernardo Provenzano, e il corpo dell'anziano Panno sarà fatto sparire nella fabbrica di materiale ferroso dello stesso Greco. I Corleonesi sparsero la falsa notizia che ad uccidere Panno fu la banda Parisi, capitanata dal latitante Antonino, che i Corleonesi stessi stermineranno da lì a breve: tutto ciò per distrarre e ritardare le reazioni di Bontate e dei suoi alleati. In realtà ad uccidere Panno, strangolato nei pressi di Ciaculli, furono Giuseppe Greco "Scarpuzzedda", Filippo Marchese e Giuseppe Greco "U Minnuni", figlio del fratello di Michele Greco, poiché era considerato uno degli ideatori del tranello per uccidere Totò Riina. Secondo Giovanni Brusca, fu invece Bontate a far sparire Panno per evitare che rivelasse a Riina il complotto per assassinarlo.[79]
- 23 marzo 1981: ad Agrigento, omicidio di Giuseppe Settecasi, boss di Alessandria della Rocca nonché rappresentante della provincia di Agrigento, legato allo schieramento perdente. Giuseppe Settecasi era anche il segretario della commissione interprovinciale, nominato dopo l'omicidio di Giuseppe Calderone. La sua morte è un duro colpo per i perdenti in provincia, e Michele Greco verrà nominato nuovo segretario della commissione interprovinciale.
- 12 aprile 1981: omicidio di Diego Gennaro, venditore ambulante ucciso da Vincenzo Sinagra (detto "Tempesta") della famiglia di Corso dei Mille perché ritenuto un confidente della polizia[80].
- 23 aprile 1981: omicidio di Stefano Bontate (Palermo, 23 aprile 1939 – Palermo, 23 aprile 1981), capomandamento di Santa Maria di Gesù. "Il 23 aprile 1981, la sera del suo compleanno, Stefano Bontade veniva ucciso in un proditorio agguato, dopo che Pietro Lo Iacono, recatosi a casa sua con la scusa di fargli gli auguri, aveva appreso dallo stesso Bontade che stava per recarsi nella casa di campagna e, così, aveva avvertito Giuseppe Lucchese che attendeva in macchina sotto casa e che, per mezzo di una ricetrasmittente, aveva avvisato a sua volta, gli assassini acquattati nei pressi della casa. "La ricostruzione dell'omicidio - riferita al Buscetta in Brasile da Antonino Salomone dopo che quest'ultimo era venuto a Palermo per informarsi dell'omicidio stesso - è la chiarissima dimostrazione del tradimento subito dal Bontate ad opera del suo stesso vice (Pietro Lo Iacono) e del coinvolgimento di tutta la Commissione (Lucchese Giuseppe appartiene alla famiglia di Ciaculli).
- 11 maggio 1981: omicidio di Salvatore Inzerillo (Palermo, 20 agosto 1944 – Palermo, 11 maggio 1981), capomandamento di Passo di Rigano. Dopo l'omicidio di Stefano Bontate, Salvatore Inzerillo e Mimmo Teresi cominciarono a girare in veicoli blindati temendo per la loro incolumità. Tuttavia, ciò non impedì ad Inzerillo di essere tradito da un suo uomo di fiducia, Salvatore Montalto, che rivelò al gruppo di fuoco dei corleonesi dove il suo capo era solito incontrarsi con la sua amante. Quindi nel primo pomeriggio dell'11 maggio, in via Brunelleschi, Inzerillo venne massacrato a colpi di kalashnikov da un team capeggiato da Pino Greco detto "Scarpuzzedda" prima che potesse rientrare nella sua vettura blindata. Il gruppo di fuoco era in attesa in un furgone coi vetri oscurati e si dileguò subito dopo l'omicidio.
- 26 maggio 1981: quadruplice omicidio di Girolamo Teresi, vice e cognato di Stefano Bontate, Giuseppe Di Franco, autista di Bontate, e dei fratelli Angelo e Salvatore Federico. Successivamente alla morte di Stefano Bontate, vennero nominati reggenti della famiglia di Santa Maria di Gesù Pietro Lo Iacono e Giambattista Pullarà, nonostante il fatto che Teresi, essendo il vice di Bontate, sarebbe dovuto esserne il naturale successore. Questo fu dovuto al fatto che sia Lo Iacono sia Pullarà erano coinvolti nell'omicidio del Bontate mentre Teresi ne rimase fedele a Bontate e Inzerillo, così tanto da fissare un appuntamento con quest'ultimo l'11 maggio (giorno dell'uccisione d'Inzerillo). Avendo ancora una cerchia di uomini attorno a lui, Teresi venne visto con molto sospetto dai Corleonesi fin dal principio e ben presto arrivò l'ordine di eliminarlo, dopo che fu rassicurato con bugie da parte di Michele Greco sulla sua incolumità personale. Alla fine Teresi, Di Franco e i Federico, insieme a Salvatore Contorno ed Emanuele D'Agostino, furono convocati ad un incontro nella campagna di Nino Bontà, parente di Stefano Bontate, a cui però Contorno rifiutò di partecipare temendo fosse una trappola. Teresi però si fidava a causa del grado di parentela, ma si rivelò essere un grave errore di valutazione, in quanto poco dopo essere arrivati furono bloccati e strangolati. I corpi inizialmente furono seppelliti nella stessa campagna di Bontà, per poi essere successivamente dissotterrati e sciolti nell'acido al fine di eliminare ogni prova. Con la morte di Teresi viene definitivamente decapitata la fazione anti-Corleonese all'interno della famiglia di Santa Maria di Gesù, e i rimanenti superstiti sceglieranno strade diverse per fuggire e salvarsi la vita o continuare la loro resistenza ai Corleonesi, senza avere più un capo come riferimento.
- 27 maggio 1981: duplice omicidio di Santo Inzerillo, fratello di Salvatore (1944 - 1981), e di suo zio Calogero Di Maggio. Inzerillo e Di Maggio si erano recato nel deposito di carburante di Salvatore Montalto, uomo di fidiucia di Inzerillo, per avere informazioni sull'assassinio del fratello di Santo. Montalto, tuttavia, era segretamente d'accordo con Riina per la loro eliminazione. Durante la riunione, furono bloccati e strangolati da Gaspare Mutolo, Giuseppe Marchese, Salvatore Scaglione, Francesco Davì, Raffaele Ganci e Antonino Rotolo. I corpi furono poi spostati nella proprietà di Salvatore Liga "Tatuneddu", uomo di fiducia di Rosario Riccobono, dove vennero bruciati. Con questi omicidi, la famiglia di Partanna-Mondello di Riccobono e la famiglia della Noce di Scaglione si schierano a tutti gli effetti con i corleonesi.
- 29 maggio 1981: duplice omicidio di Vincenzo e Salvatore Severino. Membri della famiglia della Noce considerati nemici dai corleonesi per loro amicizia con Totò Inzerillo, vennero attirati in una trappola ed eliminati dal loro stesso capo Salvatore Scaglione, per dare ulteriore prova della sua lealtà verso i suoi nuovi alleati.
- 3 giugno 1981: ad Adrano (CT) omicidio di Antonino Scalisi, capo dell'omonimo clan e strettamente legato ai Laudani. I Laudani, capeggiati dal patriarca Sebastiano Laudani (1926 - 2017), erano all’epoca schierati dalla parte di Alfio Ferlito (e quindi degli scappati), come confermato dal blitz contro i Pillera del 9 agosto 1982, nel quale tra gli arrestati figurava anche Gaetano Laudani, figlio di Sebastiano. I Laudani romperanno con i Pillera e i Cursoti solo verso la fine degli anni 80, quando scateneranno una faida contro questi ultimi, trovando l’appoggio degli stessi Santapaola. L’omicidio di Antonino Scalisi del 3 giugno 1981 si inquadra dunque nello sterminio degli uomini di Alfio Ferlito e provoca un vuoto di potere ad Adrano che scatenerà un'ulteriore faida nel triangolo Adrano-Biancavilla-Paternó fino al 1987. Tale zona verrà pertanto definita il triangolo della morte nel catanese[81].
- 6 giugno 1981: durante una sparatoria a Catania in via delle Olimpiadi, vengono feriti due uomini del clan Santapaola. Sono le battute iniziali di una sanguinosa faida a Catania tra i clan Ferlito e Pillera, fortemente legati a Bontate ed Inzerillo, e Nitto Santapaola, alleato dei corleonesi[82].
- 7 giugno 1981: ferimento a Reggio Calabria, di Salvatore Lanzafame (già ferito nell'assassinio al Calderone), morirà per le ferite riportate il 13 giugno.[82]
- 8 giugno 1981: sparisce nel nulla Filippo Chiazzese, vicino a Giovannello Greco e Pietro Marchese. La sparizione del Chiazzese era un chiaro segnale di morte dei Corleonesi nei confronti dei traditori Greco e Marchese, che organizzeranno la precipitosa fuga in Brasile per sfuggire alla loro vendetta.
- 9 giugno 1981: omicidio di Francesco Di Noto, reggente della famiglia di Corso dei Mille. Verrà sostituito dal sanguinario Filippo Marchese (detto "Milinciana").
- 11 giugno 1981: Ayed Hafidha Bent Mohamed, fidanzata di Antonio Spica (grande amico di Giovannello Greco e Pietro Marchese), viene sequestrata, interrogata, torturata e violentata affinché riveli il nascondiglio del proprio compagno, che sarà scovato, ucciso e bruciato in una discarica di Milano l’anno successivo, il 15 aprile 1982.
- 12 giugno 1981: all'aeroporto di Zurigo, la polizia svizzera arresta Pietro Marchese, la moglie Rosaria Greco, il fratello di questa Giovannello Greco, Francesca Ficano, convivente di quest'ultimo, nonché Antonio Spica, figlioccio del Marchese, trovati tutti in possesso di documenti falsi e di banconote provenienti dal riscatto pagato per i sequestri Armellini e Susini; il gruppo, legato a Stefano Bontate, stava tentando di raggiungere in aereo il Brasile, dove speravano di trovare ospitalità da Tommaso Buscetta e Gaetano Badalamenti per sfuggire alla vendetta dei Corleonesi, in quanto ritenuti coinvolti nel complotto di Bontate per uccidere Riina e Michele Greco. Lo Spica riuscì ad evadere, ma venne subito ripreso e, con il Marchese ed il Greco, veniva estradato in Italia nell'ottobre successivo[83]. Una volta in Italia, furono successivamente raggiunti dalla vendetta dei Corleonesi: Pietro Marchese veniva ucciso nel carcere dell'Ucciardone, il 25 febbraio 1982; Antonio Spica veniva assassinato a Milano, il 15 aprile 1982, mentre Giovannello Greco, ottenuta la libertà provvisoria, riuscì a fuggire in Brasile, dove si alleò con Gaetano Badalamenti, e poi in Spagna, dove fu catturato soltanto nel 1997, dopo sedici anni di latitanza[84].
- 12 giugno 1981: omicidio di Giuseppe Inzerillo, 17 anni, figlio di Salvatore (1944 - 1981), che aveva detto: "Ammazzerò Riina con le mie mani". Con lui viene ucciso anche Stefano Pecorella, suo amico ed accompagnatore.
- 15 giugno 1981: omicidio di Ignazio Gnoffo, fedelissimo di Stefano Bontate (1939 - 1981) e nella cui famiglia aveva militato a lungo prima di essere autorizzato dalla Commissione a ricostruire la famiglia di Palermo Centro. Eliminato Ignazio Gnoffo, il posto dello stesso come capo famiglia veniva preso da Giovanni Corallo, grande amico proprio di Pippo Calò con il quale, in tempi non sospetti, aveva lavorato in un negozio di tessuti.[85]
- 25 giugno 1981: tentato omicidio di Salvatore Contorno. Un commando omicida capitanato da Pino Greco, detto Scarpuzzedda e da Giuseppe Lucchese, intercettò Contorno nel quartiere palermitano di Brancaccio, sul cavalcavia tra via Ciaculli e via Giafar, ma lui, grazie al suo proverbiale sangue freddo, riuscì ad uscire incolume ai colpi di Kalashnikov, rispondendo al fuoco dei sicari e ferendo uno dei suoi avversari. In macchina casualmente si trovava anche un ragazzino di undici anni amico del figlio di Contorno, che venne da lui spinto fuori dall'abitacolo subito dopo la sparatoria riuscendo così a nascondersi.[86]
- 30 giugno 1981: avvenne l'omicidio di Emanuele D'Agostino, che era uno dei pochi uomini della fazione avversaria a Salvatore Riina a non essersi accordato con lui e perciò un ex uomo di Stefano Bontate (che era stato assassinato da poco), Rosario Riccobono, che era segretamente passato dalla parte dei Corleonesi e per loro conto attirò D'Agostino in un'imboscata e lo strangolò facendo poi sparire il suo corpo nel nulla[2].
- 6 luglio 1981: omicidio di Tommaso Coniglio a Cianciana, legato a Vincenzo Montalbano e Pietro Raffa, parente di Giuseppe Settecasi, ucciso il 23 marzo precedente. Coniglio morirà 3 giorni dopo a Palermo il 9 luglio 1981.
- 30 luglio 1981: omicidio di Francesco Denaro. Il delitto avvenne a Marsala. È l'inizio della sanguinosa scalata dei corleonesi nella provincia di Trapani.
- 31 luglio 1981: omicidio di Domenico Ingrassia, ucciso perché aveva organizzato una rapina senza il permesso della famiglia di Corso dei Mille.
- 1º agosto 1981: triplice omicidio di Giovanni Falluca, Maurizio Lo Verso e Giacomo Sparacello, rapiti, strangolati e sciolti nell'acido alla presenza di Filippo Marchese e Giuseppe Greco "Scarpuzzedda" perché avevano compiuto una rapina non "autorizzata" dalla famiglia di Corso dei Mille.
- 9 agosto 1981: a Ficarazzi (PA), omicidio di Giovanni Di Fazio, uomo di fiducia di Bontate ucciso da Vincenzo Sinagra (detto "Tempesta").
- 18 agosto 1981: omicidio di Antonino Badalamenti, cugino di Gaetano. Nino Badalamenti era diventato il capo di Cinisi dopo l'espulsione di suo cugino, verso i quali nutriva un profondo rancore. Tuttavia, si rifiutò di condurre Gaetano in una trappola, trattandosi pur sempre di un suo familiare. Per questo venne considerato non affidabile e venne decretata la sua eliminazione, portata a termine grazie al tradimento del suo grande amico Rosario Riccobono. Per questo delitto, Salvatore Lo Piccolo (1942), all'epoca uno degli uomini di punta di Riccobono, è stato condannato all'ergastolo.
- 25 agosto 1981: a Tre Fontane (TP), omicidio di Francesco Taddeo, ultimo esponente rimasto in vita della famigerata "banda Vannutelli", che aveva terrorizzato il trapanese con rapine e sequestri di persona ed era stata infine debellata da Cosa nostra[65]. Un'altra chiave di lettura è che i Corleonesi sterminarono la banda Vannutelli in quanto legata al vecchio boss di Salemi Salvatore Zizzo, legato ai cugini Salvo e socio dei boss perdenti Vito Di Prima, Giuseppe Palmeri (entrambi uccisi a Santa Ninfa (TP) tra il 15 e il 16 settembre 1981 in quanto invisi ai Corleonesi) e Leonardo Crimi, referente degli scappati a Vita (TP) e legato a Badalamenti. Ciò avvalorerebbe la tesi secondo cui il sequestro di Luigi Corleo del 17 luglio 1975 sia stato perpetrato dai Corleonesi e non dalla banda Vannutelli, i cui esponenti furono successivamente sterminati uno per uno fino ad arrivare all'omicidio di Francesco Taddeo.
- 28 agosto 1981: omicidio di Gioacchino Tagliavia, pregiudicato strangolato e sciolto nell'acido dai killer Francesco Spadaro e Pietro Senapa perché aveva "osato" compiere rapine nei confronti di persone protette della famiglia di Corso dei Mille.
- Agosto-settembre 1981: tentato omicidio ad Alcamo di Stefano Milotta, esponente dei Rimi.
- 2 settembre 1981: omicidio di Leonardo Caruana, capomandamento di Siculiana (AG). Caruana venne ucciso all'uscita di un appartamento a Palermo dove era andato per le nozze del figlio. Da questo momento i membri del clan Cuntrera-Caruana, tutti destinatari di sentenze di morte da parte dei Corleonesi, lasciano in fretta e furia l'isola.
- 6 settembre 1981: omicidio di Orazio Fiorentino, contrabbandiere di sigarette ucciso perché avrebbe tentato di iniziare uno spaccio di droga senza l'autorizzazione della famiglia di Corso dei Mille.
- 13 settembre 1981: omicidio dei cugini Paolo e Giuliano Zummo, membri di spicco della cosca mafiosa di Gibellina (TP) invisi ai Corleonesi.
- 13 settembre 1981: omicidio di Calogero La Colla, un pregiudicato di Alcamo (TP) ucciso perché aveva deciso di abbandonare il clan dei Rimi di Alcamo per schierarsi con i Corleonesi[87].
- 15 settembre 1981: omicidio di Giuseppe Palmeri, capo della famiglia di Santa Ninfa (TP) inviso ai Corleonesi[65].
- 16 settembre 1981: omicidio di Vito Di Prima, originario di Santa Ninfa, legato a Giuseppe Palmeri, ucciso il giorno precedente.
- 16 settembre 1981: omicidio ad Alcamo di Rosario "Saro" Mangiapane, legato ai Rimi.
- 18 settembre 1981: a Cinisi, viene teso un agguato contro Procopio Di Maggio, Giuseppe Di Maggio, Nicolò Impastato, cognato e socio, quest'ultimo di Antonino Badalamenti.[88]
- 23 settembre 1981: omicidio di Luigi Impastato, schedato come mafioso e legato al clan Badalamenti.
- 24 settembre 1981: omicidio di Giuseppe Finocchiaro, ucciso perché aveva "osato" corteggiare le donne di alcuni uomini vicini alla famiglia di Corso dei Mille.
- 26 settembre 1981: a Serradifalco (CL) omicidio di Giuseppe Butticè, pregiudicato considerato uno dei primi stiddari e legato a Loreto Plicato, rivale dei Corleonesi. Il delitto viene eseguito per colpire lo stesso Plicato. Tra gli esecutori materiali figurano i componenti principali del gruppo di fuoco della famiglia di Campofranco (CL), Salvatore Termini e Nino La Mattina, a disposizione di Giuseppe "Piddu" Madonia, figlio di Francesco, capo provinciale di Caltanissetta e strettissimo alleato di Riina[89].
- 27 settembre 1981: a San Cataldo (CL), omicidio di Emanuele Cerruto, alleato di Loreto Plicato, pregiudicato originario di Vallelunga Pratameno (CL) e considerato uno dei primi stiddari della zona in quanto si riteneva fosse dedito ad estorsioni in contrapposizione a Cosa Nostra: inizia così la conquista di San Cataldo da parte dei Corleonesi[90][91].
- 29 settembre 1981: triplice omicidio di Calogero Pizzuto, capomandamento di Castronovo di Sicilia, e di altre due persone, Michele Ciminnisi e Vincenzo Romano, morte per essersi trovate nella traiettoria di fuoco dei killer. Gigino Pizzuto era fedele alleato del boss palermitano Stefano Bontate (1939 - 1981). Il delitto avvenne in un bar di San Giovanni Gemini, nell'agrigentino.
- 1981: (mese e giorno incerti): a seguito della strage di San Giovanni Gemini contro Gigino Pizzuto, Riina decreta una serie di omicidi al fine di mettere a tacere l’ala moderata nella zona Lercara-Castronovo-Vicari e riorganizzare le relative famiglie. Il mandamento viene spostato da Castronovo di Sicilia a Caccamo e Ciccio Intile, fedelissimo di Riina, ne assume la reggenza. Il primo di questi omicidi è quello di Francesco Montalto, rappresentante della famiglia di Lercara Friddi legato a Pizzuto.
- 30 settembre 1981: omicidio di Antonino Buccellato, soprannominato "Don Tanu Battaglia", boss appartenente allo storico clan mafioso di Castellammare del Golfo (TP). Nonostante i rapporti tra i Corleonesi e il clan dei Buccellato e dei Minore fossero buoni prima dello scoppio della guerra, erano comunque considerati troppo vicini alle famiglie palermitane, e un serio ostacolo da superare per il controllo del territorio della provincia di Trapani, territorio che Riina intendeva elargire come ricompensa ai suoi diretti alleati. Per questo venne decisa l'eliminazione di Antonino Buccellato, il più importante boss a piede libero in quanto il più anziano Cola Buccellato si trovava in quel momento in carcere. L'uccisione di Antonino permette ai Corleonesi di prendere il diretto controllo della città di Castellammare del Golfo e di eliminare un potente e carismatico boss della fazione avversa, mentre il vecchio Cola Buccellato verrà ufficialmente "posato" da Mariano Agate mentre si trovava in carcere, e morirà poco dopo di cause naturali, mettendo fine al comando della famiglia mafiosa in città.
- 1º ottobre 1981: omicidio di Stefano Gallina, uomo di punta di Nino Badalamenti. Delitto per cui Salvatore Lo Piccolo (1942) viene condannato all'ergastolo.
- 2 ottobre 1981: omicidio di Francesco Patricola, ucciso dai Corleonesi perché si rifiutò di rivelare il nascondiglio del figlio Stefano, trafficante di stupefacenti legato a Bontate.
- 3 ottobre 1981: omicidio di Pietro Mandalà, cugino di Contorno.
- 5 ottobre 1981: omicidio di Emanuele Mazzola, socio ed amico di Contorno.
- 6 ottobre 1981: a Roma viene ucciso Giovanbattista Brusca, originario di Castellammare del Golfo, boss della vecchia guardia vicinissimo ai boss perdenti Badalamenti, Buscetta e Gerlando Alberti. Il delitto avviene all’interno della macelleria di Giovanbattista Brusca in Piazza Grecia, al Villaggio olimpico, nel quadro della strategia di terra bruciata adottata dai Corleonesi di Totò Riina nei confronti dei rivali.
- 9 ottobre 1981: definito il "venerdì nero di Palermo" poiché avvennero quattro omicidi nel giro di poche ore. Vennero infatti uccisi Antonino Vitale (un commerciante di agrumi di Brancaccio), Giovanni Costanzo (un venditore ambulante di Piazza Scaffa), entrambi amici di Contorno, Agostino Calabria (titolare di un bar sempre a Piazza Scaffa ucciso dai killer Salvatore Rotolo e Vincenzo Sinagra "Tempesta" perché ritenuto un confidente dei Carabinieri) e Calogero Misuraca, originario di Camporeale (PA) e legato a Badalamenti[92].
- 13 ottobre 1981: a Terrasini (PA), omicidio di Andrea Ventimiglia, sempre del clan Badalamenti.
- 14 ottobre 1981: omicidio di Antonino Grado e di Francesco Mafara, rispettivamente della famiglia di Santa Maria di Gesù e di Brancaccio, entrambi legatissimi a Stefano Bontate e Totuccio Contorno. Antonino Grado aveva fatto finta di schierarsi dalla parte dei corleonesi per poter attirare suo cugino Salvatore Contorno in un agguato, ma in realtà, all'insaputa di tutti, si incontrava segretamente con Contorno e lo informava sui movimenti dei suoi nemici. Emblematicamente, Francesco Mafara pochi giorni prima dell'omicidio si incontrò per caso in strada con Giovambattista Pullarà, uno dei principali traditori della famiglia di Bontate, e dopo essersi salutati, Mafara lo apostrofò con disprezzo dicendogli "sei un assassino", a causa del suo tradimento verso quelli che erano stati i suoi amici per molti anni. Grado e Mafara vennero convocati ad un incontro da Giuseppe Lucchese e da altri uomini della famiglia di Ciaculli, per pianificare la prossima mossa contro Contorno. Ma Lucchese e i suoi avevano oramai capito che Grado e Mafara facevano il doppio gioco, poiché avevano pedinato il Grado e lo avevano visto incontrarsi con Contorno. Furono quindi entrambi strangolati e i corpi fatti sparire. Poche ore dopo, gli assassini di Mafara e Grado arrivarono nella fabbrica in cui lavorava Giovanni Mafara, fratello di Francesco, e uccisero anche lui a colpi di pistola.
- 16 ottobre 1981: a Gambassi Terme (FI), duplice omicidio di Giuseppe Milazzo e Salvatore Mancino, rispettivamente della famiglia di Alcamo e di Castellammare del Golfo, uccisi dai Rimi perché troppo legati ai Corleonesi[65].
- 16 ottobre 1981: il Giornale di Sicilia pubblica il necrologio di Giovanni Mafara a nome della famiglia di quest’ultimo. Il necrologio è redatto dal prete Gaetano Pace, amico dei Mafara e dei Bontate che già al funerale del falco aveva pronunciato un discorso molto duro nei confronti dei responsabili dell’agguato. Per questo pochi giorni dopo Gaetano Pace viene aggredito a bastonate da 5 persone.
- 16 ottobre 1981: a Roma viene ucciso Domenico Balducci, usuraio ed esponente della Banda della Magliana. Viene ucciso su ordine di Pippo Calò, fedelissimo di Totò Riina, capo mandamento di Porta Nuova e referente dei Corleonesi nella capitale. Balducci aveva trattenuto per sé una parte del denaro destinato a Calò ed ai Corleonesi. Era inoltre amico di Giuseppe Di Cristina, in tasca del quale, al momento dell’omicidio il 30 maggio 1978 furono ritrovati degli assegni firmati da Balducci.
- 17 ottobre 1981: in Villagrazia di Carini, omicidio di Salvatore Marcianò, rimasto dalla parte del Badalamenti.
- 19 ottobre 1981: avviene il cosiddetto blitz di Villagrazia, una irruzione di membri delle forze dell'ordine in un casolare in via Valenza, nella zona di Villagrazia di Palermo, dove si stava svolgendo un summit mafioso. L'edificio era di proprietà di Ruggero Vernengo, che lo aveva comprato dalla cognata di Rosario Riccobono. Una ventina di persone è coinvolta in questa irruzione, ed alcune di loro aprono il fuoco sulle forze dell'ordine, creando confusione e permettendo a molti dei presenti di darsi alla fuga. Vengono comunque tratti in arresto Pietro Lo Iacono, Giovambattista Pullarà, Salvatore Profeta, Benedetto Capizzi, Ruggero Vernengo, Pietro Fascella, Giuseppe Gambino, Giuseppe Di Miceli e Giuseppe Urso. Alcuni dei fuggiaschi vengono comunque riconosciuti dalla polizia, tra cui Giorgio Aglieri, Carlo Greco, Giovanni Lo Verde, Mario Marchese, Giovanni Motisi e Giuseppe Calascibetta, mentre una lettera anonima identifica altri fuggiaschi in Ignazio Pullarà, Giovanni Teresi, Carmelo Zanca, Franco Di Carlo, Giuseppe "Scarpuzzedda" Greco, Tommaso Spadaro e Filippo Marchese. La maggior parte degli arrestati sono membri della fazione corleonese delle famiglie di Santa Maria di Gesù, di Villagrazia e di Corso dei Mille, ma i personaggi di più alto spicco riescono a darsi alla fuga. Secondo una lettera anonima ricevuta dalla polizia dopo il blitz, al summit avrebbero anche dovuto partecipare in un secondo momento anche i leader dei Corleonesi, per discutere sull'eliminazione totale dei clan Grado e Mafara, rimasti fedeli a Bontate. In ogni caso, questo blitz rappresenta la prima azione importante della polizia contro i Corleonesi e i loro alleati.
- 30 ottobre 1981: a Cinisi, Salvatore Mazzola, legato ai fratelli Pipitone, sfugge ad un agguato.[88]
- 6 novembre 1981: omicidio di Sebastiano Bosio (Palermo, 18 agosto 1929 – Palermo, 6 novembre 1981) medico chirurgo italiano ucciso dalla mafia. Venne ucciso all'uscita dal suo studio, il 6 novembre 1981, da due sicari, colpito da quattro pallottole di una pistola calibro 38. Il motivo della sua uccisione, secondo anche le testimonianze di alcuni pentiti, stava nel fatto che Bosio avrebbe curato in modo superficiale o comunque sbrigativo alcuni boss della mafia accorsi da lui dopo essere stati vittime di scontri a fuoco e di aver curato criminali della cosiddetta fazione della mafia perdente uscita sconfitta dalla seconda guerra di mafia, tra cui Totuccio Contorno. Si scoprì poi in seguito, grazie anche a indagini più accurate, che Bosio aveva avuto una diatriba, almeno telefonica, con l'allora direttore sanitario della struttura, Giuseppe Lima, fratello del più noto Salvo, ucciso poi nel 1992 dalla stessa mafia, poiché egli prometteva sotto il suo comando di svolgere loro delle operazioni privilegiate. Le prime indagini degli inquirenti furono pressoché limitate, specie per il depistaggio attuato da alcuni membri all'interno degli stessi. Da risvolti successivi, si apprese che alcuni colleghi di Bosio erano in amicizia o addirittura imparentati, seppur di largo grado, ad alcuni esponenti mafiosi di spicco. Dagli esami più approfonditi, dei proiettili, grazie alle nuove tecnologie, emerse che a sparare fu Antonino Madonia. Madonia è stato rinviato a giudizio nel 2011, ed oggi sconta la pena dell'ergastolo, per questo e una serie di altri omicidi di stampo mafioso.
- 8 novembre 1981: omicidio di Antonino Rugnetta, uomo di fiducia di Contorno, ucciso e fatto ritrovare incaprettato nel bagagliaio di una Fiat 131 rubata.
- 8 novembre 1981: a Torino omicidio di Mariano Cavallaro, cognato di Buscetta.
- 11 novembre 1981: omicidio di Roberto Menin, pregiudicato veneziano legato a Contorno. Salvatore Contorno ha infatti svolto un ruolo fondamentale nella formazione della Mala del Brenta, essendo stato al soggiorno obbligato a Venezia fin dagli anni Sessanta, legandosi a malavitosi veneti, tra cui Roberto Menin. In particolare, Contorno indicò ai fratelli Grado, suoi cugini, di rivolgersi a Menin per l’acquisto degli stupefacenti in Veneto. Roberto Menin viene sgozzato all’interno della sua auto sull’autostrada nei pressi di Montebello Vicentino (VI).
- 12 novembre 1981: omicidio di Antonino Mineo, fratello di Settimo Mineo, uomo d'onore di Pagliarelli. Un altro fratello, Giuseppe, verrà ucciso l'anno dopo. Questo Antonino Mineo è da non confondere con un omonimo, il patriarca di Bagheria Antonino Mineo, che i corleonesi elimineranno diversi anni più tardi, nel 1989.
- 13 novembre 1981: Duplice omicidio di Gaetano Mandalà, zio della moglie di Salvatore Contorno, e di un suo occasionale accompagnatore, Filippo Giannone, estraneo a vicende di mafia.
- 16 o 17 novembre 1981: omicidio di Luigi Calì, titolare di una ditta di pompe funebri e capo della famiglia di San Cataldo (CL), legato a Giuseppe Di Cristina, a sua volta assassinato il 30 maggio 1978. L'omicidio avviene all'interno di un circolo ricreativo ad opera dei Corleonesi. Calì era un loro rivale.
- 20 novembre 1981: a Terrasini, omicidio di Giuseppe Fidazzo, socio ed amico di Gaetano Badalamenti.[88]
- 12 dicembre 1981: a Marsala (TP) lupara bianca per Gaspare Di Giorgi, pregiudicato dedito a rapine. Il giorno dopo il suo amico Michele Licciardi chiede spiegazioni sulla scomparsa a Vincenzo D'Amico ed Antonino Titone, rispettivamente reggente e capo decina della famiglia di Marsala legati ai Corleonesi. Per questo, Licciardi subisce un agguato la sera stessa, il 13 dicembre, rimanendo ferito. Rientrato in carcere, Licciardi chiederà e otterrà l'appoggio di Gaetano Barraco, parente di Michele Barraco ed anch'egli posato nel 1979 in quanto legato ai Rimi, per muovere guerra ai Corleonesi a Marsala.
- 20 dicembre 1981: omicidio di Giuseppe Finazzo, uomo di fiducia di Gaetano Badalamenti.
- 25 dicembre 1981: strage di Natale. A Bagheria, nel corso di una sparatoria vengono uccisi Giovanni Di Peri, Biagio e Antonino Pitarresi. I Di Peri rappresentano i perdenti a Villabate, essendo strettamente legati a Bontate. In seguito alla strage in cui resta ucciso anche Onofrio Valvola, passante pensionato, Salvatore Montalto, fedelissimo di Riina viene nominato capo della Famiglia di Villabate.
- 26 dicembre 1981: omicidio a Villabate di Giuseppe Caruso, uomo dei Di Peri scampato alla strage del giorno precedente.
- 30 dicembre 1981: Pietro Scaletta, ritenuto narcotrafficante del clan di Alfio Ferlito, venne ferito a Caserta dai ordini dei catanesi Santapaola-Ferrera con l'aiuto dei napoletani Michele Zaza e i Nuvoletta.[82]
- 1981 (mese e giorno incerti); omicidio di Simone Filippone, membro di spicco della famiglia della Noce legato a Bontate e Inzerillo. Così come i fratelli Severino prima di lui, viene attirato in un tranello dal suo stesso capo Salvatore Scaglione e il suo cadavere non verrà mai ritrovato.

### 1982

Tommaso Buscetta, vittima delle vendette trasversali dei Corleonesi.

Nel gennaio 1982 i Corleonesi decisero l'eliminazione di Tommaso Buscetta (che risiedeva in Brasile), considerato pericoloso perché era stato strettamente legato a Bontate e Badalamenti. Intanto si scatenano una serie di vendette trasversali contro Giovannello Greco (membro della famiglia di Ciaculli) e suo cognato Pietro Marchese (membro della cosca di Corso dei Mille), ritenuti "traditori" dai Corleonesi perché erano stati amici di Salvatore Inzerillo e Gaetano Badalamenti ed avevano promesso a Bontate di uccidere Riina: i due infatti avevano cercato di attirare in un tranello Michele Greco ma vengono subito scoperti e tentarono una fuga in Brasile, nella speranza di trovare la protezione di Badalamenti e Buscetta; nel giugno 1981 Greco e Marchese, insieme ai loro complici Antonio "Tony" Spica e Rosario Spitaleri, erano stati però bloccati a Zurigo ed estradati in Italia: Greco, ottenuta la libertà provvisoria, si diede alla latitanza all'estero (verrà arrestato in Spagna soltanto nel 1997) mentre Marchese viene trasferito nel carcere dell'Ucciardone e lì viene ucciso da altri detenuti il 25 febbraio 1982. Gaetano Badalamenti voleva a qualunque costo tentare di riprendere in mano la situazione, come egli stesso aveva confidato a Vincenzo Grado, dicendo che sperava di ottenere l'appoggio della mafia calabrese, e come risulta da alcune telefonate intercettate di prossimi congiunti del detto Badalamenti, in cui si parla dell'invio in Sicilia di una squadra per compiere eclatanti uccisioni di avversari. Egli, quindi, andando a trovare Buscetta in Brasile voleva convincerlo a scendere in campo contro i corleonesi. Nell'estate 1982 finirono uccisi anche il fratello e lo zio di Pietro Marchese e la stessa fine fecero il padre, lo zio, il suocero, il cognato di Giovannello Greco, il quale si vendicò cercando di sparare al cugino Giuseppe Greco “Scarpuzzedda” ma senza riuscire a ucciderlo (25 dicembre 1982). Questo provocò un accanimento contro i parenti di Badalamenti e Buscetta, sospettati dai Corleonesi di supportare Giovannello Greco: già nel settembre 1982 due figli di Buscetta vennero inghiottiti dalla «lupara bianca» e un cognato venne ucciso mentre il 29 dicembre toccò al fratello Vincenzo e al nipote Benedetto. Tutte le famiglie men che affidabili venivano costrette ad abbandonare precipitosamente le loro abitazioni ai Ciaculli, e le strade interpoderali della borgata, come è emerso dalle indagini di polizia e carabinieri, venivano munite di un sistema tale di cancelli e di transennature da rendere presso che impossibile un'agevole circolazione e quindi un fattivo intervento delle forze dell'ordine.
- gennaio 1982: omicidio di Saverio Spampinato, legato ai Laudani, all’epoca schierati con Ferlito.
- 4 gennaio 1982 sparisce nel nulla Salvatore Di Gregorio, legato a Bontate.
- 7 gennaio 1982: omicidio di Michele Graviano, imprenditore edile e referente dei Corleonesi nel quartiere di Brancaccio, nonché padre di Filippo e Giuseppe Graviano, futuri boss del rione. I Corleonesi incolperanno Salvatore Contorno per questo omicidio, ma i veri esecutori furono Gaetano Grado e Rosario D'Agostino.
- 7 gennaio 1982: immediata risposta dei Corleonesi: spariscono tramite lupara bianca i fratelli Benedetto e Luigi Lupo, fedelissimi di Giovannello Greco e Pietro Marchese.
- 8 gennaio 1982: omicidio di Michele Ienna, socio di Contorno.
- 8 gennaio 1982: omicidio di Francesco Paolo Teresi, cugino di Girolamo Teresi e suo socio in affari.
- 9 gennaio 1982: in piazza Torrelunga omicidio di Giovanni Di Fresco, suocero di Emanuele Mazzola, già assassinato e testimone oculare dell'omicidio dello stesso.[97]
- 9 gennaio 1982: omicidio di Antonino Grado, cugino omonimo di Antonino Grado (scomparso il 14 ottobre 1981), dipendente dell'Ente Autonomo Teatro Massimo di Palermo. Infatti i suoi cugini, Antonino, Salvatore, Vincenzo e Gaetano Grado, erano gli esponenti di una famiglia che gestiva il traffico di stupefacenti, alleata da sempre con Stefano Bontate e Totuccio Inzerillo.
- 11 gennaio 1982: omicidio di Ignazio D'Agostino, padre di Rosario, uomo di fiducia di Contorno.
- 13 gennaio 1982: omicidio di Francesco Cinardo, boss di Mazzarino (CL) e fedelissimo di Giuseppe Calderone e Stefano Bontate.
- 14 gennaio 1982: omicidio di Pietro Inzerillo, fratello di Salvatore (1944 - 1981), veniva a New York e, anche stavolta per derisione, il cadavere veniva fatto trovare in un portabagagli con dei dollari in bocca e nei genitali.
- 15 gennaio 1982: omicidio di Giacomo Impastato. Impastato, soprannominato Jack perché aveva passato diverso tempo in Louisiana negli Stati Uniti, era sposato con una figlia di Vito Badalamenti, fratello di Gaetano. Lavorava alla "Omar Lampadari" a Isola delle Femmine (PA) e venne ucciso a colpi di pistola all'uscita della fabbrica.
- 16 gennaio 1982: a Milano, omicidio di Corrado Manfredi, capo del clan dei Cursoti, ucciso dai suoi stessi uomini perché ritenuto troppo vicino a Santapaola[98].
- 18 gennaio 1982: a Brancaccio omicidio di Gaetano Pilo, figlio del cugino del costruttore Giovanni Pilo, legatissimo a Totò Riina nonché cognato di Giuseppe Giacomo Gambino, il soldato più fedele di Riina. Il delitto è opera degli scappati e provoca un'ulteriore ed eclatante reazione dei Corleonesi.
- 26 gennaio 1982: omicidio di Nicolò Piombino, carabiniere in pensione a Isola delle Femmine, che stava collaborando con le autorità per individuare i responsabili dell'omicidio di Giacomo Impastato, di cui era stato testimone oculare.
- 5 febbraio 1982: duplice omicidio di Andrea Musumeci e Antonino Zitello, legati ad Alfio Ferlito.
- 6 febbraio 1982: omicidio di Paolo Mazzola.
- 8 febbraio 1982: omicidio di Antonino Inzerillo, zio di Salvatore, il capo mandamento di Passo di Rigano che era uno dei principali ostacoli all'ascesa dei "corleonesi" di Riina e Provenzano. Antonino Inzerillo rimase vittima della "lupara bianca" a Brooklyn.
- 8 febbraio 1982: triplice omicidio di Angelo Bonardi e dei fratelli Giuseppe e Antonino Sciuto, tutti simpatizzanti del clan Ferlito.
- 9 febbraio 1982: omicidio di Salvatore Palermo e Carmelo Ternullo (detto "Lampadina"), uomini di spicco del clan Ferlito.
- 12 febbraio 1982: omicidio, a Catania, di Salvatore Finocchiaro, cugino di Santapaola.[82]
- 25 febbraio 1982: all'interno del carcere dell'Ucciardone, omicidio di Pietro Marchese, ucciso a coltellate da Giuseppe Gambino, Gaetano Lo Presti e Giuseppe Lo Bocchiaro. È la vendetta dei Corleonesi per il suo tradimento[99].
- 25 febbraio 1982: tentato omicidio di Domenico Campora, rapinatore e amico di Pietro Marchese. Viene ferito durante l'agguato contro quest'ultimo.
- 11 marzo 1982: omicidio di Dullio Fratoni a Roma. Fratoni, personaggio ben inserito nella malavita romana, aveva offerto appoggio a Salvatore Contorno durante la sua latitanza a Roma, e per questo si decise di eliminarlo. L'omicidio fu commesso dal boss dei Testaccini della Banda della Magliana, Danilo Abbruciati, su commissione di Pippo Calò.
- 12 marzo 1982: omicidio di Francesco Di Fresco, fratello di Giovanni, ucciso il 9 gennaio precedente.
- 15 marzo 1982: omicidio di Antonino Schifaudo, zio di Pietro Mandalà (parente di Totuccio Contorno ucciso nel 1981) e cognato di Francesco Mandalà, altro cugino di Contorno.
- 15 marzo 1982: a Baranzate, all’epoca frazione di Bollate (MI), tentato omicidio di Antonio Spica, fedelissimo di Giovannello Greco e Pietro Marchese il quale verrà ucciso esattamente un mese dopo, il 15 aprile. Nella circostanza rimane ucciso un amico di Antonio Spica, Pietro Romano.
- 18 marzo 1982: omicidio, a Catania, di Rosario Romeo, braccio destro di Nitto Santapaola, e del m.llo cc. Alfredo Agosta, che si trovava in compagnia del Romeo.[82]
- 22 marzo 1982: omicidio a Vicari (PA) di Aurelio Ocelli, tra i luogotenenti di Mariano Marsala che sarà vittima di lupara bianca sempre a Vicari il 3 febbraio 1983 in quanto legato a Gigino Pizzuto e Stefano Bontate.
- 24 marzo 1982: omicidio, a Catania, di Salvatore Farina.[82]
- 25 marzo 1982: la Squadra mobile di Roma fa irruzione in una villa a Bracciano e cattura Totuccio Contorno. Nel suo nascondiglio, la Polizia rinvenne due auto blindate, due utilitarie, 150 kg di hashish, 2 kg di eroina, armi e pallottole di ogni calibro, 35 milioni di lire di denaro contante e alcuni documenti falsificati[100].
- 5 aprile 1982: omicidio di Francesco Mandalà, cugino di Contorno.
- 7 aprile 1982: omicidio a Cianciana (AG) di Vincenzo Montalbano, parente e amico di Pietro Raffa (parente di Giuseppe Settecasi) a cui si ricollega l'omicidio di Tommaso Coniglio avvenuto sempre a Cianciana il 6 luglio 1981.
- 15 aprile 1982: omicidio di Antonio Spica, molto amico di Giovanello Greco, rapito, ucciso e bruciato in una discarica di Milano dopo essere stato scarcerato.
- 15 aprile 1982: omicidio di Salvatore Spitalieri, padre di Rosario, amico ed associato di Giovannello Greco e Pietro Marchese.
- 17 aprile 1982: omicidio di Salvatore Corsino. Aveva dato ospitalità alla moglie di Contorno, in stato avanzato di gravidanza.
- 17 aprile 1982: a San Cataldo, Loreto Plicato uccide Nicolò Terminio, legato ai Corleonesi e padre del più noto Cataldo Terminio che verso la fine degli anni ottanta diventerà il reggente della Famiglia di San Cataldo con il benestare di Giuseppe "Piddu" Madonia, capomandamento di Vallelunga Pratameno, e di Totò Riina[90][101][102].
- 23 aprile 1982: omicidio di Giuseppe Taormina, amico di Salvatore Contorno. Taormina è fratello di Vittorio Taormina, ucciso il 12 ottobre 1987 insieme a Rosario D'Agostino (esponente di spicco del gruppo di fuoco degli scappati legato a Bontate e Contorno). L'omicidio di Giuseppe Taormina avviene inoltre in via Conte Federico, antica roccaforte del Coriolano della Floresta.
- 24 aprile 1982: omicidio di Mariano Renda, pregiudicato legato ai Rimi di Alcamo (TP) e quindi inviso ai Corleonesi[65].
- 26 aprile 1982: strage di via dell'Iris. A Catania, in suddetta via, vengono uccisi Antonino Privitera, Ignazio Di Mauro, Giuseppe Mongelli, Giuseppe Caruso e Saverio Salerno, e riportavano gravi ferite Salvatore Bruno, Rosario Patane', Francesco Russo, Giuseppe Raineri e Agatino Fazio. Sul luogo dell'eccidio venivano rinvenute due bombe e mano ed una rivoltella, risultata rubata a Torino.[82]
- 28 aprile 1982: incendio, a Catania, della fabbrica di mobili Jolly Componibili, in cui aveva interessi Alfio Ferlito.
- 30 aprile 1982: duplice omicidio di Pio La Torre (Palermo, 24 dicembre 1927 – Palermo, 30 aprile 1982) politico e sindacalista, e Rosario Di Salvo, suo autista.
- 30 aprile 1982: duplice omicidio di Filippo e Carmelo Pedone. Delitto per cui Salvatore Lo Piccolo (1942) viene condannato all'ergastolo.
- 4 o 5 maggio 1982 in via Folaga, nel rione Falsomiele a Palermo, omicidio di Loreto Plicato, in risposta a quello di Nicolò Terminio avvenuto il 17 aprile precedente. Nel suo appartamento, gli inquirenti troveranno bombe a mano, pistole ed attrezzature per modificarle, facendo sorgere il sospetto che Plicato fosse il misterioso "armiere" dell'omicidio del segretario regionale comunista Pio La Torre, assassinato il 30 aprile precedente[90][103]. La circostanza sarà smentita successivamente. L’omicidio La Torre fu eseguito esclusivamente dai Corleonesi, di cui Plicato era rivale.
- 8 maggio 1982: spariscono tramite lupara bianca Salvatore Di Maio e Mercurio Sardina, membri della famiglia della Noce invisi ai Corleonesi come Simone Filippone e i fratelli Severino.
- 13 maggio 1982: omicidio di Benedetto D'Agostino, figlio di Rosario D'Agostino, legatissimo a Contorno.
- 15 maggio 1982: duplice omicidio di Angelo Celesia e Giovanni Carcione, rapinatori di Passo di Rigano facenti parte della banda capeggiata da Francesco Chiazzese e Giuseppe Dominici. Francesco Chiazzese è inoltre fratello di Filippo, vicinissimo a Giovannello Greco e per questo scomparso tramite lupara bianca l’8 giugno 1981. Lo sterminio di questi rapinatori costituisce dunque anche una parte dell’operazione di terra bruciata contro Giovannello Greco.
- 16 o 26 maggio 1982: omicidio di Rodolfo Buscemi e Matteo Rizzuto. Buscemi e Rizzuto vennero portati nella camera della morte dagli uomini di Marchese, che li interrogò su alcuni questioni legate al pizzo dei commercianti di Villabate. Nella stanza c'era pure il boss di Ciaculli Pino Greco Scarpuzzedda, che gestiva con Marchese il territorio di Villabate. La colpa di Buscemi era di aver chiesto il pizzo senza nessuna autorizzazione: inizialmente il muratore mentì, sostenendo di non sapere che fossero zone protette, ma poi confessò e fece il nome del complice Antonino Migliore. Sia lui che il cognato vennero strangolati subito dopo la confessione. Poiché l'acido era finito, i due corpi furono chiusi nel bagagliaio di una Fiat Ritmo rubata, caricati poi su una barca ed infine gettati in fondo al mare, in un punto profondo oltre settanta metri (il cimitero marino della "famiglia" di Corso dei Mille e forse non l'unico della baia di Palermo), legati a due comune (vecchie vaschette di pietra recuperate in una discarica pubblica). Buscemi era il fratello di Salvatore, ucciso a sua volta dagli uomini di Corso dei Mille nel 1976.
- 10 maggio 1982: omicidio, a Catania, di Salvatore Nicotra.[82]
- 12 maggio 1982: omicidio di Mario Spina, simpatizzante di Alfio Ferlito.
- 20 maggio 1982: scompare tramite lupara bianca Beniamino Leto, capo della famiglia di Sant'Angelo Muxaro (AG), legato insieme al congiunto Salvatore Leto a Giuseppe Settecasi, referente degli scappati ad Alessandria della Rocca ucciso il 23 marzo 1981 ad Agrigento da Carmelo Colletti, fedelissimo riberese di Totò Riina.
- 21 maggio 1982: omicidio di Alfio D'Urso.
- 22 maggio 1982: omicidio di Giuseppe Mineo. Lui e suo fratello Settimo Mineo, che riuscì a salvarsi, vennero aggrediti mentre si apprestavano ad entrare in macchina, e Giuseppe Mineo venne ferito gravemente. Morì diverse ore dopo nell'ospedale in cui era stato ricoverato. I Mineo, di cui un altro fratello Antonino era già stato ucciso un anno prima, erano uomini d'onore della famiglia di Pagliarelli ma erano considerati vicini ai vecchi boss Bontate e Badalamenti e per questo venne decisa la loro eliminazione.
- 23 maggio 1982: omicidio di Saverio Stellato, altro componente della banda Chiazzese-Dominici (i rapinatori frequentavano e si riunivano nell’officina di Dominici a Passo di Rigano).
- 25 maggio 1982: omicidio, a Catania, di Salvatore Di Pasquale e di Santo Di Rotolo, testimone oculare dell'assassinio.[82]
- 28 maggio 1982: omicidio di Mario Alonzo, legato al vecchio boss di Borgo Vecchio Leopoldo Cancelliere, posato nel 1978 perché ritenuto moderato e legato a Badalamenti e Bontate. Cancelliere verrà sostituito da Salvatore Cucuzza, fedelissimo di Riina. L'omicidio di Mario Alonzo si inquadra dunque nell'eliminazione dell'ala moderata.
- 1º giugno 1982: omicidio di Calogero Cannavò, connesso al clan Ferlito.
- 2 giugno 1982: omicidio di Antonino Migliore, ventiseienne, che risiedeva vicino a piazza Scaffa, venne sequestrato mentre stava aspettando nella sua Fiat l'apertura del passaggio a livello del Brancaccio: condotto in una villetta protetta da un giardino, non lontano da via Giafar, a cinque minuti dal passaggio a livello, viene interrogato e fa la stessa fine del suo compare: strangolato e gettato in mare.
- 4 giugno 1982: omicidio, a Catania, di Sebastiano Ragusa, cugino di Santapaola.[82]
- 5 giugno 1982: duplice omicidio di Francesco Chiazzese e Giuseppe Dominici, trucidati all’interno dell’officina di quest’ultimo dove lavoravano come meccanici[104]. Sono le ultime vittime della rappresaglia di Passo di Rigano. Come detto, Francesco Chiazzese è il fratello di Filippo, scomparso l’8 giugno 1981 in quanto amico di Giovannello Greco. Esecutore materiale del duplice omicidio è Nino Madonia, fedelissimo di Totò Riina. L’arma utilizzata è la stessa dell’omicidio del chirurgo Sebastiano Bosio, ucciso il 6 novembre 1981 per aver curato Contorno dopo l’attentato ai suoi danni del 25 giugno 1981[105].
- 6 giugno 1982: omicidio di Alfio Zagami, connesso al clan Ferlito.
- 6 giugno 1982: omicidio di Carmelo Lo Iacono. L'uomo venne sequestrato dagli uomini di Marchese in piazza Torrelunga, infilato in una Mini Minor, con cui si allontanarono a grande velocità, scontrandosi però con un'altra Mini Minor parcheggiata. Il proprietario dell'automobile che vide tutto, un ex-carabiniere in pensione, Antonio Peri, si mise a inseguirli. Giunta all'altezza di largo Grandi, la Mini Minor dei killer si fermò, ne scese uno dei killer, che freddò Peri con 3 colpi di pistola. Anche Lo Jacomo venne ucciso, il corpo portato nella camera della morte e qui sciolto nell'acido. Il cadavere dell'ex carabiniere venne invece lasciato sul posto.
- 7 giugno 1982: duplice omicidio, a Catania, di Agatino Licciardello e Giacomo Branciforti.[82]
- 15 giugno 1982: ferimento, a Catania, di Francesco Ferrera "Cavadduzzu", cugino di Nitto Santapaola.[82]

La cosiddetta "strage della circonvallazione" (16 giugno 1982).

- 16 giugno 1982: strage della circonvallazione ai danni di Alfio Ferlito, referente dello schieramento perdente a Catania, durante il suo trasferimento nel carcere di Trapani. Rimangono uccisi nell'agguato i tre carabinieri della scorta, Salvatore Raiti, Silvano Franzolin e Luigi Di Barca, e il ventisettenne Giuseppe Di Lavore, autista della ditta privata che aveva in appalto il trasporto dei detenuti. L'agguato è eseguito dallo squadrone della morte dei Corleonesi al completo: Francesco Paolo Anzelmo, Calogero Ganci, Salvatore Cucuzza, Antonino Madonia, Giuseppe Lucchese e Pino Greco “Scarpuzzedda”. Ferlito sarà sostituito dal suo braccio destro Salvatore Pillera che proseguirà la guerra contro Santapaola.
- 29 giugno 1982: omicidio di Antonino Burrafato (Nicosia, 13 giugno 1933 – Termini Imerese, 29 giugno 1982), poliziotto italiano, vicebrigadiere in servizio presso la Casa Circondariale dei Cavallacci di Termini Imerese. Fu assassinato da mano mafiosa il 29 giugno 1982. Fino al 1996 le indagini non portarono a niente, fino a quando il pentito Salvatore Cucuzza confessò di aver partecipato, fra gli altri delitti, all'assassinio del vicebrigadiere, per ordine di Leoluca Bagarella, cognato di Salvatore Riina. Il gruppo di fuoco, uno dei più feroci dell'epoca, era composto da Pino Greco detto "Scarpuzzedda", Giuseppe Lucchese, Antonino Marchese e dallo stesso Cucuzza. Salvatore Cucuzza è stato condannato a 13 anni con sentenza definitiva, la sua posizione è stata stralciata dal processo. Leoluca Bagarella e Antonio Marchese sono stati condannati all'ergastolo con sentenza definitiva. Il figlio Salvatore e il giornalista Vincenzo Bonadonna hanno scritto un libro dal titolo "Burrafato, un delitto dimenticato" Edizioni La Zisa.
- 7 luglio 1982: omicidio di Pietro Vaccara. Il delitto avviene a Santa Ninfa all’interno di un bar. Vaccara venne eliminato per aver messo in discussione la leadership di Totò Riina.
- 7 luglio 1982: nelle campagne di Castellammare del Golfo (TP), sulla strada che porta per Palermo, vengono massacrati a colpi di mitragliatore i cugini Giuseppe e Francesco Buccellato, membri dell'omonimo clan diventato nemico dei Corleonesi a partire dal 1981. Giuseppe Buccellato era da poco rientrato dal soggiorno obbligato, dopo un periodo di latitanza negli Stati Uniti.
- 9 luglio 1982: omicidio di Francesco Grillo, membro del clan Santapaola, sarebbe stato torturato e poi ucciso a Catania. Salvatore Pillera, fu accusato di essere il mandante dell'omicidio.
- 13 luglio 1982: sequestro del commerciante Antonio Militello, parente di Totuccio Contorno: Sinagra raccontò che ad attenderlo c'erano gli uomini più spietati del clan di Corso dei Mille, con lo stesso Filippo Marchese. Prima di essere ucciso, Militello fu torturato, seviziato e alla fine il suo cadavere sotterrato per sempre in uno dei tanti cimiteri di mafia esistenti a Palermo.
- 14 luglio 1982: a Parigi (Francia), incontro tra Nicolò Salamone, Alfredo Bono e Francesco De Matteo, tutti appartenenti alla famiglia di San Giuseppe Jato; l'incontro fu osservato dalla polizia e le loro telefonate intercettate. Salamone contatta a sua volta il fratello Antonino, capo della famiglia di San Giuseppe Jato sostituito dal suo vice Bernardo Brusca (fedelissimo dei Corleonesi) in quanto da anni residente in Brasile. Antonino Salamone era legato allo schieramento perdente perché cognato del defunto Salvatore "Cicchiteddu" Greco ed amico stretto di Stefano Bontate. Nella telefonata intercettata, Nicolò Salamone comunica al fratello con frasi in codice l'ordine di uccidere una persona non specificata in Brasile, probabilmente Tommaso Buscetta, con cui Salamone s'incontrava spesso. Fissa perciò un nuovo incontro con Alfredo Bono a Parigi per discutere meglio della faccenda[106][107].
- 21 luglio 1982: omicidio di Salvatore Greco, padre di Giovannello.
- 24 luglio 1982: omicidio di Giacomo Cinà, zio di Giovannello Greco.
- 27 luglio 1982: omicidio di Pietro Ragona, "colpevole" di aver rubato materiale dai cantieri di pertinenza di Filippo Marchese.
- 27 luglio 1982: a Palermo, scompare l'ingegnere Ignazio Lo Presti, cugino dell'esattore Antonino Salvo e legatissimo a Salvatore Inzerillo e Tommaso Buscetta, per conto del quale il Lo Presti ritirò l'Alfetta blindata. Lo Presti era inoltre molto amico di Buscetta al quale telefonò disperato subito dopo l'omicidio Inzerillo, avvenuto l'11 maggio 1981. Insieme a Lo Presti scompare anche l'autista di quest'ultimo, Antonio Nicolini, all'epoca ventenne[108].
- 1º agosto 1982: omicidio di Gregorio Marchese, 75 anni, zio di Pietro Marchese.
- 3 agosto 1982: omicidio di Gregorio Marchese, fratello della moglie di Filippo Marchese (capo della famiglia di Corso dei Mille legato ai Corleonesi), il quale, a quanto sembra, voleva insediarlo come capo-famiglia a Casteldaccia al posto di Piddu Panno, ucciso l'anno precedente. Ignaro dell'identità dei killer del cognato, Marchese cominciò a colpire quasi a caso, lasciando dietro di sé una lunga scia di sangue nei giorni successivi: nell’estate del 1982 i killer uccisero una ventina di persone in sole due settimane nella zona compresa tra Bagheria, Casteldaccia ed Altavilla Milicia, tanto che i titoli dei giornali parlarono di "triangolo della morte"[109]. A guidare la mano di Marchese è Salvatore Montalto di Villabate, che lo mise sulla strada della banda Parisi, una banda di briganti che operava nelle campagne tra Casteldaccia e Altavilla Milicia, capeggiati dal latitante Antonino Parisi, responsabile della morte del carabiniere Orazio Costantino nel 1969[110]; Marchese, aiutato da Giuseppe Greco “Scarpuzzedda”, portava i nemici nella cosiddetta "camera della morte", un appartamento abbandonato nel rione Sant'Erasmo dove venivano torturati per farli parlare e poi strangolati, sciolti nell'acido e i loro resti gettati a mare[111].
- 5 agosto 1982: omicidio di Giusto Parisi, fratello del latitante Antonino, che sparirà a sua volta poco dopo, vittima della lupara bianca.[50]
- 5 agosto 1982: omicidio di Cosimo Manzella, 47 anni, consigliere comunale di Casteldaccia, ex-democristiano da poco passato al Psi, e del suo portaborse Michelangelo Amato, 26 anni. I due furono colpiti dai proiettili dei killer in piena mattinata, davanti al Municipio di Bagheria[50].
- 5 agosto 1982: omicidio di Antonio Fontana, mafioso di Castelvetrano (TP) ucciso perché legato a Giuseppe Palmeri e a Pietro Vaccara[65].
- 6 agosto 1982: omicidio di Pietro Martorana ad Altavilla Milicia. Martorana era figlioccio di Don Piddu Panno, fatto sparire l'anno prima a Casteldaccia.[50]
- 7 agosto 1982: duplice omicidio di Santo Grassadonia, vicino alla famiglia di Villabate, e Michele Carollo, fedelissimo di Piddu Panno.[50]
- 7 agosto 1982: duplice omicidio di Cesare Peppuccio Manzella e Ignazio Pedone, quest'ultimo meccanico. I due erano stati sequestrati e interrogati da Filippo Marchese nella "camera della morte" di Sant'Erasmo e poi strangolati e trasformati nei protagonisti del macabro e plateale gesto. Il ritrovamento avvenne grazie a una telefonata alla stazione dei carabinieri: "Se vi volete divertire, andate a guardare nella macchina che è posteggiata proprio davanti alla vostra caserma". Poco prima la mezzanotte, vi fu il macabro ritrovamento a pochi metri dalla stazione di carabinieri, in una Fiat 127 rossa, dei due cadaveri incaprettati[50].
- 7 agosto 1982: omicidio di Francesco Pinello, amico di Giusto Parisi.[50]
- 9 agosto 1982: Gli uomini di Filippo Marchese uccisero quasi in contemporanea - alle 8.20 e alle 8.25 – dei parenti del boss Giovanni Di Peri, ucciso nella strage di Natale di Bagheria. Salvatore Di Peri venne ammazzato a Palermo, in via dei Tornieri, presso il mercato della Vucciria, mentre Pietro Di Peri venne ammazzato a Villabate, in via Alcide De Gasperi. Arrivò una telefonata al quotidiano L'Ora: “Pronto, siamo l'équipe dei killer del triangolo della morte: con i fatti di stamattina l'operazione che chiamiamo "Carlo Alberto", in onore del prefetto, è quasi conclusa. Dico quasi conclusa”. Dalla Chiesa venne ammazzato una ventina di giorni dopo, il 3 settembre. Il giorno dopo, alla redazione palermitana de La Sicilia, arrivò la chiamata: "L'operazione Carlo Alberto si è conclusa".
- 9 agosto 1982: omicidio di Leonardo Rizzo, pregiudicato bagherese che viene trovato morto nel suo appezzamento di terreno a Capo Zafferano.
- 11 agosto 1982: nella stessa giornata vengono uccisi il dottor Paolo Giaccone e Diego Di Fatta: il primo era un medico legale che si era rifiutato di falsificare la perizia sulla strage di Natale del 1981, mentre il secondo uno scippatore. Intorno alle dieci, i killer Salvatore Rotolo, Angelo Baiamonte, i fratelli Vincenzo (detto "Tempesta") e Antonino Sinagra e loro cugino Vincenzo Sinagra (detto "U' Ndli") si incontrarono in via Messina Marine e si recarono in via 4 aprile, tra via Alloro e piazza Marina, per ammazzare Diego Di Fatta, colpevole di uno scippo ad un'anziana signora protetta dalla mafia di Corso dei Mille. Del gruppo di fuoco, riuscì a scampare all'arresto della Polizia, che aveva assistito all'omicidio in diretta, solo Rotolo: l'auto infatti si era infilata in un vicolo cieco. Anni dopo Vincenzo Sinagra "U' Ndli" sarebbe diventato un importante collaboratore di giustizia, svelando numerosi particolari di questo periodo.
- 12 agosto 1982: omicidio di Vincenzo Denaro.
- 22 agosto 1982: a Tre Fontane (TP), duplice omicidio di Giuseppe Ala e Pietro Stallone. Ala era imparentato con Natale L'Ala, capo della famiglia di Campobello di Mazara (TP)[65].
- 24 agosto 1982: omicidio di Giulio Sciardelli.
- 25 agosto 1982: omicidio di Salvatore Parisi, figlio di Antonino.
- 26 agosto 1982. omicidio di Giovanni D'Alia, cugino di Antonio Nicolini, scomparso il precedente 27 luglio insieme ad Ignazio Lo Presti.
- 30 agosto 1982: omicidio di Vincenzo Spinelli, 46 anni, imprenditore, ucciso dopo aver riconosciuto il rapinatore a cena, due anni dopo aver subito una rapina a scopo intimidatorio (per convincerlo a piegarsi alle continue richieste di pizzo alle quali si era sempre sottratto) avvenuta nel 1979. Mentre sta cenando in un ristorante riconosce il rapinatore. È seduto ad un altro tavolo dello stesso locale. A quel punto Spinelli segnala l'episodio a un funzionario di polizia e il rapinatore viene arrestato seduta stante. Non si tratta però di un uomo qualunque. Girolamo Frusteri è, infatti, uno dei nipoti di Pino Savoca, uomo d'onore di Brancaccio, parente di Masino Spadaro, boss della Kalsa, e compare di Salvatore Riina. Viene fuori l'ordine di punire Spinelli e l'incarico venne affidato a Francesco Onorato[112]. L'agguato mortale si consuma in una notte di fine estate a Pallavicino, in una traversa di via Castelforte[113].
- settembre 1982: omicidio di Filippo Marchese (1938 - 1982), figura di spicco nella mafia siciliana, killer sospettato di decine di omicidi e boss della famiglia mafiosa del quartiere Corso Dei Mille di Palermo. La sua natura violenta avrebbe potuto rappresentare una minaccia per i boss corleonesi Salvatore Riina e Bernardo Provenzano. Pertanto, nel settembre del 1982 su ordine di Riina, Pino Greco, Giuseppe Giacomo Gambino, Salvatore Montalto e Salvatore Cucuzza vennero incaricati di uccidere lo stesso Marchese e di scioglierlo nell'acido, così come lui stesso aveva fatto con molte delle sue vittime.
- settembre 1982: spariscono tramite lupara bianca Pietro e Umberto Perna, membri della Famiglia della Noce invisi ai Corleonesi. In precedenza infatti erano stati arrestati il 26 maggio 1978 insieme ad altri appartenenti alla famiglia della Noce, tra cui Salvatore Neri (uomo di Riccobono ucciso il 30 novembre 1982) e Vincenzo Severino (esponente della Famiglia della Noce e rivale dei Corleonesi ucciso insieme al fratello Salvatore il 28 maggio 1981).

L'omicidio di Carlo Alberto dalla Chiesa e della moglie Emanuela Setti Carraro (3 settembre 1982)

- 3 settembre 1982: strage di via Carini, in cui morirono il prefetto di Palermo Carlo Alberto dalla Chiesa (1920 - 1982), la moglie Emanuela Setti Carraro (1950 - 1982) e l'agente di scorta Domenico Russo (1950 - 1982).
- 8 settembre 1982: quadruplice omicidio di Rosario Sorrentino, Carmelo Alongi, Giovanni Agnello e Michele Ganci, tutti e quattro esponenti della Mafia di Monreale[114][115]. I quattro vengono fatti sparire in un magazzino nel quartiere di San Lorenzo di Palermo ad opera della squadra della morte di Pino Greco e Salvatore Cucuzza. Tre dei fratelli di Michele Ganci - Elio, Filippo e Salvatore - erano già stati uccisi negli anni 70, a seguito del rapimento di Graziella Mandalà.
- 11 settembre 1982: duplice omicidio di Benedetto e Antonio Buscetta. I due figli di Tommaso venivano fatti sparire per rappresaglia a Palermo.
- 13 settembre 1982: omicidio di Andrea Ala, mafioso di Campobello di Mazara (TP), fratello di Giuseppe (ucciso il 22 agosto precedente) e parente del boss Natale L'Ala, vicino ai Rimi[65].
- 30 settembre 1982: omicidio di Vincenzo Sanfilippo.
- 4 ottobre 1982: omicidio di Filippo Mineo.
- 11 ottobre 1982: omicidio di Armando Di Natale (Siracusa, 1941 – Novi Ligure, 11 ottobre 1982). Dopo la strage di via Carini, dove rimasero uccisi Carlo Alberto dalla Chiesa, la moglie Emanuela Setti Carraro e l'agente di scorta Domenico Russo, divenne un pentito che collaborava nonostante pendesse sulla sua testa anche un mandato di cattura. Aveva precedenti per omicidi e traffico di droga e la sua situazione di "pentito" braccato dalla legge lo metteva in una posizione scomoda. Prima di essere ucciso per non aver diviso il ricavato di metà di una partita di hashish di 600 chili che era andato a prendere in nave in Marocco, venne prima sequestrato per indurlo a confessare, ma poi venne liberato senza aver rivelato il posto dove aveva nascosto la somma ma terrorizzato si rifugiò nella Questura di Palermo. Venne colpito con due colpi di pistola 7,65 mm la sera di domenica 10 ottobre nei pressi del casello di Vignole Borbera sull'autostrada A7 mentre andava con la moglie e la figlia in direzione Genova ed era in fuga verso la Costa Azzurra o la Corsica dopo che era stato interrogato a Palermo martedì; venne inizialmente soccorso da un automobilista e intervennero la Polizia stradale di Genova Sampierdarena e l'ambulanza che lo trasportò in fin di vita all'Ospedale San Giacomo di Novi Ligure, dove arrivò alle 23:15 e morì alle 00:30 senza aver mai ripreso conoscenza. La moglie e la figlia vennero sequestrate e forse uccise. Grazie a Di Natale erano stati possibili gli ordini di cattura per Nunzio Salafia, Salvatore Genovese e Antonio Ragona, emessi dal Giudice Istruttore Giovanni Falcone, che aveva emesso anche emesso un ordine di cattura nei suoi confronti. Rimangono ancora ignoti gli autori del delitto di Di Natale e della scomparsa (e probabile omicidio) di moglie e figlia.
- 19 ottobre 1982: omicidio di Gaetano Scalici, titolare di un negozio di prodotti chimici ucciso perché "colpevole" di aver avvertito la polizia dei movimenti della famiglia di Corso dei Mille.
- 19 ottobre 1982: omicidio di Giuseppe Di Maggio, storico rappresentante della "famiglia" di Brancaccio. Di Maggio aveva cercato di rimanere completamente neutrale alla faida in atto, ma venne accusato dai Corleonesi di avere fornito rifugio a parenti di Salvatore Contorno subito dopo l'attentato di quest'ultimo, e, inoltre, era zio del già ucciso Francesco Mafara, uno degli uomini di Bontate. Per questo fu ucciso e il suo cadavere non fu mai ritrovato. Il suo posto in seno alla "famiglia" di Brancaccio fu preso da Giuseppe Savoca, fedelissimo di Riina.
- 25 ottobre 1982: per evitare l'appuntamento con Alfredo Bono a Parigi ed aggirare così l'ordine di uccidere Buscetta, Antonino Salamone rientra in Italia e si costituisce dai carabinieri, autoscludendosi così da Cosa Nostra e lasciando campo libero a Bernardo Brusca, fido alleato dei Corleonesi[106].
- 14 novembre 1982: omicidio di Calogero Zucchetto (Sutera, 3 febbraio 1955 – Palermo, 14 novembre 1982), poliziotto. Con il commissario Ninni Cassarà andava in giro in motorino per i vicoli di Palermo e in particolare per quelli della borgata periferica di Ciaculli, che conosceva bene, a caccia di ricercati. In uno di questi giri con Cassarà incontrò due killer al servizio dei corleonesi, Pino Greco detto "scarpuzzedda" e Mario Prestifilippo, che aveva frequentato quando non erano mafiosi. Questi lo riconobbero e non si fecero catturare. All'inizio di novembre del 1982, dopo una settimana di appostamenti, tra gli agrumeti di Ciaculli riconobbe il latitante Salvatore Montalto, boss di Villabate, ma essendo solo e non avendo mezzi per arrestarlo rinunciò alla cattura, avvenuta poi il 7 novembre con un blitz di Cassarà. La sera di domenica 14 novembre 1982, all'uscita dal bar "Collica" in via Notarbartolo, una via del centro di Palermo, fu ucciso con cinque colpi di pistola alla testa sparati da due killer in sella a una moto. Successivamente gli autori del delitto vennero individuati in Mario Prestifilippo e Pino Greco, gli stessi che aveva incrociato in motorino. Come mandanti furono in seguito condannati i componenti della "cupola mafiosa", cioè gli appartenenti all'organo più importante di "Cosa Nostra", Totò Riina, Bernardo Provenzano, Raffaele Ganci e altri.
- 19 novembre 1982: omicidio di Salvatore Badalamenti, figlio di Antonino, un ragazzo di appena diciassette anni.
- 20 novembre 1982: omicidio del boss di Trapani Antonio Salvatore Minore (16 novembre 1927 - 20 novembre 1982), e dei suoi alleati Nicolò Miceli di Buseto Palizzolo (26 agosto 1928 - 20 novembre 1982), Martino Buccellato di Castellammare del Golfo (18 marzo 1958 - 20 novembre 1982) e di Vincenzo Palazzolo di Cinisi (23 novembre 1929 - 20 novembre 1982), braccio destro di Nino Badalamenti. Furono tutti e quattro strangolati a Palermo dopo essere stati attirati in un tranello da Rosario Riccobono. La loro tragica fine verrà rivelata soltanto nel 1996 da Calogero Ganci, che partecipò allo strangolamento[116]. Con questi omicidi viene definitivamente stroncata la vecchia mafia della provincia di Trapani guidata dai Buccellato e dai Minore, spianando la strada agli alleati dei Corleonesi: Mariano Agate di Mazara del Vallo, Vincenzo Virga di Trapani e Francesco Messina Denaro di Castelvetrano. Secondo alcuni pentiti, la testa mozzata di Totò Minore venne fatta recapitare ai suoi familiari per ordine di Salvatore Riina, come avvertimento nei loro confronti.
- 24 novembre 1982: atto finale a San Cataldo. Viene assassinato Carmelo Cerruto, agente penitenziario che stava indagando sull'omicidio del figlio Emanuele, ucciso il 27 settembre 1981.
- 24 novembre 1982: omicidio di Carlo di Bartolo, allevatore ex sorvegliato speciale, avvenuto a Castellammare del Golfo. Era legato ai Buccellato e ai Domingo, invisi ai Corleonesi in quanto alleati di Badalamenti nel trapanese insieme ai Rimi (Alcamo), ai Minore (Trapani), ai Miceli (Buseto Palizzolo), ai Plaia (Castellammare del Golfo) e agli Zummo (Gibellina) in gran parte decimati tra il 1981 e il 1992.
- 26 novembre 1982: a Cinisi, omicidio di Salvatore Badalamenti, figlio di Nino.[88]
- 30 novembre 1982: strage del 30 novembre 1982, quando all'interno di Cosa Nostra avviene qualcosa di paragonabile alla “notte dei lunghi coltelli” della storia nazista. Obiettivo principale dei killer sono Rosario Riccobono e Salvatore Scaglione, rispettivamente boss di Partanna Mondello e della Noce che – allo scoppiare della guerra — erano passati con i corleonesi dopo essere stati per anni vicini a Bontate e Inzerillo. La mattina del 30 novembre furono invitati in una villa in contrada Dammusi, situata tra San Giuseppe Jato e Monreale, di proprietà della famiglia Brusca, per una riunione tra capimandamento. Là li attendevano, oltre ai Brusca, Totò Riina, Giuseppe Calò, Nenè ed Antonino Geraci, Giuseppe Giacomo Gambino, Baldassare di Maggio e diversi altri uomini della fazione corleonese[117]. Il primo ad arrivare fu Riccobono, accompagnato dal suo vice Salvatore Micalizzi e da Vincenzo Cannella e Carlo Savoca. Poco dopo essere arrivati sul posto, i quattro furono condotti in diverse stanze nella villa dove furono bloccati e strangolati da Giuseppe Giacomo Gambino, Totò Riina, Giuseppe Calò, Bernardo e Giovanni Brusca, Antonino Geraci, Giuseppe Maniscalco, Filippo Nania ed altri. Riccobono venne bloccato e strangolato ancora prima che riuscisse a salutare i presenti nella stanza, e Riina gli disse subito prima che morisse "qua finisce la tua corsa, hai finito di mettere tragedie in giro". Qualche ora dopo la soppressione dei quattro, giunse sul posto Salvatore Scaglione, condotto dal suo vice Raffaele Ganci. Scaglione venne condotto nella stessa stanza dove ore prima era stato soppresso Riccobono, e venne a sua volta bloccato. Scaglione protestò la sua innocenza, ma Riina gli rispose "se non uccido te e Riccobono, non mi chiamo più Salvatore Riina", dimostrando l'astio che Riina da anni covava verso i due, e Scaglione venne quindi strangolato a sua volta dai presenti. I cadaveri vennero poi spogliati e sciolti in due grossi recipienti pieni d'acido[118]. Le macchine con cui Riccobono, Micalizzi e gli altri erano arrivati furono poi condotte e abbandonate all'aeroporto di Punta Raisi per sviare le indagini e far credere che i quattro avessero lasciato la Sicilia. Non appena eseguiti i delitti, Giovanni Brusca telefonò ad Antonino Madonia a Palermo per far sì che i gruppi di fuoco rimasti nel capoluogo potessero dare via all'operazione di "pulizia dei piedi" in città, per eliminare tutti gli alleati di Riccobono e Scaglione, ignari dell'avvenuta strage, prima che scoprissero cosa era accaduto e potessero organizzarsi di conseguenza. Nel corso della stessa giornata vennero quindi decimate quelle fazioni delle famiglie di Partanna-Mondello e della Noce considerate "non affidabili" dai Corleonesi, tramite l'eliminazione di Giuseppe Lauricella e suo figlio Salvatore, Domenico Cannella, Giuseppe Ficario, Francesco Cosenza, Giovanni Filiano, Salvatore Misseri, Francesco Gambino, Salvatore Cosenza, Ernesto Battaglia, Domenico Bova e Salvatore Neri, tutti eliminati tra il 30 novembre e il 2 dicembre 1982. Si salvarono dal massacro Michele Micalizzi, il fratello di Salvatore, Gaspare Mutolo e Salvatore Lo Piccolo, l'ultimo dei quali appresa la notizia della strage si schiererà dalla parte degli assassini attirando in un tranello Salvatore Lauricella e per questo avrà salva la vita. A seguito della strage, il territorio del mandamento di Partanna-Mondello verrà inglobato nelle famiglie degli alleati di Riina e principalmente da quella di San Lorenzo capeggiata da Giuseppe Giacomo Gambino, mentre Raffaele Ganci diventerà il nuovo capo della famiglia della Noce. Secondo Salvatore Cancemi e Giovanni Brusca, una delle cause scatenanti dell'eliminazione di Riccobono furono i suoi stretti rapporti con il commissario Bruno Contrada, poi condannato per concorso esterno in associazione mafiosa[119].
- 30 novembre 1982: durante una sparatoria al bar Singapore Two di via La Marmora volta ad uccidere il boss di Partanna-Mondello Michele Micalizzi che riesce a fuggire, vengono uccisi Giovanni Filiano di 55 anni e Domenico Cannella di appena 18.[120].
- 4 dicembre 1982: omicidio di Leonardo Galante, cognato di Gaetano Badalamenti.
- 25 dicembre 1982: tentato omicidio di Giuseppe Greco "Scarpuzzedda" (1952 - 1985). Già dalle dichiarazioni di Stefano Calzetta risulta che il 25-12-1982, vi era stata una "rufiata" ai Ciaculli e, cioè, che Giovannello Greco e Giuseppe Romano inteso "l'americano" avevano sparato a Pino Greco "scarpazzedda" senza riuscire ad ucciderlo. La reazione era immediata e di una ferocia inaudita. Si scoprirà molti anni dopo che ad organizzare l'attentato non fu Giovannello Greco, che era riuscito a fuggire dall'Italia, bensì Gaetano Grado e Nicolazzo Greco, entrambi esponenti di punta degli "scappati".
- 18 dicembre 1982: omicidio di Filippo D'Angelo, parente di Pietro Marchese, ucciso in Corso dei Mille
- 26 dicembre 1982: venivano uccisi i fratelli Gaspare e Michele Ficano (rispettivamente fratello e padre della convivente di Giovannello Greco) e, con la stessa arma, nella pizzeria "The New York Place", Giuseppe Genova, Antonio D'Amico e Orazio D'Amico (rispettivamente genero e nipoti di Tommaso Buscetta). Negli stessi giorni scompare in Brasile Homero "Homerinho" De Almeida Guimarães, cognato di Tommaso Buscetta, il più grande dei fratelli della terza moglie Cristina. In via Buonriposo viene ucciso Giuseppe Benvegna, parente di Girolamo Benvegna, cognato di Francesco Paolo Teresi ucciso il precedente 8 gennaio. Con lui resta ferito Gaspare Saccone, legato ai Teresi.
- 27 dicembre 1982: omicidio di Paolo Amodeo, amico di famiglia di Salvatore Greco, padre di Giovannello.
- 28 dicembre 1982: omicidio di Antonio Ammannato (Palermo, 19 settembre 1909 - 28 dicembre 1982).
- 29 dicembre 1982: duplice omicidio di Vincenzo e Benedetto Buscetta (rispettivamente, fratello e nipote di Tommaso Buscetta).
- 1982 (mese e giorno incerti); scomparsa di Rosario Spitaleri, amico di Pietro Marchese, Giovannello Greco e Antonio Spica. Sarà vittima della lupara bianca e il suo corpo non verrà mai ritrovato.

### 1983
- gennaio 1983: in seguito al tentato omicidio di Pino Greco oltre alla reazione eclatante ha luogo uno sfratto di massa di tutte le famiglie inaffidabili della borgata di Ciaculli legate alla frangia perdente dei Greco. In particolare vengono ritrovate diverse lettere minatorie contro un nipote di Salvatore Greco detto l’ingegnere, Francesco Bonaccorso. Vengono dati un ultimatum e date di scadenza per lasciare le abitazioni. Vengono inoltre vandalizzate le abitazioni di quattro esponenti della mafia perdente: l'appartamento di Pietro Marchese, ucciso in carcere l'anno precedente, quello di Salvatore Greco, padre di Giovannello anche lui ucciso nel 1982, quello del defunto Salvatore Greco "Cicchiteddu", vecchio capo della mafia fortemente legato a Bontate e Buscetta, e quello di Giuseppe "Pinè" Greco, fratello di Cicchiteddu che era riuscito a scappare da Palermo insieme ad Antonino Salamone. Il quartiere viene successivamente transennato onde evitare ulteriori infiltrazioni da parte dei Greco "scappati", ma le ritorsioni continueranno negli anni fino a quando nel 1987 i Corleonesi daranno fuoco alle case di Giovannello Greco e Salvatore Greco "L'Ingegnere".
- 11 gennaio 1983: omicidio di Giovan Battista Di Pace, 36 anni, impiegato alle Finanze, lontano parente dei Greco di Ciaculli, (frangia perdente) ucciso da killer nell'atrio delle finanze. Ferita Maria Salvinia Marino che era alla guida della sua 126. Era parte degli inaffidabili di Ciaculli ed era legato a Salvatore "Ciaschiteddu" Greco e al nipote di quest'ultimo, Domenico Bonaccorso. L'omicidio di Di Pace si inquadra nelle operazioni di sicurezza di Ciaculli e dello sfratto o soppressione degli inaffidabili della borgata, a seguito del tentato omicidio di Pino Greco del natale 1982.
- 16 gennaio 1983: a Castellammare del Golfo (TP), omicidio di Diego Domingo, alleato dei Buccellato, crivellato con cinque colpi di lupara alla testa[121].
- 18 gennaio 1983: ad Adrano (CT) viene rapito, torturato e ucciso Salvatore Leocata, legato agli Scalisi di Adrano, fedelissimi dei Laudani e di Alfio Ferlito, referente degli scappati a Catania. L'omicidio è ordinato da Sebastiano Cannizzaro, cugino di Santapaola e portavoce di quest'ultimo ad Adrano e si inquadra nello sterminio dei Laudani all'epoca schierati con Alfio Ferlito e delle loro rispettive ramificazioni (Stimoli-Scalisi di Adrano, Rapisarda Morabito di Paternò) da parte dello schieramento Corleonese.
- 24 gennaio 1983: omicidio di Nunzio La Mattina. La Mattina, membro di spicco della famiglia di Porta Nuova, era stato prima uno dei vertici del contrabbando di tabacchi, e poi, uno degli elementi di maggior spicco nel traffico di stupefacenti. Anzi, secondo il Buscetta, era stato proprio il La Mattina ad iniziare il traffico della morfina base con il Medio Oriente e la creazione in Sicilia di laboratori per la produzione di eroina. La sua uccisione e quella del cognato, di cui finora non sono stati accertati i motivi specifici, è comunque da ascrivere a decisione della commissione, molto probabilmente per questioni ricollecabili al traffico di stupefacenti. Al riguardo, è agevole rilevare che se non vi fosse stata unanimità di consensi nell'uccisione dei due, la reazione della famiglia di Porta Nuova, diretta da Pippo Calò (alleato dei corleonesi), sarebbe stata violentissima. E tale conclusione è avvalorata dal fatto che - come ha riferito Stefano Calzetta - nell'omicidio del cognato di La Mattina, Francesco Lo Nigro, sono coinvolti Paolo Alfano e Pietro Senapa, membri della famiglia di corso dei Mille, alleata di quella di Pippo Calò.
- 25 gennaio 1983: omicidio di Giangiacomo Ciaccio Montalto (Milano, 20 ottobre 1941 – Valderice, 25 gennaio 1983) magistrato italiano, vittima di Cosa nostra. Come sostituto procuratore a Trapani, Ciaccio Montalto aveva svolto indagini sul clan Minore dedito al traffico di eroina e di armi, alla sofisticazione di vini, alle frodi comunitarie e agli appalti per la ricostruzione del Belice dopo il terremoto del 1968. Per primo aveva intuito la centralità della provincia di Trapani all'interno di Cosa nostra e fu anche uno dei primi magistrati ad applicare il reato di associazione di stampo mafioso appena introdotto. La sua inchiesta sul traffico delle armi verrà ripresa dal giudice Carlo Palermo, a sua volta vittima di un fallito attentato a Pizzolungo (2 aprile 1985). Nel 1998 sono stati condannati all'ergastolo Totò Riina e Mariano Agate come mandanti dell'omicidio Ciaccio Montalto[122].
- 29 gennaio 1983: omicidio, a negli Stati Uniti, di Calogero Di Maria, mafioso della provincia di Trapani collegato al clan Minore. Venne ucciso con un colpo di fucile alla testa mentre si trovava in un bar a Brooklyn. Calogero Di Maria era considerato un trafficante di droga che regolarmente si muoveva tra Sicilia e Stati Uniti per organizzare consegne di eroina. Era considerato dagli investigatori come membro del clan dei Minore, e come padrino di battesimo aveva avuto il boss italoamericano Carmine Galante. Di Maria era anche molto amico di Giuseppe Romano e Giuseppe Tramontana, entrambi uccisi a Fort Lauderdale qualche giorno dopo perché legati a Buscetta. Fu indicato dalle prime indagini come uno dei sicari che uccisero il giudice Giangiacomo Ciaccio Montalto pochi giorni prima, insieme a Natale Evola, Ambrogio Farina e suo figlio Salvatore, per ordine del clan Minore. Diversi anni più tardi si scoprì che Totò Minore e i suoi uomini non avevano nulla a che fare con la morte col magistrato in quanto Minore era già stato ucciso per ordine di Totò Riina nella strage del 20 novembre 1982 a Palermo. Anche Natale Evola e Ambrogio Farina verranno uccisi dai corleonesi negli anni successivi, il primo il 27 marzo 1990, poco prima dell'uccisione del fratello Giuseppe, e il secondo il 29 marzo 1995[39][123][124].
- Febbraio 1983: tentato omicidio di Gerlando Alberti nel carcere dell’Ucciardone. Alberti aveva ricevuto delle lettere da Buscetta in cui quest’ultimo chiedeva informazioni su Giuseppe Calò. Esecutori del tentato agguato tramite iniezione letale sono Giovan Battista Pullarà, Salvatore Montalto, Giovanni Di Giacomo e Giuseppe Spadaro, tutti fedelissimi di Riina. Successivamente viene organizzato un nuovo agguato ai danni di Alberti, che però viene rivelato da Antonino Billeci, amico di Alberti. Per questo, una volta uscito dal carcere Billeci verrà ucciso tramite strangolamento il 1º settembre 1984 e il suo cadavere verrà ritrovato all’interno di un’auto[125].
- 3 febbraio 1983: scompare nel nulla Mariano Marsala, capomafia di Vicari (PA), vittima di lupara bianca. Era legato a Bontate e Giggino Pizzuto. Con lui sparisce anche il suo luogotenente Paolo Ocelli. La scomparsa avviene nell’ambito dello sterminio degli alleati di Pizzuto e nella riorganizzazione del Mandamento.
- 5 febbraio 1983: omicidio di Giovanni Benfante, contrabbandiere di sigarette ucciso dal killer Salvatore Rotolo della famiglia di Corso dei Mille perché ritenuto legato a Stefano Bontate[126].
- 8 febbraio 1983: duplice omicidio di Giuseppe Romano e Giuseppe Tramontana. Il delitto avvenne a Fort Lauderdale, in Florida, negli Stati Uniti. Giuseppe Romano era molto amico di Giovannello Greco, Pinè Greco e Tommaso Buscetta, tutti nei ranghi degli scappati. Per questo delitto verrà arrestato negli Stati Uniti, il 17 febbraio, Salvatore Rina, uomo considerato vicino alla famiglia mafiosa italoamericana dei Bonanno, nonché ex socio ed amico di Giuseppe Tramontana, con il quale era stato colto a commettere reati in anni precedenti. Salvatore Rina venne anche accusato dell'omicidio di Calogero Di Maria il mese precedente e di quello di Gary Richard Francione, altro mafioso legato alla famiglia mafiosa italoamericana dei Gambino[39].
- 9 febbraio 1983: ad Alcamo scompare nel nulla tramite lupara bianca Nicolò Manno, vicinissimo ai Minore di Trapani e ai Rimi di Alcamo. Ironia della sorte, nel 1993 viene ancora considerato latitante nonostante fosse scomparso 10 anni prima. I parenti di Nicolò Manno confluiranno nel clan dei Greco per vendicarne l'omicidio.
- 15 febbraio 1983: omicidio di Francesco Lo Nigro, cognato di Nunzio La Mattina, i killer per ucciderlo si finsero Carabinieri.[126]
- 17 febbraio 1983: omicidio di Alfonso Librici e tentato omicidio di Gaetano Di Bilio. A Palermo rimangono vittime di un agguato Alfonso Librici (che viene ucciso), appartenente alla cosca di Raffadali e Gaetano Di Bilio (che resta gravemente ferito), ex membro della Famiglia di Riesi, vicinissimi a Giuseppe Di Cristina. Vengono colpiti per aver partecipato all’omicidio di Francesco Madonia di Vallelunga Pratameno, fedelissimo di Totò Riina, ucciso su ordine di Di Cristina e Giuseppe Calderone l’8 aprile 1978. Il delitto avviene quando i due erano stati appena scarcerati.
- 18 febbraio 1983: ad Alcamo, omicidio di Giuseppe Gargagliano, nipote del boss castellammarese Antonino Buccellato, a sua volta assassinato il 30 settembre 1981[65].
- 19 febbraio 1983: omicidio di Giacomo Giacalone, fratello di Filippo Giacalone (boss di San Lorenzo fedelissimo di Bontate e per questo vittima di lupara bianca nel 1978). Giacomo Giacalone viene assassinato all'interno della sua tabaccheria a San Lorenzo, nel quadro della strategia dei Corleonesi dell'eliminazione di tutti i loro nemici e dei relativi familiari.
- 22 febbraio 1983: omicidio di Giuseppe Marchese, fratello di Pietro.
- 16 marzo 1983: omicidio di Calogero Bellini. Cugino di Salvatore Contorno, aveva dato ospitalità ad Antonino Grado e Francesco Mafara prima che venissero uccisi. Fu proprio dal Bellini che Contorno apprese che Grado e Mafara erano scomparsi dopo essersi diretti ad un appuntamento a Croceverde Giardini.
- 16 marzo 1983: omicidio di Giovanni Amodeo, fratello di Paolo ucciso pochi mesi prima.[127].
- 17 marzo 1983: omicidio di Vincenzo Pesco, zio di Giovannello Greco.
- aprile 1983: a Partanna (TP) omicidio di Gaspare Biundo, legato a Leonardo Infranco.
- 12 aprile 1983: triplice omicidio dei fratelli Giuseppe e Francesco Romagnolo, e del loro nipote Antonino Romagnolo, nonché grave ferimento dei fratelli Giovanni e Antonino Romagnolo e di un altro nipote, Vincenzo Romagnolo. La sparatoria mortale avvenne in via Albergheria, nel rione Ballarò a Palermo.
- 12 aprile 1983: duplice omicidio di Antonino, conosciuto come “Nino u riccu”, e Carlo Sorci, padre e figlio uccisi a colpi di rivoltella e fucile. Nonostante i Sorci fossero fortemente legati a Bontate e Teresi, si erano comunque tenuti in disparte durante la faida cercando di mantenere una totale neutralità. Ciò non impedì ai Corleonesi di vederli come una seria minaccia al loro controllo di Palermo e per quanto fossero stati inizialmente risparmiati, venne infine decretata la loro eliminazione, portando quindi la famiglia di Villagrazia interamente sotto il controllo dei Corleonesi. Secondo Tommaso Buscetta inoltre, la ragione dell'omicidio andava ricercata in fatti molto lontani, risalenti a quando Nino Sorci gestiva una società finanziaria (Isep, poi denominata Cofisi) insieme ad un Corleonese, Angelo Di Carlo detto "il capitano", che riceveva ingerenze da parte di Luciano Leggio in quanto di Corleone come lui. Il Di Carlo si rivolse al Sorci che a sua volta si rivolse al suo alleato, il capo della commissione dell'epoca, Salvatore Greco detto "Cicchiteddu", per intimare al Leggio e ai suoi di smetterla di molestare il Di Carlo. Al tempo i Corleonesi dovettero obbedire all'ordine, ma adesso che stavano scalando i vertici di Cosa Nostra, secondo Buscetta, hanno voluto rivendicare il torto subito[128]. Nonostante ciò, nel 1983 Leggio personalmente non aveva più peso all'interno della fazione Corleonese, da qualche anno già completamente controllata da Riina e Provenzano.
- 13 aprile 1983: omicidio di Giuseppe Misuraca, boss di Camporeale, pensionato e parente di Calogero Misuraca, fedelissimo di Badalamenti ucciso il 9 ottobre 1981. Viene ucciso in Viale Michelangelo, nel quadro dell'annientamento delle famiglie perdenti di Camporeale, i Sacco e i Misuraca.
- 21 aprile 1983: uccisi tramite lupara bianca i fratelli Salvatore ed Erasmo Valenza, capimafia di Borgetto (PA) legatissimi a Badalamenti. Esecutori materiali sono Giovanni Brusca e il cugino Calogero Brusca, fedelissimi di Totò Riina.
- 2 maggio 1983: omicidio di Giovanni Bonaccorso, proprietario terriero di Ciaculli, parente di Francesco Bonaccorso, nipote quest'ultimo di Salvatore Greco detto l'Ingegnere. Come detto in seguito al tentato omicidio di Pino Greco e al successivo sfratto di massa degli inaffidabili di Ciaculli, Francesco Bonaccorso aveva ricevuto una serie di lettere minatorie (l'ultima a dicembre) che lo invitavano a lasciare la borgata. Come ulteriore avvertimento, il 2 maggio viene ucciso il congiunto Giovanni Bonaccorso.
- 7 maggio 1983: ad Alcamo, omicidio di Gaetano Greco, allevatore ucciso perché si occupava di alcune proprietà dei Rimi di Alcamo[129]. Per vendicare quest'omicidio, i parenti di Greco scateneranno una nuova guerra contro i Corleonesi alla fine degli anni '80.[65]
- 28 maggio 1983: omicidio di Angelo Capizzi. Il delitto avvenne a Riesi. Capizzi era uno degli ultimi fedelissimi di Giuseppe Di Cristina rimasti.
- 2 giugno 1983: omicidio di Silvio Badalamenti, nipote di Gaetano (1923 - 2004). L'agguato a Silvio Badalamenti scattò il 2 giugno del 1983 in pieno centro a Marsala, in via Mazzini. La vittima, che era appena uscita di casa per andare al lavoro, aveva 38 anni. A ucciderlo fu Gioacchino Calabrò, futuro capomafia di Castellammare del Golfo, che ha utilizzato una pistola. Undici mesi prima di essere ammazzato, Silvio Badalamenti era stato arrestato nell'ambito di un'inchiesta su un traffico internazionale di stupefacenti seguita da Giovanni Falcone. Successivamente era stato scarcerato per mancanza di indizi. Falcone gli aveva anche detto: «Si allontani dalla Sicilia». Ma Silvio Badalamenti, lontano dalle vicende di Cosa nostra, si sentiva tranquillo. «Fino a due giorni prima - racconta la moglie Gabriella - aveva accompagnato le figlie a scuola come ogni mattina». Gabriella Badalamenti ha pubblicato per Sellerio un libro ("Come l'oleandro") in cui rievoca in un passaggio anche la storia del marito[130].
- 5 giugno 1983: omicidio di Francesco Sorci. Già capo mandamento negli anni 60 e figura di spicco della famiglia di Villagrazia, Francesco Sorci era il cugino di Nino Sorci "U Riccu", ucciso due mesi prima. Venne raggiunto dai sicari nella sua casa rurale di via Agnetta a Villagrazia.
- 13 giugno 1983: Triplice omicidio di Mario D'Aleo (Roma, 16 febbraio 1954 – Palermo, 13 giugno 1983), ufficiale dell'Arma dei Carabinieri, insieme ai suoi colleghi Giuseppe Bommarito e Pietro Morici. I tre carabinieri, in particolare il capitano D'Aleo (che aveva preso il posto di Emanuele Basile, ucciso nel 1980), stavano seguendo le indagini sugli interessi economici del clan Brusca di San Giuseppe Jato, da sempre alleato dei Corleonesi[131].
- 5 luglio 1983: scompaiono mediante lupara bianca Calogero Sacco, figlio di Giovanni detto "Vanni" (vecchio capomafia di Camporeale), e l’amico di quest’ultimo Vincenzo Amato. I Sacco rappresentano la costola degli scappati a Camporeale (PA), essendo legati a Calogero Misuraca, fedelissimo di Gaetano Badalamenti ucciso il 9 ottobre 1981[132][133].
- 8 luglio 1983: ad Alcamo Marina (TP), omicidio di Agostino Biondo, dipendente del Motel Beach di proprietà dei Rimi[65].
- 29 luglio 1983: strage di via Pipitone Federico a Palermo, in cui lo scoppio di una Fiat 126 imbottita di tritolo uccise il giudice Rocco Chinnici, consigliere istruttore del Tribunale di Palermo, il maresciallo dei carabinieri Mario Trapassi, l'appuntato Salvatore Bartolotta (entrambi addetti alla scorta) e il portiere dello stabile Stefano Li Sacchi.
- 30 luglio 1983: ucciso, insieme al nipote Giacomo, Carmelo Colletti, capo della famiglia di Ribera e rappresentante provinciale di Agrigento, stretto alleato dei Corleonesi. L’omicidio è eseguito da Calogero "Lillo" Lauria, ex associato di Colletti ed esponente della famiglia di Raffadali (AG) che si era accordato con Badalamenti tradendo i Corleonesi. La reazione dei vincenti sarà eclatante: Riina in persona ordina per vendetta lo sterminio del gruppo Lauria[134].
- 9 agosto 1983: omicidio di Giovanni Mungiovino, imprenditore e politico inviso ai corleonesi. All'epoca era presidente dell’ospedale Umberto I nonché esponente di spicco della DC in città. Venne ucciso sulla strada statale che ricongiunge Sant’Anna con il bivio di Capodarso. La sua eliminazione rientra nella logica degli omicidi politici occorsi in quegli anni, che hanno riguardato tanto esponenti dell'ala più dialogante della DC verso la sinistra (vedasi l'omicidio di Michele Reina) che esponenti dei partiti di sinistra. Con la sua eliminazione i corleonesi prendono il controllo di Enna, venendo a mancare il principale ostacolo alla loro espansione criminale[135].
- 18 agosto 1983: omicidio di Giacomo Misseri, fratello di Salvatore Misseri, uomo di Rosario Riccobono (ucciso a Palermo il 30 novembre 1982). Giacomo Misseri viene ucciso mentre si trova dal barbiere.
- 22 agosto 1983: omicidio di Giuseppe Marchese, fratello del già ucciso Pietro Marchese.[95]
- 24 agosto 1983: omicidio di Nunzio Di Maio, 26 anni, figlio del noto boss Salvatore di Passo di Rigano, fedelissimo quest’ultimo di Inzerillo. Nunzio Di Maio viene ucciso a Punta Raisi, allo svincolo di Villagrazia di Carini.
- 9 settembre 1983: a Vittoria (RG) omicidio di Giuseppe Cirasa, boss del paese e contrabbandiere di sigarette schieratosi dalla parte dei Corleonesi (in particolare con Nitto Santapaola) per aumentare la propria influenza in seguito alla sconfitta dello schieramento perdente. L’omicidio viene commissionato dai Di Peri, costola degli scappati a Villabate il cui unico componente sopravvissuto è Giuseppe Di Peri, figlio di Salvatore e nipote di Giovanni, uccisi rispettivamente il 10 agosto 1982 e il 25 dicembre 1981 durante la strage di Natale a Bagheria, orchestrata da Totò Riina a favore di Salvatore Montalto, fedelissimo di quest’ultimo a Villabate. Giuseppe Di Peri entra nel gruppo di fuoco degli scappati guidato da Gaetano Grado e Salvatore Contorno e tenta di accrescere il proprio potere a Vittoria, nel ragusano, dove si era rifugiato per sfuggire alla vendetta dei Corleonesi[136]: commissiona dunque l’omicidio di Giuseppe Cirasa ai fratelli Gallo e ai fratelli Carbonaro, da lui appositamente affiliati per dichiarare guerra ai Corleonesi a Ragusa e provincia. Quest'ultimi confluiranno poi nella "Stidda" per continuare la guerra contro Cosa Nostra[137].
- 29 settembre 1983: a Partinico, tentato omicidio di Biagio Alduino, sempre nel quadro della faida di Partinico-Roccamena tra i Corleonesi e gli Alduino-Valenza, schierati con Badalamenti.
- 30 settembre 1983: a Lercara Friddi tentato omicidio di Corrado Sinatra, sempre nel quadro dell’eliminazione dei moderati di quella zona, a cui si ricollegano la strage di San Giovanni Gemini del 29 settembre 1981, il successivo omicidio di Francesco Montalto e la scomparsa tramite lupara bianca del capomafia di Vicari Mariano Marsala avvenuta il 3 febbraio 1983.
- 1983 (data e mese incerti): Antonio Bardellino, capo dell'emergente clan dei Casalesi ed affiliato campano a Cosa nostra che si trovava latitante in Brasile, riceve l'ordine da Lorenzo Nuvoletta su mandato di Riina di uccidere Tommaso Buscetta, che abitava nell'appartamento sotto al suo a Rio de Janeiro (tuttavia Buscetta negherà sempre di conoscerlo). Secondo diverse testimonianze, Bardellino non portò a termine l'ordine in quanto era molto amico del boss siciliano e non accettava, oltre a non fidarsi, la supremazia dei fratelli Nuvoletta con l'interferenza dei Corleonesi: questo atteggiamento gli valse la condanna a morte[138].
- Ottobre 1983: sparisce tramite lupara bianca il boss favarese Filippo Di Stefano, detto Mureddu. Era a capo dei cosiddetti “cani sciolti di Favara”. Sanguinario e responsabile di numerosi omicidi nel tentativo di scalare i vertici di Cosa Nostra agrigentina, commette l’errore fatale di associarsi a Calogero Lauria ed è sospettato di aver partecipato all’omicidio di Carmelo Colletti il 30 luglio 1983. Per questo rimane vittima di lupara bianca nell’ottobre dello stesso anno.
- 8 ottobre 1983: a Cinisi, Procopio Di Maggio sfugge a un secondo attentato, i killer sparando su un gruppo di persone nell'intento di colpire il Di Maggio, uccidono Salvatore Zangara, Francesco Lo Bello e Paolo Giambanco, totalmente estranei, i tre, a organizzazioni mafiose.[88]
- 12 ottobre 1983: ad Alcamo, omicidio dell'insegnante Leonardo Bonura, amico di Leonardo Rimi, figlio del boss Filippo.
- 25 ottobre 1983: a San Paolo (Brasile) la polizia brasiliana individua ed arresta Tommaso Buscetta insieme alla terza moglie Cristina Guimaraes. Contemporaneamente vengono arrestati anche gli uomini di Buscetta in Brasile: Fabrizio Sansone, Paolo Staccioli, Giuseppe Favia, Lorenzo Garello, Leonardo Badalamenti (figlio del boss Gaetano), Giuseppe Bizzarro[139][140]. Bardellino riesce invece a dileguarsi e a fuggire in Spagna, dove sarà catturato il mese successivo[138]. A nulla valse un tentativo di corruzione operato dallo stesso Buscetta seppur dichiarando di chiamarsi Roberto Felice e così venne rinchiuso in prigione per alcuni omicidi collegati con lo spaccio di droga[141]. Al giudice Giovanni Falcone, volato in Brasile per interrogarlo, Buscetta fa intendere la sua volontà di collaborare. Nonostante ciò, nel carcere brasiliano tenta il suicidio ingerendo stricnina ma viene salvato.
- 2 novembre 1983: a Barcellona (Spagna) gli uomini della Criminalpol catturano Antonio Bardellino, il quale però riesce a farsi dare la libertà vigilata da un giudice spagnolo e si dà nuovamente alla latitanza[142].
- 10 novembre 1983: nel New Jersey scompaiono Matteo e Salvatore Sollena, originari di Cinisi, parenti di Badalamenti. Una settimana dopo viene trovato il corpo di Salvatore, mentre quello di Matteo sarà trovato il 19 novembre.
- 12 novembre 1983: omicidio di Salvatore Zarcone, ucciso da Gaetano Grado perché era passato con i Corleonesi, tradendo Bontate[19].
- 15 novembre 1983: omicidio di Benedetto Grado, zio di Gaetano. A Cinisi, omicidio di Salvatore Mazzola, già sfuggito ad un precedente agguato.[88]
- 21 novembre 1983: omicidio di Natale Badalamenti, un fedelissimo di Gaetano Badalamenti. Venne ucciso nell'ospedale di Carini dove era ricoverato.
- 21 novembre 1983: inizia lo sterminio dei membri del gruppo Lauria per vendetta da parte dei Corleonesi: scompare tramite lupara bianca Gaetano De Lollis, seguito il giorno successivo dal fratello Giovanni[68].
- 22 novembre 1983: a Cinisi, omicidio di Giacomo Palazzolo, dipendente della agenzia del Banco di Sicilia di quel centro e figlio del mafioso Paolo Palazzolo, ucciso, a sua volta, il 2 settembre 1961.[88]
- 22 novembre 1983: quadruplice omicidio di Giuseppe Rizzuto, Giuseppe Sclafani, Gaetano Mistretta e Giovanni De Lollis, (questi ultimi vittime di lupara bianca), tutti uomini di Calogero Lauria[68].
- 23 novembre 1983: scompare Luigi Garofalo, componente del gruppo di Calogero Lauria. Pochi giorni dopo venne assassinato anche suo fratello Francesco Paolo[68].
- 1º dicembre 1983: a Montevago (AG) scompare Leonardo Infranco, esponente del gruppo di Lauria e legato inoltre ai boss perdenti Nicola Di Giovanni (assassinato il 5 agosto 1978 a Sambuca di Sicilia), Giuseppe Palmeri (ucciso a Santa Ninfa il 15 settembre 1981), Pietro Vaccara (anch’egli eliminato a Santa Ninfa il 7 luglio 1982) e Gaspare Biundo (ucciso a Partanna nell’aprile 1983)[68]. Tutti gli uccisi fanno parte dello schieramento perdente e sono dunque nemici dei Corleonesi.
- 3 dicembre 1983: ucciso a Balestrate Pasquale Cottone, fedelissimo di Badalamenti.
- 4 dicembre 1983: ucciso a Cinisi il pastore Saverio Munacò, ritenuto vicino alla cosca di Badalamenti.
- 10 dicembre 1983: omicidio a Castelvetrano (TP) di Domenico Piazza, capo del gruppo di Menfi (AG) e uomo di Calogero Lauria[68].
- 10 dicembre 1983: a Villaricca (NA) omicidio di Raffaele Ferrara, detto "Rafele ‘e Magliarano", su ordine dei Nuvoletta poiché aveva rifiutato di tradire Antonio Bardellino, a sua volta "colpevole" di non aver rispettato l'impegno di uccidere Tommaso Buscetta. Esecutore materiale è Vittorio Vastarella, che successivamente verrà incastrato da Bardellino per vendicare l'omicidio di Ferrara. Infatti Bardellino spargerà la voce falsa secondo cui Vastarella fosse passato dalla sua parte e per questo fu ucciso dagli stessi Nuvoletta (raggirati da Bardellino) durante la strage di Poggio Vallesana il 19 settembre 1984. L'omicidio di Ferrara segna il primo atto della guerra tra i Nuvoletta-Gionta e i Bardellino-Alfieri, che riproduce in Campania lo scontro tra i Corleonesi e i Bontate-Inzerillo-Badalamenti-Buscetta[138].
- 14 dicembre 1983: omicidio a New York di Salvatore Catalano, boss originario di Ciminna alleato di Gaetano Badalamenti. Da non confondere con un altro parente omonimo e sempre di Ciminna, Salvatore Catalano, anch’egli alleato di Badalamenti condannato insieme a quest’ultimo a 45 anni di carcere per un vasto traffico di stupefacenti nel 1987.
- 18 dicembre 1983: rimane ucciso, in un conflitto a fuoco con la polizia, Angelo Galatolo, figlio del capomafia Vincenzo dell'Acquasanta. Angelo Galatolo venne colpito mortalmente ma riuscì ad arrivare davanti a una chiesa, dove confessò alcuni dei suoi crimini a un prete subito prima di morire. Venti anni dopo, altri due figli di Vincenzo Galatolo, Giovanna e Vito, diventeranno importanti collaboratori di giustizia.
- 19 dicembre 1983: omicidio di Francesco Paolo Garofalo, fratello di Luigi Garofalo vittima di lupara bianca il 23 novembre precedente. L'agguato scatta nell'ufficio di Garofalo in via Arrigo Boito.
- 27 dicembre 1983: omicidio di Paolo Amodeo, fratello di Giovanni, ucciso il 16 marzo precedente[127].
- 30 dicembre 1983: volge al termine lo sterminio degli uomini di Badalamenti e di tutti coloro che i Corleonesi ritengono inaffidabili all'interno della famiglia di Cinisi: Procopio Di Maggio si era schierato dalla parte dei vincenti e venne premiato con la reggenza della famiglia di Cinisi e con l'eliminazione dei suoi uomini considerati inaffidabili perché ancora legati a Badalamenti. Nel quadro di questo conflitto il primo a cadere è Salvatore Amorello che aveva preso in gestione la pompa di benzina di Di Maggio. Amorello venne ritrovato carbonizzato all'interno di un'auto.

### 1984
- 1984 (mese e giorno incerti): prima dell'omicidio di Nicolò Giglio, avvenuto a Fulgatore (TP) il 15 febbraio 1984, avviene il tentato omicidio di Ignazio Triolo, cognato di Salvatore Minore che era stato visto incontrarsi clandestinamente con i Giglio, fedelissimi del Minore stesso. Minore era il referente degli scappati a Trapani e per questo venne inghiottito dalla lupara bianca il 20 novembre 1982 a Palermo.
- 5 gennaio 1984: omicidio di Giuseppe Fava detto Pippo (Palazzolo Acreide, 15 settembre 1925 – Catania, 5 gennaio 1984) è stato uno scrittore, giornalista, drammaturgo, saggista e sceneggiatore italiano, ucciso da Cosa Nostra. Nel 1998 si è concluso a Catania il processo denominato "Orsa Maggiore 3" dove per l'omicidio di Giuseppe Fava sono stati condannati all'ergastolo il boss mafioso Nitto Santapaola, ritenuto il mandante, Marcello D'Agata e Francesco Giammuso come organizzatori, e Aldo Ercolano come esecutore assieme al reo confesso Maurizio Avola. Nel 2001 le condanne all'ergastolo sono state confermate dalla Corte d'appello di Catania per Nitto Santapaola e Aldo Ercolano, accusati di essere stati i mandanti dell'omicidio, mentre sono stati assolti Marcello D'Agata e Franco Giammuso che in primo grado erano stati condannati all'ergastolo come esecutori dell'omicidio. L'ultimo processo si è concluso nel 2003 con la sentenza della Corte di Cassazione che ha condannato Santapaola ed Ercolano all'ergastolo e Avola a sette anni patteggiati.
- 25 gennaio 1984: scomparsa ad Agrigento di Calogero Piparo, passato dalla parte di Calogero Lauria. Gli inquirenti sospettarono che Piparo venne torturato ed ucciso per rivelare il nascondiglio del suo capo[68].
- 26 gennaio 1984: si conclude la parabola di Calogero Lauria, che viene ucciso nelle campagne di Siculiana (AG) a colpi di pistola: dopo l'esecuzione, i killers gli fecero esplodere addosso la casa dove si nascondeva con la dinamite[68][134].
- 31 gennaio 1984: a Santa Margherita Belice (AG) omicidio di Calogero La Sala, fedelissimo di Calogero Lauria[68].
- 15 febbraio 1984: in località Fulgatore (TP), omicidio di Nicolò Giglio, allevatore e mafioso originario di Vita (TP) ucciso perché legato al boss trapanese Salvatore Minore[65].
- 18 febbraio 1984 (o 1985): a Santa Margherita Belice (AG) tentato omicidio di Antonio Saladino, cognato di Domenico Piazza e Calogero La Sala, uomini di Lillo Lauria uccisi rispettivamente il 10 dicembre 1983 a Castelvetrano (TP) e il 31 gennaio 1984 a Santa Margherita Belice (AG).
- 20 febbraio 1984: omicidio di Agostino Badalamenti, figlio di Natale. L'omicidio avvenne a Solingen, in Germania. Fu eseguito da Antonio Ventimiglia, originario di Cinisi e referente dei Corleonesi in Germania. Sospettato di aver partecipato al delitto è anche Vito Roberto Palazzolo. Lo stesso giorno, a Cinisi venne ucciso Girolamo Di Maggio, nel quadro dello sterminio dei restanti inaffidabili della famiglia di Cinisi.
- 22 marzo 1984: ad Alcamo, omicidio di Gaspare Camarda, legato ai Rimi[65].
- 8 aprile 1984: a Madrid (Spagna), gli agenti dell'FBI e quelli delle polizie italiana e spagnola arrestano Gaetano Badalamenti e il figlio Vito mentre si stavano incontrando con il nipote Pietro "Pete" Alfano, proprietario di una pizzeria a Oregon (Illinois) coinvolto nel traffico di eroina con la Sicilia. Al momento dell’arresto e per i giorni a seguire, Badalamenti sostenne di essere un cittadino brasiliano di nome Paolo Ares Barbosa esibendo un passaporto falso rilasciato dalle autorità di Brasilia. Tuttavia il 15 novembre gli arrestati furono estradati negli Stati Uniti[143]. È l'inizio del celebre caso della Pizza Connection, che vedrà imputati Badalamenti insieme a diversi esponenti della famiglia italoamericana dei Bonanno.
- 30 aprile 1984: a Cinisi duplice omicidio di Ignazio e Michele Biundo, padre e figlio, anch'essi tra gli inaffidabili della suddetta famiglia.
- 9 maggio 1984: omicidio a Ribera di Pietro Marotta, che aveva tradito Carmelo Colletti consegnandolo a Calogero Lauria il 30 luglio 1983: in totale sono 14 gli uomini di Lauria uccisi o scomparsi tra il 21 novembre 1983 e il 9 maggio 1984[144].
- 20 maggio 1984: omicidio a Ponte Persica (NA) di Leopoldo Del Gaudio, uomo di fiducia di Carmine Alfieri. L'omicidio è eseguito dai Gionta, affiliati ai Corleonesi insieme ai Nuvoletta ed ai Lubrano Ligato per colpire i Bardellino-Alfieri, costola dei Badalamenti in Campania. In seguito al delitto Bardellino rientra da Santo Domingo dove si era rifugiato per sfuggire ai Corleonesi per pianificare una reazione.
- 4 giugno 1984: a Palma di Montechiaro (AG), omicidio di Calogero Sambito, capo della locale famiglia e rivale dei fratelli Ribisi (fedelissimi palmesi di Totò Riina), il quale inoltre si era lamentato dell’omicidio dello stiddaro Loreto Plicato, avvenuto tra il 4 e il 5 maggio 1982, di cui Sambito era molto amico[90].
- 10 giugno 1984: omicidio di Ciro Nuvoletta, fratello di Angelo e Lorenzo e anch'egli fedelissimo di Riina in Campania, avvenuto durante un assalto armato alla loro villa di Poggio Vallesana a Marano di Napoli. Responsabili dell'assalto alla villa dei Nuvoletta sono gli uomini al comando di Antonio Bardellino, referente degli Badalamenti-Buscetta in Campania. L'omicidio fu ritenuto un affronto dai Corleonesi e Totò Riina ordinò la strage di Poggio Vallesana il 19 settembre 1984 per eliminare il doppiogiochista Vittorio Vastarella e vendicare così Ciro Nuvoletta[145].
- 27 giugno 1984: a Ravanusa (AG) omicidio di Vito Gambino, vecchio capo della famiglia di Ravanusa. Coinvolto nella faida dei primi anni 70 orchestrata da Giuseppe Di Cristina e legato a Pasquale Bove di Campobello di Licata, killer fedelissimo di Di Cristina coinvolto negli omicidi di Stefano Vangelista, Vito Gattuso e Candido Ciuni, insieme al quale era stato arrestato il 13 ottobre 1970. Vito Gambino viene freddato nella sua abitazione. Il delitto sancisce la fine della faida di Ravanusa a favore dei Corleonesi con l'estromissione o l'eliminazione degli antichi alleati ravanusani di Di Cristina. Il gruppo di fuoco ravanusano a disposizione di Di Cristina comprendeva infatti oltre a Vito Gambino anche Damiano Caruso di Riesi (CL), vittima di lupara bianca a Milano nel giugno 1973 per meno dei Corleonesi, Pasquale Bove (morto a Borgo Vercelli in soggiorno obbligato nel 1976), il figlio Raffaele Bove e Vito D'Angelo, originario di Ravanusa e attivo a Favignana, nel trapanese, unici sopravvissuti.
- 7 luglio 1984: omicidio di Giovanni Sacco junior, fratello di Calogero Sacco, vittima di lupara bianca un anno prima. Giovanni Sacco viene ucciso appena uscito dalla propria abitazione.
- 15 luglio 1984: Tommaso Buscetta viene estradato in Italia dal Brasile ed arriva all'aeroporto di Fiumicino accompagnato dagli uomini del funzionario di polizia Gianni De Gennaro. Dopo l'atterraggio, viene prelevato e scortato da centinaia di uomini delle forze dell'ordine fino alla Questura di Roma, luogo in cui sarà tenuto in custodia per motivi di sicurezza. Nel giro di pochi giorni, inizia a rendere dichiarazioni al giudice Falcone, a cui rivela tutto quello che sa su Cosa nostra[146].
- 1º agosto 1984: a Campobello di Mazara (TP), tentato omicidio di Natale L'Ala, capo della locale famiglia legato ai Rimi di Alcamo, che riesce a sfuggire fortunatamente al fuoco degli assassini corleonesi. Sopravvivrà ad un nuovo attentato nel 1989 e verrà ucciso l'anno successivo[65].
- Agosto 1984: omicidio di Armando Bonanno, killer legato ai corleonesi sospettato di aver partecipato all'uccisione del capitano dei carabinieri Emanuele Basile. Armando Bonanno fu protagonista, insieme a Giuseppe Giacomo Gambino, di un arresto dieci anni prima a Trapani, visto che erano stati trovati in possesso di armi in attesa di commettere un omicidio nella zona. Poiché di questo omicidio non venne informato il loro capomandamento del tempo, Rosario Riccobono, i due vennero messi fuori famiglia, che risultò essere uno tra i primissimi contrasti tra i corleonesi e i loro avversari negli anni 70. Bonanno era latitante per l'accusa di omicidio del capitano Basile e venne fatto sparire dai Madonia e dai Di Trapani di Resuttana, poiché ritenuto inaffidabile.
- 22 agosto 1984: sparisce tramite lupara bianca Santo Caldarella, originario di Siculiana e fedelissimo di Pasquale Cuntrera e Alfonso Caruana, invisi ai Corleonesi. A questo omicidio si ricollegano altri eventi della seconda guerra di mafia: infatti tra il 1981 e il 1982 Carmelo Colletti organizza gli omicidi di Giuseppe Settecasi (23 marzo 1981), Leonardo Caruana (2 settembre 1981), mentre nel 1982 Francesco Di Carlo (trafficante di stupefacenti facente parte della Famiglia di Altofonte) viene espulso da Cosa Nostra ma viene risparmiato essendo comunque appartenente allo schieramento Corleonese. Ufficialmente viene posato per essersi impossessato di soldi dell’organizzazione, ma ufficiosamente il motivo dell’espulsione è da ricercarsi nel suo rifiuto di consegnare Pasquale Cuntrera ed Alfonso Caruana (partner di Di Carlo nel traffico di stupefacenti) a Totò Riina. Con l’omicidio di Santo Caldarella e dei suoi fedelissimi si conclude la faida sull’asse Siculiana-Cattolica Eraclea-Alessandria della Rocca. Caldarella era il referente dei Cuntrera-Caruana su Roma.
- 1º settembre 1984: omicidio di Antonio Billeci: come detto, dopo il tentato omicidio di Gerlando Alberti del febbraio 1983, successivamente viene organizzato un nuovo agguato ai danni di Alberti, che però viene rivelato da Antonino Billeci, amico di Alberti. Per questo, una volta uscito dal carcere Billeci verrà ucciso tramite strangolamento il 1º settembre 1984 e il suo cadavere verrà ritrovato all’interno di un’auto.
- 8 settembre 1984: a Lercara Friddi omicidio di Giuseppe Greco, nel quadro dell'eliminazione dell'ala contrapposta ai Corleonesi nel triangolo Lercara - Castronovo-Vicari. A ciò si ricollegano la strage di San Giovanni Gemini del 29 settembre 1981 contro Gigino Pizzuto, fedelissimo di bontate, il successivo omicidio di Francesco Montalto, la lupara bianca di Mariano Marsala a Vicari il 3 febbraio 1983 e il tentato omicidio di Corrado Sinatra avvenuto sempre a Lercara Friddi il 30 settembre dello stesso anno.
- 18 settembre 1984: omicidio a Bagheria (PA) di Ignazio Mineo, senatore del Partito Repubblicano Italiano che aveva fatto abbattere una villa di proprietà dei Prestifilippo, fedelissimi di Totò Riina. Ignazio Mineo è inoltre cugino di Antonino Mineo, boss bagherese legatissimo allo schieramento perdente, in particolare a Piddu Panno, vecchio capo della famiglia di Casteldaccia e fedelissimo di Stefano Bontate, inghiottito dalla lupara bianca l'11 marzo 1981. Per queste ragioni (oltre ad aver accordato il proprio sostegno al tentato golpe di Vincenzo Puccio, successivamente ucciso in carcere l'11 maggio 1989) lo stesso Antonino Mineo sarà ucciso il 18 aprile 1989, cinque anni dopo l'omicidio del cugino Ignazio.
- 19 settembre 1984: strage di Poggio Vallesana a Marano di Napoli. Nella camorra, in particolare nella Nuova Famiglia, si combatte la seconda guerra di mafia parallelamente alla Sicilia. I Corleonesi hanno tra i propri referenti partenopei i Nuvoletta e i Gionta, tutti ritualmente affiliati a Cosa nostra e fedelissimi di Totò Riina fin dagli anni 70, quando avviarono un redditizio contrabbando di sigarette. Gli avversari dei Nuvoletta-Gionta sono Antonio Bardellino e Carmine Alfieri, anch'essi affiliati a Cosa nostra ma strettamente legati allo schieramento perdente Bontate-Riccobono-Badalamenti-Buscetta. Per questo i Corleonesi, determinati a spazzare via i nemici anche fuori dalla Sicilia, organizzarono la strage di Poggio Vallesana, nella masseria dei Nuvoletta a Marano. Furono uccisi cinque uomini dei Bardellino (Vittorio Vastarella, suo figlio Luigi, Gennaro Salvi, Gaetano Di Costanzo e Antonio Mauriello); successivamente i cinque furono sciolti nell'acido su indicazione di Giovanni Brusca mandato da Totò Riina per prendere parte alla strage ed istruire gli alleati napoletani su come applicare il metodo della lupara bianca[147][148][149][150].
- 29 settembre 1984: Operazione San Michele cui presero parte oltre tremila agenti della Squadra mobile di Palermo, della Criminalpol, dei Carabinieri e della Guardia di Finanza, i quali misero a segno 366 mandati di cattura a Palermo ed anche a Roma, Milano e Frosinone, nonché recapitarono un centinaio di comunicazioni giudiziarie (una delle quali raggiunse l'ex sindaco di Palermo Vito Ciancimino); i mandati di cattura furono firmati dai giudici istruttori Giovanni Falcone, Paolo Borsellino, Giuseppe Di Lello e Leonardo Guarnotta, coordinati dal consigliere istruttore Antonino Caponnetto, e si basavano sulle dichiarazioni di Tommaso Buscetta[151][152].
- Ottobre 1984: il giudice Falcone avverte Totuccio Contorno, detenuto nel carcere di Novara, di aver saputo che Gaetano Fidanzati, fedelissimo dei Corleonesi, avrebbe offerto 350 milioni di lire ad alcuni detenuti napoletani per farlo fuori in carcere[153]. Contorno chiede al giudice di poter incontrare Buscetta, che lo incoraggia a collaborare con la giustizia[154].
- 5 ottobre 1984: uccisione a Cinisi di Leonardo Rimi, esponente di spicco dello storico clan Rimi di Alcamo, nipote del boss Vincenzo Rimi e di Gaetano Badalamenti. Suo padre e suo zio, Filippo e Natale Rimi, si erano già da qualche anno allontanati dall'Italia per sfuggire alla sentenza di morte dei Corleonesi. Con Leonardo Rimi viene ucciso anche il suo guardaspalle Calogero Caruso. Gli omicidi sono opera del boss Ciccio Di Trapani, ex uomo di Badalamenti nonché suocero del Rimi stesso, in realtà da anni infiltrato nel gruppo Rimi-Badalamenti per conto dei Corleonesi essendo nipote di Francesco Madonia, capo della Famiglia di Resuttana e storico strettissimo alleato di Totò Riina. L'omicidio di Leonardo Rimi e di Calogero Caruso provoca una frattura tra i Di Trapani: infatti la figlia Giusy Di Trapani era sposata con Leonardo Rimi e si rivoltò contro il padre aderendo agli scappati e rifugiandosi a Viareggio con i restanti uomini di Badalamenti, mentre la sorella Mariangela appoggiò invece il padre e si schierò dalla parte dei Corleonesi, convolando a nozze con Salvatore Madonia, figlio del capo mandamento Francesco e fedelissimo di Totò Riina.
- 8 ottobre 1984: omicidio a Bagheria (PA), di Salvatore Presentato, 55 anni, factotum del senatore Ignazio Mineo, a sua volta ucciso a Bagheria il precedente 18 settembre.
- 18 ottobre 1984: strage di Piazza Scaffa, a Palermo. Otto persone sono rinchiuse in una stalla – cortile macello, dentro Piazza Scaffa - messe al muro e fucilate da una decina di killer. L'obiettivo sono i fratelli Cosimo e Francesco Quattrocchi, commercianti di carne equina, proprietari di alcune macellerie in città. Con loro muoiono il cugino Cosimo Quattrocchi, il cognato Marcello Angelini, il socio Salvatore Schimmenti e poi Paolo Canale, Giovanni Catalanotti e Antonino Federico che stavano semplicemente dando una mano a sistemare alcuni puledri appena arrivati dalla Puglia. La strage è un segnale di Totò Riina ai magistrati del pool antimafia per l'affronto del blitz di San Michele. È anche un chiaro segnale di Riina lanciato al boss di Ciaculli Pino Greco "Scarpuzzedda" in quanto commessa nel suo territorio a sua insaputa in segno di discredito nei suoi confronti poiché stava crescendo troppo nell'organigramma di Cosa nostra ed infatti sarà fatto scomparire a breve[155][156].
- 1984: omicidio di Vincenzo Anselmo, il padre di Isabella Anselmo (sorella del killer Francesco Paolo e moglie di Calogero Ganci, entrambi killer della fazione corleonese), era un mafioso di Danisinni. Fu vittima della lupara bianca. Venne ucciso dal genero Calogero Ganci (1960)[157].
- 25 ottobre 1984: operazione San Crispino, a quasi un mese dal blitz di San Michele, basata sulle rivelazioni di Contorno al giudice Falcone che portò all'emissione di 127 mandati di cattura, che vennero eseguiti tra Palermo, Roma, Bari, Bologna e videro impegnati circa duemila agenti della Polizia di Stato, dei Carabinieri e della Guardia di Finanza.[158]
- 7 novembre 1984: nelle campagne tra Trabia, Carini e Altavilla Milicia avviene il duplice omicidio di Enrico Palumbo e Matteo Gargano, pregiudicati della zona. Tra le ipotesi del duplice omicidio, oltre ai furti di bestiame, vi è anche l’ipotesi, ugualmente attendibile, che inquadra il delitto nello sterminio degli uomini di Gerlando Alberti (amico di Buscetta), in quanto a pochi metri di distanza da dove si verifica l’agguato era stata scoperta una raffineria di eroina all'interno della quale venne arrestato proprio Gerlando Alberti il 26 agosto 1980.
- 14 novembre 1984: omicidio di Mario Coniglio, 55 anni, di professione macellaio. Era fratello di Salvatore, uno dei mafiosi che da mesi collabora con la giustizia e che ha avuto un ruolo determinante nel processo contro gli assassini di Pietro Marchese. Si tratta infatti di una "vendetta trasversale" nei confronti dei collaboratori di giustizia. Coniglio è stato ucciso con tre colpi alla testa davanti a decine di persone in via Eugenio l'Emiro, nel rione Quattro Camere alla Zisa. È stata un'azione fulminea: i killer sono arrivati a bordo di un vespone, erano in due e hanno sparato cinque colpi di pistola calibro 7,65 mirando alla testa. Mario Coniglio è caduto proprio davanti alla sua bancarella, privo di vita[159]. La sentenza ha riconosciuto la colpevolezza di Raffaele Ganci, boss del quartiere della Noce, e di Domenico Guglielmini, entrambi condannati a 30 anni di reclusione; confermata anche la condanna a 10 anni per il pentito Antonino Galliano, che aveva sempre negato il proprio coinvolgimento. Testimone uno dei figli che si trovava accanto a lui mentre veniva ucciso[160].
- 2 dicembre 1984: omicidio di Leonardo Vitale, primissimo pentito moderno di Cosa Nostra. Si inquadra in una vera e propria campagna di morte contro i primi collaboratori di giustizia, dopo il clamoroso pentimento di Tommaso Buscetta[161][162]. Sono stati riconosciuti colpevoli dell'omicidio i killer Domenico Guglielmini, Raffaele Ganci e i suoi figli Domenico e Calogero, grazie alle determinanti accuse appunto di Calogero Ganci, divenuto un collaboratore di giustizia[163].
- 7 dicembre 1984: omicidio di Pietro Busetta (marito di Serafina Buscetta), 62 anni, inerme ed onesto cittadino reo soltanto di avere sposato una sorella di Tommaso Buscetta.
- 15 dicembre 1984: omicidio di Salvatore Liga, cognato di Salvatore Scaglione vittima di lupara bianca nel massacro del 30 novembre 1982. Omonimo di Salvatore Liga "Tatuneddu", anche lui uomo di Rosario Riccobono e sopravvissuto allo sterminio della famiglia di Partanna-Mondello insieme a Salvatore Lo Piccolo.

## L'area interessata e avvenimenti contemporanei
Decine di morti anche in provincia di Palermo, tra Bagheria, Casteldaccia e Altavilla Milicia, una zona che verrà chiamata dalla stampa nazionale "il triangolo della morte": ai caduti dell'organizzazione si aggiunsero anche altre vittime come magistrati, giornalisti, politici e uomini delle forze di polizia italiane.
Alla recrudescenza della violenza mafiosa in provincia che coincideva con la permanenza a Palermo del prefetto Carlo Alberto dalla Chiesa, generale dei carabinieri in congedo, reduce dal successo contro le Brigate Rosse, che aveva prestato servizio a Corleone tra il '66 e il '73. Dalla Chiesa arrivò in Sicilia due giorni dopo l'omicidio di Pio La Torre; il neo-prefetto appena insediatosi a Villa Malfitano Whitaker, sede della prefettura, dispose la perquisizione negli uffici di alcune esattorie siciliane, in particolare quelle dei cugini Nino e Ignazio Salvo, venne tuttavia assassinato – insieme alla giovane moglie Emanuela Setti Carraro – il 3 settembre dello stesso anno.
Il 9 luglio 1983, Giovanni Falcone, in collaborazione con Rocco Chinnici, avrebbe emesso 14 mandati di cattura per l'omicidio del generale Dalla Chiesa, di sua moglie e dell'agente Russo. Tra i mandanti furono individuati Salvatore Riina, Bernardo Provenzano, Nenè Geraci, Bernardo Brusca e Michele Greco. Venti giorni dopo a Palermo in via Giuseppe Pipitone Federico, furono assassinati il magistrato Rocco Chinnici, i carabinieri della scorta Mario Trapassi e Salvatore Bartolotta, ed il portinaio di un edificio, Stefano Li Sacchi.